# Magyar Ezüst Érdemkereszt

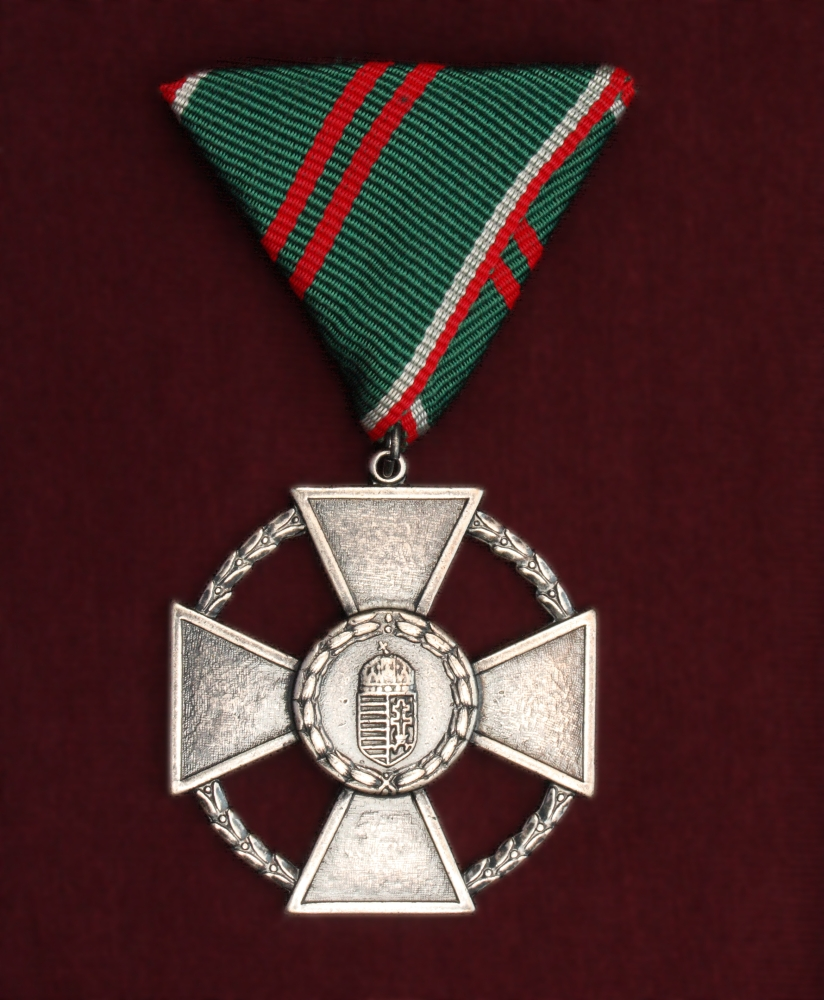
Magyar Köztársasági Ezüst Érdemkereszt

A Magyar Ezüst Érdemkereszt (2012-ig Magyar Köztársasági Ezüst Érdemkereszt) a független és demokratikus Magyarország érdekeinek elősegítése, valamint támogatása körül kimagasló érdemeket szerzett magyar és külföldi állampolgároknak adományozható, külön polgári és katonai tagozattal. A feladatköre alapján illetékes miniszter előterjesztésére a köztársasági elnök adományozza a Magyar Köztársaság kitüntetéseiről szóló 1991. évi XXXI. Törvény rendelkezései szerint.

## Leírása
A Magyar Ezüst Érdemkereszt 2 mm széles kör alakú, egymásba fonódó babérkoszorúban elhelyezett 42 mm átmérőjű fényezett szélű kereszt, melynek közepén a kör alakú éremfelületen a Magyar Köztársaság címere van. Háromszögben összehajtott 40 mm széles szalagon a bal mell fölé tűzve viselendő. Polgári tagozatának szalagján a 34 mm széles sötét smaragdzöld sávot jobbról-balról 1,5 mm széles piros csík szegélyezi, középen két 2 mm széles piros sáv húzódik. A katonai tagozat szalagján a 34 mm széles piros sávot jobbról-balról 1,5 mm széles fehér és 1,5 mm széles zöld csík szegélyezi, középen két 2 mm széles zöld sáv húzódik.

## Díjazottak

### 2025

#### 2025. augusztus 20.[1][2][3][4][5][6][7]
- Amberger Erzsébet nyugalmazott tisztifőorvos, a Monspart Sarolta Egészséges Életmódért Alapítvány Országos Gyalogló Idősek Klubhálózata Soproni Idősek Gyalogló Klubjának vezetője
- Ambrus András színművész, író
- Angyal László, a szegedi Dugonics András Piarista Gimnázium, Alapfokú Művészeti Iskola és Kollégium tanára, volt igazgatóhelyettes
- Auth Ágnes karnagy, a Székesfehérvári Teleki Blanka Gimnázium és Általános Iskola nyugalmazott tanára
- Bán Imre Gyuláné, a Galgagutai Szlovák Nemzetiségi Önkormányzat elnöke, Nógrád Vármegye Szlovák Nemzetiségi Önkormányzata képviselője, a Nézsai Mikszáth Kálmán Szlovák Nemzetiségi Általános Iskola tanára
- Bárdos B. Edit, agrármérnök, mezőgazdasági genetikai szakmérnök, a Magyar Mezőgazdaság című hetilap nyugalmazott főszerkesztője
- Barna Tiborné Zsilyák Ildikó, a pásztói Magyar Szentek Római Katolikus Óvoda és Általános Iskola nyugalmazott alapító igazgatója, Pásztó város korábbi társadalmi megbízatású alpolgármestere
- Benkő Zsolt bluesgitáros, zeneszerző
- Bese Botond zenész, hangszerkészítő népi iparművész, a gödi Búzaszem Katolikus Általános Iskola és Alapfokú Művészeti Iskola zenetanára
- Bíróné Marsi Andrea néptáncpedagógus, a Világ-Virága Alapfokú Művészeti Iskola igazgatója
- Bódiné Kersner Katalin műemlékvédelmi szakmérnök, tudományos kutató, a Magyar Építészeti Múzeum és Műemlékvédelmi Dokumentációs Központ igazgatóhelyettese, a Budapesti Metropolitan Egyetem Művészeti és Kreatívipari Karának főiskolai docense
- Boncsér Gábor népzenész, a Számadó Zenekar művészeti vezetője, a Bulgárföldi Általános Iskola és a Miskolci Szabó Lőrinc Általános Iskola tanára, a Tradíció Edukáció Alapítvány elnöke
- Boros József, Győrszemere Község Tűzoltó Egyesületének tiszteletbeli parancsnoka
- Both Hajnalka közgazdász, a Gyulaj Erdészeti és Vadászati Zrt. gazdasági vezérigazgató-helyettese
- Brugós Sándor-Csaba táncművész, koreográfus, néptáncoktató, a nagyváradi Szigligeti Színház Táncegyüttesének korábbi tánckarvezetője, szólistája, alapító tagja
- Buda Annamária pszichológus, szociológus, a Sztehlo Gábor Evangélikus Szeretetszolgálat intézményvezetője
- Csépe Barnabás építészmérnök
- Cseresznyés Gyula „Cserkó”, a Könnyűzenei Technikusok Egyesületének alapító tagja
- Csikós Tamás csecsemő- és gyermekgyógyász, nephrológus, házi gyermekorvos, iskolaorvos, a Kistarcsai Flór Ferenc Kórház Csecsemő- és Gyermekosztályának szakorvosa
- Csiszárné Páricsi Mariann, a Veszprémi Tankerületi Központ nyugalmazott gazdasági vezetője
- Csóka Pál, a Nemzeti Agrárgazdasági Kamara Hajdú-Bihar vármegyei alelnöke
- Danyi Gyuláné informatikus könyvtáros, a besenyszögi Wesniczky Antal Művelődési Ház és Könyvtár intézményvezetője
- Darmos István néptáncpedagógus, etnográfus, a Bodrog Néptáncegyüttes vezetője, a sárospataki Farkas Ferenc Alapfokú Művészeti Iskola tanára, a sátoraljaújhelyi Kazinczy Ferenc Múzeum tudományos munkatársa, az Örökség Nemzeti Gyermek és Ifjúsági Népművészeti Egyesület elnökségi tagja
- Dávidné Gyarmati Zsuzsanna szövő népi iparművész, a Békés Megyei Népművészeti Egyesület vezetőségi tagja
- Debreczeni-Droppán Béla történész, levéltáros, a Magyar Nemzeti Múzeum főmuzeológusa, a Honismereti Szövetség elnöke
- Deésy Gábor Ádám, a Cifra Műhely Közhasznú Kulturális Egyesület elnöke
- Egyed József oboaművész, az egykori Veszprémi Zeneművészeti Szakközépiskola és Alapfokú Művészetoktatási Intézmény művésztanára
- Farkas Erzsébet, a Magyar Kórusok, Zenekarok és Népzenei Együttesek Szövetségének szakreferense
- Farkas Magdolna, a Budapesti Komplex Szakképzési Centrum Erzsébet Királyné Szépészeti Technikum igazgatója
- Farkas Mihály cimbalomművész, zeneszerző, producer, az Országos Roma Kulturális és Média Centrum igazgatója
- Fehérné Zsák Zsuzsanna, a Szandaszőlősi Általános Iskola és Alapfokú Művészeti Iskola mesterpedagógusa
- Fejes Kitty táncművész, koreográfus, a Fővárosi Nagycirkusz tánckarvezetője és koreográfusa, a Budapest Cirkuszművészeti és Kortárstánc Főiskola évfolyamvezetője
- Garamvölgyi Annamária újságíró, a Szociális és Gyermekvédelmi Főigazgatóság Esélyteremtési Főosztály Fogyatékosságügyi Osztálya referense
- Hancz Gábor újságíró, a Széchenyi István Egyetem Kommunikációért és Sajtókapcsolatokért Felelős Igazgatóságának vezetője, Győrsövényház község alpolgármestere
- Hanusz Zoltán népzenész, nagybőgőművész, a komáromi Egressy Béni Városi Művelődési Központ kulturális menedzsere, a Figur Polgári Társulás alapító elnöke
- Hrivnák Tünde divattervező
- Huszka József „Leó”, a Könnyűzenei Technikusok Egyesületének elnöke
- Juhász Gyula népzene- és népi kultúra-tanár, népzenekutató, a Vajdasági Magyar Művelődési Intézet munkatársa, a Hagyományok Háza vajdasági hálózatának volt vezetője, a Juhász zenekar alapító tagja
- Karácsony Tamásné Bajzik Éva Judit népzenetanár, népzenész, a Zselic Alapfokú Művészeti Iskola tanára
- Kardos Valéria mérnök, a Nemzeti Élelmiszerlánc-biztonsági Hivatal Élelmiszerlánc-biztonsági Laboratórium Igazgatóságának nyugalmazott igazgatóhelyettese, Toxikológiai Nemzeti Referencia Laboratóriumának volt vezetője
- Kenese Szilvia könyvtáros, a Területi Művelődési Intézmények Egyesületének elnöke
- Kispálné Kósa Katalin, a Szennai Fekete László Általános Iskola Kaposfői Tagintézménye pedagógusa
- Kiss Ákosné Gonda Erika, az Eszmék és Értékek Alapítvány és a Bárczay Alapítvány Miskolc és Környéke Fejlesztéséért elnöke
- Kissné Álmosdi Márta, a Szegedi Szakképzési Centrum Vasvári Pál Gazdasági és Informatikai Technikumának tanára
- Kocsis Zoltán karnagy, a Magyar Kórusok, Zenekarok és Népzenei Együttesek Szövetségének korábbi elnöke és Művészeti Bizottságának elnöke, a debreceni Kodály Kórus vezető karnagya, a soproni Kórus Spontánusz karvezetője
- Kokas Éva, a győri Generációk Művelődési Házának igazgatója
- Kolcsár Béla, a Gyergyószárhegyi Kulturális és Művészeti Központ igazgatója
- Komjáthi Tamásné szövő népi iparművész, díszítőművészeti oktató, múzeumpedagógiai szaktanácsadó, a Népművészeti Egyesületek Szövetségének alelnöke, a Tolna Megyei Népművészeti Egyesület elnöke, a Hagyományok Háza Népi Iparművészeti Tanácsadó Testületének tagja
- Kovács István, a Kovács és Krisztián ’98 Kft. ügyvezetője
- Kovács István költő, irodalomszervező
- Lakatos István fafaragó, a Békés Vármegyei Népművészeti Egyesület vezetőségének tagja
- Légrády Gábor agrármérnök, mezőgazdasági vállalatgazdasági szakmérnök, az egykori Nemzeti Földügyi Központ agrár- és vidékfejlesztésért felelős elnökhelyettese
- Lesti Árpád politológus, a Magyar Építészeti Múzeum és Műemlékvédelmi Dokumentációs Központ kommunikációs vezetője, az Antall József Emlékbizottság és Baráti Társaság titkára
- Lőrinszky Attila nagybőgőművész
- Marczin Sándor, a Hajdú-Bihar Vármegyei Polgárőr Szövetség tiszteletbeli elnöke, a Bakonszegi Polgárőr Egyesület alapító tagja, Bakonszeg község volt polgármestere
- Mecseki Sándor, Derekegyház község nyugalmazott háziorvosa
- Melegh Béla Tamás, a budapesti Piarista Gimnázium tanára
- Mező Béláné, a West Hungária Bau Kft. irodavezetője, karitatív koordinátor
- Josef Michaelis költő, író, a Villányi Általános Iskola és Alapfokú Művészeti Iskola nyugalmazott igazgatóhelyettese
- Nagy Tiborné, az Apor Vilmos Katolikus Főiskola Katolikus Pedagógia nemzetközi neveléstudományi szakfolyóiratának olvasószerkesztője
- Noszkó-Horváth Mihály történész, jogász, a VERITAS Történetkutató Intézet és Levéltár Tájékoztatási- és Kutatószolgálati Csoportja vezetője, főlevéltárosa
- Oláh János mesterpedagógus, Balkány város önkormányzati képviselője, a Balkányi Szabolcs Vezér Általános Iskola és Alapfokú Művészeti Iskola nyugalmazott igazgatója
- Orbán József Leventéné, a Mosonmagyaróvári Nagycsaládosok Életfa Egyesületének alapító tagja, elnöke
- Ormosné Bodrogi Viola, a Kiskunhalasi Református Kollégium Központi Általános Iskola igazgatóhelyettese
- Őszi Tamásné gyógypedagógus, az Autizmus Alapítvány Általános Iskolája igazgatója, az Eötvös Loránd Tudományegyetem Bárczi Gusztáv Gyógypedagógiai Kar Atipikus Viselkedés és Kogníció Gyógypedagógiai Intézete mestertanára
- Pálinkás Gergely jazzgitáros, dalszerző
- Pécsiné Edvi Edit, a West Hungária Bau Kft. ügyvezetői asszisztense
- Péli Ildikó fuvolatanár, karvezető, a szolnoki Ádám Jenő Zeneiskola – Alapfokú Művészeti Iskola mesterpedagógusa, a Szolnoki Szimfonikus Zenekar tagja
- Petrus Mihály, a Magyar-Útépítő Kft. ügyvezetője
- Prezsnyák János, a MÁV Személyszállítási Zrt. művezetője
- Radicsné Kincses Mária, Koroncó község polgármestere
- Rétfalvi Antalné nyugalmazott pedagógus, a gödöllői Szent Imre Katolikus Általános Iskola és Óvoda volt igazgatója
- Rotics József, a Békéscsabai Szakképzési Centrum Vásárhelyi Pál Technikum és Kollégium nyugalmazott vezetője
- Rubint Réka fitneszedző
- Samu Zoltán népzenész, népzenetanár, a Csömöri Krammer Teréz Zenei Alapfokú Művészeti Iskola tanszakvezető mestertanára
- Seres István „Pipu” táncos-koreográfus, rendező, producer, a Kolo Szerb Kulturális Központ alapító vezetője, a Patkó Lovas és Szabadtéri Színház korábbi igazgatója
- Sőre Ferenc, a Budapesti Műszaki Szakképzési Centrum Petrik Lajos Két Tanítási Nyelvű Technikum tanára
- Strešňák Gábor történész, levéltáros, a Szenci Városi Múzeum vezetője
- Szabó Sándor, a Békéscsabai Szakképzési Centrum Kós Károly Technikum és Szakképző Iskola igazgatóhelyettese
- Szalai Judit táncművész, a Győri Balett magántáncosa
- Szolanics Elvira népi iparművész, keramikus, a Szabolcs-Szatmár-Bereg Megyei Népművészeti Egyesület alelnöke
- Szűcsné Gáspár Zsuzsanna, a Gesztelyi Csokonai Vitéz Mihály Általános Iskola tanára
- Talpas Balázs, a Tallós Prohászka István Művészeti Egyesület és a Mosonmagyaróvári Fotó Egyesület tagja
- Tapolczai-Zsuráfszky Lilla mesekönyvszerző, a Magyar Nemzeti Táncegyüttes táncművésze, énekes szólistája
- Thalabérné Pócza Lívia, a celldömölki Szent Benedek Katolikus Általános Iskola tanára
- Vaszil László csecsemő- és gyermekgyógyász, Kerepes város házi gyermekorvosa
- Verebes-Nagy Edit, a Szolnoki Művésztelep irodavezetője
- Virághné Vajda Gyöngyvér táncművész, koreográfus, a Gödöllő Táncszínház Művészeti Egyesület elnöke, a Gödöllő Táncszínház művészeti vezetője
- Vizsolyiné Kozma Mónika Andrea, a Borsod-Abaúj-Zemplén Vármegyei Rendőr-főkapitányság Humánigazgatási Szolgálat Személyügyi Alosztálya főügyintézője
- Zatykó Lajos kertészmérnök, a Zöldségtermesztési Kutató Intézet nyugalmazott kutatási igazgatója, az Orosco Kft. volt növénynemesítője
- Zsifkovics Józsefné, a nagynyárádi Művelődési Ház volt igazgatója, a Nagynyárád-Grossnaarad Magyar Német Baráti Kör elnöke

##### Katonai tagozat
- Bíró Péter címzetes rendőr főtörzszászlós, a Heves Vármegyei Rendőr-főkapitányság, Egri Rendőrkapitányság, Pétervásárai Rendőrőrs, Rendészeti Alosztály, Körzeti Megbízotti Csoportja körzeti megbízottja
- Lakatos Sándor rendőr főtörzszászlós, a Nógrád Vármegyei Rendőr-főkapitányság, Balassagyarmati Rendőrkapitányság, Rendészeti Osztálya volt szolgálatirányító parancsnoka
- Mohai Imre rendőr főtörzszászlós, a Csongrád-Csanád Vármegyei Rendőr-főkapitányság, Szegedi Határrendészeti Kirendeltség, Határrendészeti Osztály, Határrendészeti Alosztálya szolgálatparancsnoka
- Suszterics József címzetes büntetés-végrehajtási törzszászlós, a Büntetés-végrehajtási Szervezet V. Agglomerációs Központ alárendeltségébe tartozó Borsod-Abaúj-Zemplén Vármegyei Büntetés-végrehajtási Intézet Egészségügyi és Pszichológiai Osztálya szakápolója

#### 2025. március 15.[8][9][10][11][12]
- Angyal János volt önkormányzati képviselő és sportszervező, a Somoskői Váralja Egyesület elnöke,
- Bagi Ferenc, táncpedagógus-mester, koreográfus, a szentesi Jövőnkért Alapfokú Művészeti Iskola és a Horváth Mihály Gimnázium néptáncpedagógusa,
- Bajner Zsuzsanna, a Nemzeti Filharmonikus Zenekar csellóművésze,
- Balassa Balázs, Szigliget község volt polgármestere, a Balatoni Szövetség volt elnöke,
- Balatoni Ágnes, az Utcai Szociális Segítők Egyesületének elnöke,
- Bánfi Sándor, Tömörkény község polgármestere,
- Bauer Ferenc, a Vasvári Pál Polgári Egyesület alapítója, társelnöke, volt önkormányzati képviselő,
- Bényei Katalin Piroska, a Magyarország Barátai Alapítvány ügyvezető igazgatója,
- Biró Tibor, a Cine-Mis Nonprofit Kft. ügyvezetője,
- Bognár László, Zsédeny község korábbi polgármestere
- Bókai Zoltán karmester, a Pécsi Nemzeti Színház zenei vezetője,
- Borsodi Tamás, a Kapuvári Polgármesteri Hivatal címzetes főjegyzője,
- Buru György járási főállatorvos, a Baranya Vármegyei Kormányhivatal Siklósi Járási Hivatala Élelmiszerláncbiztonsági és Állategészségügyi Osztályának nyugalmazott vezetője,
- Csapó Zoltán, a Magyar Posta Zrt. kontrolling igazgatója,
- Csom Károlyné, Káptalantóti község korábbi polgármestere,
- Elekné Román Katalin Rita, a Világítani Fogok Egyesület szakmai koordinátora,
- Erdős Adrienn, a Széchenyi István Egyetem Pénzügyi és Számviteli Igazgatóságának pénzügyi szakreferense,
- Erky-Nagy Tibor grafikusművész, tipográfus,
- Fazekas Zsuzsanna Eszter, a József Attila Színház művészeti főtitkára,
- Ferencz Mária szemészorvos, az 1975. számú Rozgonyi Cicelle Cserkészcsapat korábbi vezetője, a Magyar Cserkészszövetség Gyűjteményének kurátora,
- Fodor András nagybőgőművész, a MÁV Szimfonikus Zenekar kottatárvezetője,
- Földi Gyula, családi gazdálkodó, juhtenyésztő,
- Földvári László grafikus, a Magyar Állami Operaház jelmezfestője,
- Friedmann Ágnes, a Budapesti Rendőr-főkapitányság, Humánigazgatási Szolgálat, Egészségügyi Osztály osztályvezető főorvosa,
- Fülep Attila, az Új Színház gazdasági igazgatója,
- Fülöp Zoltánné, Úrkút község korábbi polgármestere,
- Galát Péter táncművész, néptáncpedagógus, a Magyar Állami Népi Együttes örökös tagja, a Hagyományok Háza Martin György Szakkönyvtárának gyűjteményfeldolgozója,
- Gelencsér Péter, a Madách Színház művészeti főtitkára,
- Götz Attila, a Pécsi Nemzeti Színház színművésze,
- Grauszmann György, Verőce község polgármestere,
- Hadra József János, Lánycsók község korábbi polgármestere,
- Hartdégen József, Vértessomló község volt polgármestere,
- Heinczinger Balázs, Nagymaros város korábbi polgármestere,
- Hodány Lászlóné, a Vígszínház gazdasági titkára,
- Huszárné Bodor Éva, a Heves Vármegyei Kormányhivatal Agrárügyi Főosztály Növény- és Talajvédelmi Osztályának volt osztályvezetője,
- Illés Mária, Debercsény község polgármestere,
- Józsa István, a marosvásárhelyi Bolyai Farkas Elméleti Líceum nyugalmazott tanára,
- Juhász Marianna Edit, a Békés Vármegyei Kormányhivatal Foglalkoztatási, Foglalkoztatás-felügyeleti és Munkavédelmi Főosztálya Munkaerőpiaci Osztályának nyugalmazott osztályvezetője,
- Kádár Manni népi kézműves alkotó, mézeskalács-készítő mester,
- Kalmár Klára Magdolna, a Magyar Posta Zrt. Beszerzési Igazgatósága Közbeszerzési Osztályának közbeszerzési szakértője,
- Kaptur József nyugállományú repülő alezredes, az  egykori “Kerecsen” harci helikopter zászlóalj parancsnoka, Sóly község korábbi polgármestere,
- Katona Mózes, a korondi Jézus Szent Szíve Római Katolikus Plébánia kántora,
- Kis Miklós, Nyársapát község polgármestere, a Nyársapáti Községi Gazdakör korábbi vezetője,
- Kollarits Kornél, Pusztacsó község társadalmi megbízatású polgármestere,
- Kóti Hajnalka, a Békés Megyei Könyvtár részlegvezetője, a Békés Megyei Könyvtárellátási Szolgáltató Rendszer munkatársa,
- Kovács Ágnes Erzsébet, a  Tolna Vármegyei Kormányhivatal Szekszárdi Járási Hivatala Kormányablak Osztályának nyugalmazott osztályvezetője,
- Kovács Lehel, Farkaslaka község polgármestere,
- Kövér Gábor, az Országos Polgárőr Szövetség Vízi Tagozata elnöke, a Jász-Nagykun-Szolnok Vármegyei Polgárőr Szövetség elnökhelyettese, a Tiszafüred Városi Polgárőrség egyesületi elnöke,
- Kraft Béla László, a Rumi Rajki István Általános Iskola nyugalmazott igazgatója,
- Króneisz Flórián, a Kimlei Kertbarátok Körének elnök,
- Kulcsárné Csejtei Marianna, több Zala vármegyei népdalkör művészeti vezetője,
- Kunszt Róbert, Budapest Főváros Kormányhivatala V. Kerületi Hivatala Gyámügyi Osztályának nyugalmazott osztályvezetője,
- Lehóczkiné Tímár Irén, Gyomaendrőd város alpolgármestere,
- Lévai Ferenc Zsolt, a Baranya Vármegyei Kormányhivatal Agrárügyi Főosztálya Vetőmag- és Szaporítóanyagfelügyeleti Osztályának nyugalmazott osztályvezetője,
- Lőrincz Nicolett Ágota, a budapesti Bokréta Lakásotthoni, Gyermekotthoni Központ és Általános Iskola intézményvezetője,
- Magyari Ottilia, a Nemzeti Szakértői és Kutató Központ, Jogi Főosztály munkatársa,
- Martin Mihály ügyvéd, Tarján község korábbi alpolgármestere,
- Martonné Adler Ildikó Ilona, a Heves Vármegyei Kormányhivatal Egri Járási Hivatala Hatósági Osztályának munkatársa, Eger város korábbi alpolgármestere, az Egri Balassi Bálint Általános Iskola Tinódi Sebestyén Magyar-Angol Két Tanítási Nyelvű Tagiskolájának volt intézményvezetője,
- Mezei Anikó (Veronika Berger), a Mozgáspszichológia-Zene-Életöröm Egyesület alapítója, elnöke,
- Molnár Elvira, a Tisza-parti Civil Közösségekért Egyesület elnöke, a Csongrád-Csanád Vármegyei Civil Közösségi Szolgáltató Központ szakmai vezetője,
- Molnár Ferenc teológus, a Katolikus Karitász kecskeméti RÉV Szenvedélybeteg-segítő Szolgálatának intézményvezetője,
- Molnárné Boros Katalin, Tárnokréti község polgármestere,
- Morgós István, Sitke község polgármestere,
- Nánássy Lajos magyarnóta-énekes,
- Németh Mariann, a székesfehérvári Vörösmarty Színház rendezőasszisztense,
- Némethné Ódor Edit Anna, a Vas Vármegyei Szakképzési Centrum Oladi Technikum igazgatóhelyettese,
- Neubauer Rudolf, Kismaros község polgármestere,
- Oravecz Zsuzsanna Éva, Csataszög község korábbi polgármestere,
- Pecze Gábor, Máza község korábbi polgármestere, a Máza Községi Bányász Fúvószenekar karnagya,
- Pfiszterer Zsuzsanna, a Tatabányai Árpád Gimnázium volt tanára, a Vértessomló Közművelődéséért Egyesület tagja,
- Récsán Gábor, a Müpa Budapest Nonprofit Kft. értékesítési és marketingigazgatója,
- Rózsa Ibolya népzenész, helytörténet-kutató, kulturális menedzser,
- Sági Tibor nyugállományú rendőr főtörzszászlós, a HUMDA Magyar Mobilitás-fejlesztési Ügynökség Zrt. szakmai tanácsadója, a Hungária Rendőregylet titkára, vezető oktatója,
- Schmotzer András, a Bükki Nemzeti Park Igazgatóság Élővilágvédelmi Csoportjának kutatási szakreferense,
- Schusztek Tiborné, a Békés Megyei Népművészeti Egyesület és a Békés Megye Népművészetéért Alapítvány gazdasági vezetője,
- Sebestyén István, a volt Volánbusz Zrt. szolnoki járműfenntartási üzemvezetője,
- Seder Ilona, a Kárpátaljai Magyar Kulturális Szövetség választmányi tagja, Borzsovai Alapszervezetének elnöke,
- Seres Vilmos, a Rajkó Zenekar klarinétművésze,
- Sipos Andrásné, az egykori Heves Megyei Növény- és Talajvédelmi Állomás Karantén Osztályának vezetője,
- Somogyi Orsolya, a Semmelweis Egyetem Gyógyszerésztudományi Kar Egyetemi Gyógyszertár Gyógyszerügyi Szervezési Intézet egyetemi adjunktusa, a rácalmási Patika 52 Gyógyszertár szakgyógyszerésze,
- Stefanik Sándor Gábor, a Szegedi Nemzeti Színház főügyelője,
- Suller Attila Károlyné, a Fény Felé Alapítvány kuratóriumi elnöke,
- Szalai László mentőorvos, diabetológus, Osli és Veszkény községek háziorvosa,
- Szántai Lajos művelődéskutató, a Nemzeti Művelődési Intézet Makoldi Sándor Központjának fejlesztő munkatársa,
- Székely Anikó, a Jász-Nagykun-Szolnok Vármegyei Kormányhivatal volt Nyugdíjbiztosítási és Egészségbiztosítási Főosztálya Egészségbiztosítási Osztályának nyugalmazott vezetője,
- Szitás László, a Mosonmagyaróvári Atlétikai Club vezetőedzője, a mosonmagyaróvári Piarista Gimnázium, Általános Iskola és Óvoda tanára,
- Szrenka Pálné, a Békés Megyei Nyugdíjas Egyesületek Szövetségének elnöke,
- Szűtsné Kiss Zsuzsanna közgazdász, a Budapest Főváros XII. Kerület Hegyvidéki Önkormányzat korábbi gazdasági vezetője és polgármesteri tanácsadója,
- Timkó Miklósné, a Sátoraljaújhelyi Erzsébet Kórház nyugalmazott szakápolója,
- Toldi Tamás énekes, dalszövegíró,
- Tóth György, az ásványrárói Szigetköz Pávakör művészeti vezetője,
- Tóth Kálmán, Budapest Főváros XVIII. Kerület Pestszentlőrinc-Pestszentimre önkormányzati képviselője, a Vasvári Pál Polgári Egyesület alapítója, társelnöke,
- Tóth Nikolett táncművész, a Budapesti Operettszínház balettmestere,
- Vámosi László Péter, Egyed, Rábacsanak és Sobor községek háziorvosa,
- Vass Ferenc, a Magyar Posta Zrt. Veszprémi Operatív Osztályának vezetője,
- Végvári Viktória, a Budapesti Bábszínház vezető színházpedagógusa,
- Vitéz Vilmos, kulturális szervező, a Fejes Józsefné Zenei Alapítvány titkára,
- Vókó László, a Balaton-felvidéki Nemzeti Park Igazgatóság Nyugat-Veszprém, Kelet-Zala Tájegységének természetvédelmi őre,
- Vörösné Strasser Teréz Ágnes, a Tolna Vármegyei Kormányhivatal Szekszárdi Járási Hivatalának volt járási hivatalvezetője, a Magyar Növényvédő Mérnöki és Növényorvosi Kamara Tolna Megyei Szervezetének korábbi elnöke,
- Wenczlerné Csiki Ilona, a Lajtha László Vegyeskar alapító karnagya, kórusvezetője,
- Zatkalik András László újságíró, a Veszprémi Szakképzési Centrum nyugalmazott óraadó oktatója,
- Závoda Ferenc, Szarvas város önkormányzati képviselője, a Szarvasi Gazdák Nemzetiségi Hagyományőrző Egyesületének alapító elnöke,
- Zigó Viktor, a Müpa Budapest Nonprofit Kft. pénzügyi igazgatója.

##### Katonai tagozat
- Bognár József rendőr alezredes, a Heves Vármegyei Rendőr-főkapitányság, Bűnügyi Igazgatóság, Bűnügyi Osztály osztályvezetője,
- Bóna Gyula rendőr alezredes, az Országos Rendőr-főkapitányság, Rendészeti Főigazgatóság, Ügyeleti Főosztály, Miskolci Hívásfogadó Központ osztályvezetője,
- Kálmán Gergely alezredes, a Honvédelmi Minisztérium Jogi Főosztályának vezetője,
- Király Béla György büntetés-végrehajtási alezredes, a Büntetés-végrehajtási Szervezet V. Agglomerációs Központ alárendeltségébe tartozó Igazságügyi Megfigyelő és Elmegyógyító Intézet, Biztonsági és Pszichopedagógiai Osztály osztályvezetője,
- Pregun Kálmán György rendőr alezredes, a Készenléti Rendőrség, Rendészeti Igazgatóság, Bevetési Főosztály II., II. Bevetési Osztály osztályvezetője,
- Szabó János címzetes tűzoltó főtörzszászlós, a Hajdú-Bihar Vármegyei Katasztrófavédelmi Igazgatóság, Debreceni Katasztrófavédelmi Kirendeltség, Debreceni Hivatásos Tűzoltóparancsnokság referense,
- Váczi Levente Viktor rendőr alezredes, a Jász-Nagykun-Szolnok Vármegyei Rendőr-főkapitányság, Rendészeti Igazgatóság, Mélységi Ellenőrzési és Közterületi Támogató Osztály osztályvezetője,
- Veréb Gábor rendőr főtörzszászlós, a Csongrád-Csanád Vármegyei Rendőr-főkapitányság, Kiszombori Határrendészeti Kirendeltség, Határrendészeti Osztály, Határrendészeti Alosztály szolgálatparancsnoka.

### 2024

#### 2024. augusztus 16.[13]
- Ádám J. Lászlóné artistaművész, az Utazó Budapest Nagycirkusz alapítója, nyugalmazott igazgatója,
- Adorjánné Krakkai Mária, a miskolci Fáy András Görögkatolikus Technikum és Szakgimnázium nyugalmazott tanára,
- Albert Sándor Szilárd hegedűművész, népzenész, a Nyíregyházi Egyetem Zenei Intézetének oktatója, a Nyíregyházi Művészeti Szakgimnázium népi hegedű tanára, a Miskolci Szimfonikus Zenekar művésze,
- Ament Éva bútorfestő, népi iparművész, az Iharos Népművészeti Egyesület elnöke, a Népművészeti Egyesületek Szövetségének alelnöke,
- Bakonyi István táncpedagógus, koreográfus,
- Balogh Tibor dramaturg, színházi szakíró, a Kisvárdai Várszínház és Művelődési Központ művészeti tanácsadója,
- Bedők Julianna, a Magyar Művészeti Akadémia főtitkárhelyettese,
- Bella Rózsa grafikusművész, rézkarckészítő, nyugalmazott pedagógus,
- Benedek Krisztina néprajzkutató, a Hagyományok Háza Népi kézművesség és népi iparművészet szakcsoportjának vezetője,
- Berzsenyi László néptáncpedagógus, a Rajkó Művészegyüttes koreográfusa, a Budapesti Gazdasági Szakképzési Centrum Pesterzsébeti Technikumának oktatója,
- Bíró Anikó közgazdász, a HUN-REN Közgazdaság- és Regionális Tudományi Kutatóközpont tudományos főmunkatársa,
- Dr. Bodnár Ildikó, a Debreceni Egyetem Műszaki Kara Környezetmérnöki Tanszékének főiskolai tanára,
- Brickner Szabolcs klarinét- és énekművész, a Magyar Állami Operaház kamaraénekese,
- Busai Norbert Péter néptáncpedagógus, a Hagyományok Háza Néptánc szakcsoportjának vezetője,
- Czechmeister László, a Győri Nemzeti Színház szcenikusa,
- Csere Zoltán, a Magyar Táncművészeti Egyetem művésztanára, a Kulcsár Noémi Tellabor Társulat táncművésze,
- Dériné Érsek Ágnes csipkekészítő, a Hegyaljai Mesterek Népművészeti Egyesületének elnöke,
- Dorkó Edina balettművész, a Magyar Táncművészeti Egyetem mesteroktatója,
- Dömsödy Andrea, a Könyvtárostanárok Egyesületének alelnöke,
- Dvorák Zsuzsa zenei rendező,
- Fekete István János jazztrombitaművész, jazz-zeneszerző, a Premier Művészeti Szakgimnázium, Gimnázium és Alapfokú Művészeti Iskola Budapesti Tagintézményének zenetanára,
- Filepné Deák Éva, a soproni Szent Benedek Idősek Háza nyugalmazott igazgatója
- Dr. Geretovszky Zsolt, a Szegedi Tudományegyetem Természettudományi és Informatikai Kar Fizikai Intézetének egyetemi docense,
- Ifj. Iván Szilárd festőművész,
- Jakab Attila, a Maros Művészegyüttes prímása,
- Jankovics Anna, a Kecskeméti Katona József Nemzeti Színház színművésze,
- Kácsik Jenő harsonaművész, a Nemzeti Filharmonikus Zenekar címzetes szólamvezetője,
- Kárász Eszter drámapedagógus, énekes, bohócdoktor, a Piros Orr Bohócdoktorok Alapítvány tagja,
- Kirejko Dmitrij Taraszovics balettművész, a Magyar Nemzeti Balett tánckari művésze, a Magyar Nemzeti Balettintézet balettmestere,
- Kocsisné Dőri Julianna nyugalmazott óvodapedagógus,
- Kovács Gábor, a Tatabányai Szakképzési Centrum Kereskedelmi, Vendéglátó és Idegenforgalmi Technikum és Szakképző Iskola szakoktatója,
- Kovács Zalán László tubaművész, a Bocskai István Református Oktatási Központ Egressy Béni Református Művészeti Szakgimnázium igazgatója, a Cantores Ecclesiae Rézfúvós Együttes művészeti vezetője,
- Dr. Medvegy Tibor, a Pannon Egyetem Mérnöki Karának egyetemi adjunktusa,
- Mező Gábor író-kutató újságíró,
- Molnár Éva, a Szolnoki Bartók Béla Kamarakórus igazgatója, művészeti vezetője és karnagya,
- Násztorné Réczey Éva, a Magyar Táncművészeti Egyetem Nádasi Ferenc Gimnáziuma és Kollégiumának tanára,
- Oláh Gábor, a Baptista Központi Énekkar karnagya,
- Ötvös Éva színművész,
- Papp Melinda bábszínész, a pécsi Bóbita Bábszínház igazgatóhelyettese,
- Pataki Beatrix orvosdiagnosztikai képalkotó analitikus, a Pécsi Tudományegyetem Általános Orvostudományi Kara Orvosi Képalkotó Klinikájának ápolásszakmai igazgatóhelyettese,
- Dr. Poór Péter, a Szegedi Tudományegyetem Természettudományi és Informatikai Kara Biológia Intézetének egyetemi docense,
- Radó Iván, a Pszichiátriai Érdekvédelmi Fórum elnöke,
- Dr. Riba András László történész, a Rendszerváltás Történetét Kutató Intézet és Levéltár levéltár és szakmafejlesztési igazgatója,
- Rónyai László, a Nemzeti Művelődési Intézet Jász-Nagykun-Szolnok Vármegyei Igazgatóságának igazgatója,
- Stock Johanna kulturális szervező, a Népművészeti Egyesületek Szövetségének irodavezetője, a Mesterségek Ünnepe Fesztivál szakmai szervezője,
- Stubendek Katalin, a Pécsi Nemzeti Színház színművésze,
- Szabó Andrásné, a Szolnoki Szakképzési Centrum Baross Gábor Műszaki Technikum és Szakképző Iskola nyugalmazott igazgatója,
- Tálas Ágnes Judit népi gyermekjáték- és néptáncoktató, óvodapedagógus,
- Tavasziné Tüske Katalin, a Csurgói Gondozási Központ volt vezetője,
- Toldi István mesemondó, a népművészet mestere,
- Tóth Antal, a Nemzeti Énekkar énekkari menedzsere,
- Tóth Csilla Mónika, a Széchenyi István Egyetem Egyetemi Könyvtár és Levéltár igazgatója, az Egyetemi Könyvtárigazgatók Kollégiumának elnökhelyettese.

#### 2024. március 15.[14][15]
- Dr. Dubniczky Zsolt, a VERITAS Történetkutató Intézet és Levéltár főkönyvtárosa, az intézet könyvtárának létrehozásában és működtetésében vállalt szerepe és tudományos tevékenysége elismeréseként,
- Gelley Anna Melinda, a Szent Jeromos Katolikus Bibliatársulat önkéntes programszervezője, korábbi irodavezetője, a Szentírás széles körű megismertetését számos képzés megszervezése mellett a bibliai történetek bemutatását segítő figurák készítésével, illetve használati módszertanának kidolgozásával szolgáló munkája elismeréseként,
- Szeiler Jánosné nyugalmazott tanár, Nyíregyháza Megyei Jogú Város Német Nemzetiségi Önkormányzat elnöke, a nyíregyházi Bárczi Gusztáv Gyógypedagógiai Iskola volt megbízott igazgatója, a településen és környékén élő német nemzetiségi kultúra hagyományainak megőrzését és továbbadását szolgáló, több évtizedes pedagógusi és közösségteremtő munkája elismeréseként.
- Bartók Tibor, Hegyfalu község polgármestere;
- Bencze Éva, a Litéri Közös Önkormányzati Hivatal jegyzője;
- Birta Ferencné Madar Anna, Szakoly község alpolgármestere, a Polgárok Egyesülete Szakolyért civil szervezet elnöke;
- Családi Anita, a Táplánszentkereszti Polgármesteri Hivatal jegyzője;
- Csekényi István, Városlőd község volt polgármestere;
- Elek Franciska, a Borsod-Abaúj-Zemplén Vármegyei Kormányhivatal Putnoki Járási Hivatala Foglalkoztatási Osztálya nyugalmazott osztályvezetője;
- Farkas Erzsébet, Martonvásár város volt önkormányzati képviselője, a Fejér Vármegyei Önkormányzat Közgyűlés volt tagja;
- Farkas Krisztina, az Albertfalvi Lokálpatrióta Egyesület alelnöke, volt pedagógus és önkormányzati képviselő;
- Götzerné Páva Mária, a Baranya Vármegyei Kormányhivatal Komlói Járási Hivatala Foglalkoztatási Osztálya nyugalmazott osztályvezetője;
- Grúber Zoltán János, Kecskéd község polgármestere;
- dr. Györéné dr. Lénárt Mária Eszter, a Veszprém Vármegyei Kormányhivatal Veszprémi Járási Hivatala Gyámügyi Osztálya nyugalmazott osztályvezetője;
- Herczegné Számel Annamária, a Békés Vármegyei Civil Közösségi Szolgáltató Központ szakmai vezetője;
- dr. Huberth János, Tapolca város 5. számú háziorvosa;
- Huppert László György, Majs község önkormányzati képviselője, a Mohács-Szöv Zrt. Igazgatósága elnöke;
- Kovács Ágnes, Szolnok Megyei Jogú Város Polgármesteri Hivatala Ellenőrzési Osztálya vezetője, belső ellenőrzési vezető;
- Kurucz Attila, Kemenessömjén község társadalmi megbízatású polgármestere;
- Lenner László, a tapolcai Batsányi János Gimnázium és Kollégium tanára;
- Malinkó Ágnes, a Debrecen Megyei Jogú Város Polgármesteri Hivatala Intézményfelügyeleti Osztálya vezetője;
- dr. Orosziné dr. Polner Kinga Magdolna, a Pest Vármegyei Kormányhivatal Környezetvédelmi, Természetvédelmi és Hulladékgazdálkodási Főosztálya Komplex Környezetvédelmi Engedélyezési Osztálya nyugalmazott osztályvezetője;
- Pappné Szegi Éva, Budapest Főváros Kormányhivatala XX. Kerületi Hivatala Népegészségügyi Osztálya nyugalmazott közegészségügyi-járványügyi felügyelője;
- Póczik András, Páli község polgármestere;
- Salame Ágnes, Budapest Főváros Kormányhivatala XIV. Kerületi Hivatala Kormányablak Osztálya nyugalmazott osztályvezetője;
- dr. Torma Éva nyugalmazott járási tisztifőorvos, a Békés Vármegyei Kormányhivatal Békéscsabai Járási Hivatala Népegészségügyi Osztálya nyugalmazott osztályvezetője;
- dr. Tóth László, Zalaegerszeg Megyei Jogú Város volt önkormányzati képviselője, az egykori Zala Takarékszövetkezet elnök-ügyvezetője;
- Váradi Zoltán természetvédelmi mérnök, természetpedagógus, agrármérnöktanár, a Matúra és Natúra Alapítvány kuratóriumi elnöke, a debreceni Természettár vezetője;
- Velicsek Ildikó, Budapest Főváros Kormányhivatala Foglalkoztatás-felügyeleti és Munkavédelmi Főosztálya Munkavédelmi Ellenőrzési Osztálya nyugalmazott osztályvezetője.

### 2023

#### 2023. augusztus 22.
Polgári tagozat
- Aimo Kullervo Hentinen, a Hollolai Ifjúsági Egyesület ügyvezető igazgatója
- Ambrus Lajos festőművész
- András Katalin pedagógiai szakpszichológus, a  Szeged-Csanádi Egyházmegye Szent Ágota Gyermekvédelmi Szolgáltatójának általános főigazgató-helyettese, a Szegedi Tudományegyetem oktatója
- Antalné Dobos Nóra, a Magyar Posta Zrt. Központi Területi Igazgatósága Területi Üzemeltetési Osztályának vezetője
- Apáti Tímea, a Dunántúli Regionális Vízmű Zrt. Műszaki Előkészítési és Elemzési Csoportjának vezetője
- Bakos Ferencné, a  Jász-Nagykun-Szolnok Vármegyei Kormányhivatal Népegészségügyi Főosztályának vármegyei vezető védőnője
- Balázs Árpád nyugalmazott újságíró, helytörténész, az Udvarhelyi Televízió alapítója és első főszerkesztője
- Balázsné Fige Ilona gyógypedagógus, a Budapesti Komplex Szakképzési Centrum Újbudai Szakiskola és Szakképző Iskola igazgatóhelyettese, mesterpedagógus
- Balogh Csabáné, a csurgói Őszirózsa Nyugdíjas Klub vezetője
- Baloghné dr. Nagy Gizella, az Eötvös Loránd Tudományegyetem Tanító- és Óvóképző Kara Idegen Nyelvi és Irodalmi Tanszékének egyetemi adjunktusa
- Bán Ildikó szociálpedagógus, a  Magyar Máltai Szeretetszolgálat Felzárkózó Települések Programja Észak-Alföldi Régiójának területi vezetője, Integrált Térségi Gyerekesély Programjának volt szakmai vezetője
- Bánovics Szilvia igazságügyi ujjnyomatszakértő, a  Nemzeti Szakértői és Kutató Központ Bűnügyi Igazságügyi Szakértői Igazgatóság Daktiloszkópiai Szakértői Intézetének igazgatója
- Barta Éva újságíró, a  veszprémi Szenior Tanácsadó Társaság alapító tagja, a  Szenior Mentor Kerekasztal hálózat kommunikációs tanácsadója, a Veszprém Városi Idősügyi Tanács tagja
- Bérci Albertné, Tésa község polgármestere
- dr. Bereczki Zsolt, a Szegedi Tudományegyetem Természettudományi és Informatikai Kar Biológia Intézete Embertani Tanszékének egyetemi adjunktusa
- dr. Bereznai Zsuzsanna néprajzkutató, a Kecskeméti Katona József Múzeum nyugalmazott főmuzeológusa
- Berlinger Gábor, a Magyar Huszár és Katonai Hagyományőrző Szövetség alelnöke
- Bernáth Miklós József címzetes mestertanár, a  Zalaegerszegi Szakképzési Centrum Keszthelyi Közgazdasági Technikumának oktatója
- Biró Bertold könyvkötő mester
- Bíró Gyula Zoltán, a  Gál Ferenc Egyetem volt képzésfejlesztési igazgatója, címzetes egyetemi docense, Szarvasi Gyakorló Általános Iskola és Gyakorlóóvodájának igazgatója
- Blazsek Andrea Alexandra, a  Pannonia Sacra Katolikus Általános Iskola és Óvoda tanára, karvezetője, a  Solymári Szokolay Bálint Nőikar alapítója és karnagya
- Bognár Sándor, Sopronnémeti község polgármestere, a Sopronnémeti Község Jövőjéért Egyesület elnöke
- Borbélyné dr. Lassú Edina Anita, a  Hajdú-Bihar Vármegyei Katasztrófavédelmi Igazgatóság Katasztrófavédelmi Hatósági Osztályának vezetője
- Bori Ildikó, a Szandaszőlősi Általános Iskola és Alapfokú Művészeti Iskola mesterpedagógusa
- Boris Kučko, a belatinci Szent László templom és plébánia plébánosa
- Bornemissza Ádám, a Magyar Napló Kiadó Kft. tördelőszerkesztője
- Böjte Lídia nyugalmazott tanár, a  Szászrégeni Florea Bogdan Gimnázium korábbi igazgatóhelyettese, a  Kemény János Művelődési Társaság elnöke
- Bőr Attila, a soproni TAEG Tanulmányi Erdőgazdaság Zrt. erdésztechnikusa, kerületvezető erdész-vadásza
- Czébely Lajos költő, helytörténész, nyugalmazott pedagógus, a  Kárpátaljai Magyar Kulturális Szövetség Viski Alapszervezetének tagja
- Czifra Boglárka, a Nemzeti Sportügynökség Nonprofit Zrt. rendezvény- és marketingigazgatója
- Cs. Nagy Zoltán történész, nyugalmazott tanfelügyelő, tanár
- Csaba Éva, a Magyar Posta Zrt. Szekszárd 1 postájának vezetője
- Csillag Albert, Mersevát község társadalmi megbízatású polgármestere
- Csizmadia Károly, a  veszprémi Kittenberger Kálmán Növény- és Vadaspark nyugalmazott zoopedagógiai vezetője
- Csont Csaba környezetgazdálkodási agrármérnök, az  Észak-magyarországi Vízügyi Igazgatóság műszaki igazgatóhelyettese
- Dancs Jenő, a Zala Vármegyei Szent Rafael Kórház ápolási igazgatója
- Deák Attila Ottó, a Szegedi Szakképzési Centrum Vedres István Technikumának igazgatóhelyettese
- Dominik Galas, a Balassi Bálint Lengyel–Magyar Szövetség elnöke
- dr. Dömsödi János, az  egykori Erdészeti és Faipari Egyetem Földmérési és Földrendezői Főiskolai Karának, majd a Nyugat-magyarországi Egyetem Geoinformatikai Karának nyugalmazott egyetemi docense
- Egressy Miklós görögkatolikus pap, a Karácsfalvai Sztojka Sándor Görögkatolikus Líceum volt igazgatója
- Eperjesi Erika operaénekes, színművész, a  Miskolci Nemzeti Színház tagja, Miskolc megyei jogú város volt önkormányzati képviselője, a Miskolci Operabarátok Egyesületének alapító tagja
- Erdélyi Ágnes, Veszprém Város Vegyeskarának karnagya, a  Csermák Antal Alapfokú Művészeti Iskola tehetséggondozó mesterpedagógusa, a  veszprémi Éneklő Hét, Vivace és Dalvölgy Kórusfesztiválok művészeti vezetője
- dr. Erdős Csaba alkotmánybírósági főtanácsadó, a  Széchenyi István Egyetem Deák Ferenc Állam- és Jogtudományi Karának dékánhelyettese, egyetemi docens
- Farkas Anikó, a  Magyar Posta Zrt. Hálózati Igazgatósága Hálózat- és Kézbesítésüzemeltetési Osztályának vezetője
- Farkas Klára Rozália mesterpedagógus, a  Budapest XIV. Kerületi Liszt Ferenc Általános Iskola intézményvezetője
- Farkaslaki Jakab György fa- és csontszobrász, költő
- Fóris Johanna Zsuzsanna konduktor, teológus, a  budapesti Mozgássérült Emberek Integrált Intézményének igazgatója
- Fullár Zoltán régész, a Magyar Nemzeti Múzeum Nemzeti Régészeti Intézete Feltárási Főosztályának vezetője
- Fülöp László, a Nemzeti Filharmonikus Zenekar hegedűművésze
- Gál Balázs, a Pannon Egyetem Oktatási Igazgatóságának igazgatója
- Gál Vilmos történész, főmuzeológus, a Magyar Nemzeti Múzeum Modernkori Főosztályának vezetője
- Gembolya Irma, Perőcsény község volt polgármestere
- Gödölle Mátyás történész, művészettörténész, a  Magyar Nemzeti Múzeum Történelmi Képcsarnokának vezetője
- dr. Gyenesei Attila programozó-matematikus, a Pécsi Tudományegyetem Szentágothai János Kutatóközpont Magyar Genomika és Bioinformatika Központjának vezetője, tudományos főmunkatársa
- dr. Gyetvai Róbert aneszteziológus, intenzív terápiás szakorvos, a Heves Vármegyei Markhot Ferenc Oktatókórház és Rendelőintézet Központi Aneszteziológiai és Intenzív Betegellátó Osztályának osztályvezető főorvosa
- Győrfi László Istvánné, a Győri Szakképzési Centrum szakképzési referense
- Györgyné Maklári Zsuzsanna Éva, a budapesti Szent István Gimnázium intézményvezető-helyettese
- dr. Gyuricza Miklós, Tószeg község polgármestere
- Haraszti Zsolt, a Paksi Sportegyesület elnökségi tagja, a Paksi FC Kft. ügyvezetője
- Hazafi Judit, a Pannon Egyetem Gazdasági Igazgatóságának igazgatóhelyettese
- Holló László agrármérnök, a  Jász-Nagykun-Szolnok Vármegyei Kormányhivatal Agrárügyi Főosztálya Növény- és Talajvédelmi Osztályának nyugalmazott vezetője
- Hortobágyiné dr. Nagy Ágnes orvos, a  „Boldogabb családokért” Családi Életre Nevelés program alapítója, a Kecskemét-Széchenyivárosi Közösségépítő Egyesület szakmai vezetője
- Horváth Ferenc Károlyné, a  Veszprém Vármegyei Csolnoky Ferenc Kórház ápolási igazgatója, a  Magyar Ápolási Igazgatók Egyesületének Közép-Dunántúli régióvezetője, a  Magyar Egészségügyi Szakdolgozói Kamara Veszprém Vármegyei Területi Szervezetének alapító tagja
- Ignácz Ferenc fizikus, a  Szegedi Tudományegyetem Fizikai Intézet Optikai és Kvantumelektronikai Tanszékének mesteroktatója
- Jakabné Jakab Katalin, a Cukorbetegek Egri Egyesületének elnöke
- Jancsó István, Magyarország varsói nyugalmazott mezőgazdasági és környezetügyi szakdiplomatája
- Kányai Róbert, a győri Egyesített Egészségügyi és Szociális Intézmény igazgatója
- Kecse László Lajos, a  Jász-Nagykun-Szolnok Vármegyei Polgárőr Szövetség elnökségi tagja, a  Tiszaföldvár Városi Polgárőr Egyesület elnöke
- Kelemen Csaba politológus, mentortanár, mesterpedagógus, a Budapesti Komplex Szakképzési Centrum Mándy Iván Szakképző Iskola és Szakiskola oktatója
- Kemenyeczki Anikó énekművész, a Nemzeti Énekkar tagja
- Kiss-Stefán Mónika producer-rendező
- Kocsisné Papp Pálfi Ágnes, a  Magyar Posta Zrt. Hálózati Igazgatósága Hálózatmenedzsment Osztályának vezetője
- Komoróczki Nóra festőművész
- Kónya Ágnes Éva, a Ceglédi Szakképzési Centrum Közgazdasági és Informatikai Technikumának oktatója
- Kormos István, Regéc község nyugalmazott polgármestere
- Kovács András, a  Vas Vármegyei Tűzoltó Szövetség elnöke, a  Csepregi Önkéntes Tűzoltó Egyesület és a  Csepregi Önkormányzati Tűzoltóság elnöke
- Kovács József, Balatonkeresztúr község polgármestere, a Keresztúr Nevű Települések Szövetségének elnöke
- Krauter Borbála, a Magyar Posta Zrt. Hálózati Igazgatósága Hálózatmenedzsment Osztályának hálózatmenedzsmentirányítási szakértője
- Kulcsár Sándor, a Chicagói Magyar Baptista Gyülekezet világi vezetője
- Kunosné Dankó Ilona Erzsébet, a Bajai Liszt Ferenc Alapfokú Művészeti Iskola szakértő mesterpedagógusa
- Ladics Monika, Kecskemét Megyei Jogú Város Polgármesteri Hivatala Humánszolgáltatási Irodájának vezetője
- Lázár Miklós, az Alsó-Tisza-vidéki Vízügyi Igazgatóság Vízrajzi és Adattári Osztályának szakágazati vezetője
- dr. Lengyelfi Zsuzsanna csecsemő- és gyermekgyógyász, Polgárdi város házi gyermekorvosa

- Lonovics László festő- és grafikusművész, a Gál Ferenc Egyetem Pedagógiai Karának nyugalmazott főiskolai docense
- Lukácsné Tamás Katalin, a Lukács és Tamás Kft. tulajdonosa, ügyvezető igazgatója
- Malkiewicz Aranka Beata idegenvezető, tolmács, rendezvényszervező
- dr. Matoltsyné dr. Horváth Ágnes, Nagykanizsa megyei jogú város körzeti háziorvosa
- Mayerné Sziebig Andrea programtervező matematikus, az  ITBusiness informatikai magazin nyugalmazott alapító főszerkesztője
- Mizsák Katalin Olga nyugalmazott pedagógus, a Flemingtoni Magyar Iskola korábbi igazgatója
- Molnár Péter nagybőgős, a Hagyományok Háza Folklór Archívumának vezetője

- Nagy Attiláné, Kisbágyon község polgármestere, falugondnoka
- Nagy János, a Hódmezővásárhelyi Szakképzési Centrum Makói Návay Lajos Technikum és Kollégium nyugalmazott oktatója
- Nemecz Pálné, Csővár község polgármestere
- Németh Alajos fafaragó, helytörténész, a  Mosonmagyaróvári ’56-os Egyesület és a  Hunyadi Mátyás Honvédség és Társadalom Baráti Kör tagja
- dr. Németh János István kultúrakutató, közművelődési szakértő, a  Nemzeti Művelődési Intézet Nonprofit Közhasznú Kft. nyugalmazott főosztályvezetője
- Németh László, a  Budapesti Komplex Szakképzési Centrum Mándy Iván Szakképző Iskola és Szakiskola címzetes igazgatója, oktatója
- Németh Mónika, a  Budapesti Műszaki Szakképzési Centrum Neumann János Informatikai Technikumának oktatója
- Németh Szabolcs, Rábaszentmiklós község polgármestere, a  Rábaszentmiklósi Marcal Néptánc Egyesület elnöke
- Orbán Júlia, a Pedagógusok Soproni Művelődési Házának igazgatója
- Pápai Éva, a Portola Valley-i Magyar Katolikus Misszió elnöke
- Papajcsik Gábor Sándorné, a  Budapesti Komplex Szakképzési Centrum Kézművesipari Technikumának oktatója
- dr. Papp Judit Zsófia, a Budakalászi Polgármesteri Hivatal aljegyzője
- dr. Párduczné dr. Szöllősi Andrea, a Gál Ferenc Egyetem Egészség- és Szociális Tudományi Karának főiskolai docense, a Magyar Család- és Nővédelmi Tudományos Társaság vezetőségi tagja
- dr. Paróczai Bernadett, Debrecen Megyei Jogú Város Polgármesteri Hivatala Közbeszerzési Osztályának osztályvezetője
- Parti Imre lótenyésztő, az  ERMITRAP Állattenyésztő és Szolgáltató Kft. ügyvezetője, a  kereki Pelsonius Arab Ménes tulajdonosa, a Keletiló Tenyésztő Egyesület alapítója

- Pepó Jánosné, a Nagybánhegyesi Szlovák Hagyományőrző Közhasznú Egyesület vezetője
- Pintér István mestercukrász, a veszprémi Kokó Cukrászda alapítója
- Polacsek Györgyi, a Magyar Vöröskereszt munkatársa
- Pozsgainé Gál Mária, Budapest Főváros Kormányhivatala V. Kerületi Hivatalának nyugalmazott hivatalvezetőhelyettese
- Reményi László régész, a Magyar Nemzeti Múzeum Nemzeti Régészeti Intézete Lelőhely-diagnosztikai Főosztályának vezetője
- Répásné Babucs Hajnalka, a Budapesti Műszaki Szakképzési Centrum Neumann János Informatikai Technikumának oktatója
- Rongits Pál mezőgazdasági üzemmérnök, nyugalmazott főállattenyésztő, a Mosonmagyaróvári Kertbarátok Körének tiszteletbeli elnöke, korábbi elnöke
- Salgó Tibor, a Csemadok Udvardi Alapszervezetének elnöke, volt önkormányzati képviselő
- Schmidtné Kositzky Anett, a Balatonfüred Kulturális és Nonprofit Kft. ügyvezető igazgatója
- dr. Sipos Mihály, az egri Neumann János Gimnázium, Technikum és Kollégium alapítója, intézményvezetője
- Siposné dr. Biró Noémi Ildikó, a Debreceni Egyetem Műszaki Kar Dékáni Hivatalának vezetője t,
- Sós István Bertalan, Eger város volt alpolgármestere, az Egri Városszépítő Egyesület alapító tagja, tiszteletbeli elnöke, korábbi elnöke
- Stétz Andrea, a Chicagói Magyar Klub és a Csík Hágó Magyar Iskola elnöke ,
- Strázsi Sándor, a  Szolnoki Szakképzési Centrum Kereskedelmi és Vendéglátóipari Technikum és Szakképző Iskola igazgatóhelyettese
- Szabó László, a Kecskeméti Bányai Júlia Gimnázium nyugalmazott tanára
- Szabó Mihály, Palotás község polgármestere, a Dél-Nógrádi Önkormányzatok Egyesületének elnöke

- Szabóné Ánosi Ildikó, a Kápolnásnyéki Közös Önkormányzati Hivatal nyugalmazott jegyzője
- Szalai Zoltán, Farád község polgármestere
- dr. Szálkai Tamás, a Magyar Nemzeti Levéltár Hajdú-Bihar Vármegyei Levéltárának főlevéltárosa
- Szegvári Júlia, a Kecskeméti Katona József Nemzeti Színház színművésze
- Széles János, a Tolna Vármegyei Polgárőr Szervezetek Szövetségének elnöke
- Sziki Ágnes, a  Károli Gáspár Református Egyetem Bölcsészet- és Társadalomtudományi Karának kari igazgatója
- Tiborcz Ibolya, a Vas Vármegyei Kormányhivatal Agrárügyi Főosztálya Földművelésügyi Osztályának nyugalmazott osztályvezetője
- Tóbiás Zoltánné, Paks Kistérségi Központi Ügyeletének nyugalmazott ápolója
- Tóth Csaba okleveles bányamérnök, az  MVM Mátra Energia Zrt. visontai bányaművelési és bányamérési osztályvezetője
- Tóth Katalin, a Nemzeti Énekkar alapító tagja, énekművésze
- Tóth Lajos, az Északerdő Erdőgazdasági Zrt. informatikai osztályvezetője
- Tóth Zoltán István, Szuha község polgármestere
- Turi László, az Életjel Mentőkutyás Kutatóegység és a Zagyvarékasi Önkéntes Tűzoltó Egylet vezetője
- Turó István, a Röszkei Polgárőr Egyesület elnöke
- Vass Zoltán, a  Jász-Nagykun-Szolnok Vármegyei Hetényi Géza Kórház-Rendelőintézet Kórházüzemeltetési és Energiagazdálkodási Osztályának osztályvezetője ,
- Veér György, a Kónyi Erkel Ferenc Énekkar alapító karnagya
- Vörös Szilvia, a Magyar Táncművészeti Egyetem Tanulmányi Igazgatósága Táncművészképző Intézetének tanulmányi ügyintézője

- dr. Vucsicsné Zombory Anikó, a Nürnbergi Magyar Kultúregyesület elnöke
- Weilandicsné Bódizs Márta, a  Borsod-Abaúj-Zemplén Vármegyei Kormányhivatal Pénzügyi és Gazdálkodási Főosztálya Támogatási és Bérgazdálkodási Osztályának nyugalmazott osztályvezetője
- Wiesmeyer Erik, a Vígszínház főügyelője
- Závec Károlyné, a Zalavári Óvoda nyugalmazott vezetője
- Zornánszki Ildikó, Szolnok Megyei Jogú Város Polgármesteri Hivatala Egészség- és Családügyi Osztályának vezetője

Katonai tagozat
- Gerecs-Sikár Andrea Éva címzetes büntetés-végrehajtási őrnagy, a Büntetés-végrehajtási Szervezet III. Agglomerációs Központja alárendeltségébe tartozó Bács-Kiskun Vármegyei Büntetés-végrehajtási Intézet Biztonsági és Fogvatartási Ügyek Osztályának reintegrációs tisztje
- Lampert Gergely címzetes rendőr főtörzszászlós, a  Komárom-Esztergom Vármegyei Rendőr-főkapitányság Esztergomi Rendőrkapitánysága Bűnügyi Osztályának nyomozója
- Németh Lászlóné címzetes büntetés-végrehajtási főtörzszászlós, a Büntetés-végrehajtási Szervezet II. Agglomerációs Központja alárendeltségébe tartozó Pálhalmai Országos Büntetés-végrehajtási Intézet Személyügyi Osztályának segédelőadója
- Rakusz Attila címzetes rendőr főtörzszászlós, a  Pest Vármegyei Rendőr-főkapitányság Monori Rendőrkapitányság
- Bűnügyi Osztály Nyomozó Alosztálya Bűnügyi-Technikai és Nyomozó Csoportjának nyomozója
- Sernek István címzetes rendőr alezredes, a Zala Vármegyei Rendőr-főkapitányság Nagykanizsai Rendőrkapitányság
- Bűnügyi Osztálya Bűnügyi-Technikai Csoportjának vezetője

#### 2023. március 14.[16]
Polgári tagozat
- Bajusz Tamás, az Eötvös Loránd Kutatási Hálózat Ökológiai Kutatóközpontjának ügyvezető igazgatója,
- Balogh Lajos, a Szilaj 2000 Kft. ügyvezető igazgatója,
- Dr. Bartha Júlia Néprajzkutató, a szolnoki Damjanich János Múzeum nyugalmazott osztályvezetője,
- Baudentisztl Ferenc, a győri Széchenyi István Egyetem Széchenyi Alumni Magazinjának főszerkesztője,
- Borbély Beatrix Harangozó Gyula-Díjas Táncművész, a Magyar Állami Népi Együttes örökös tagja és tánckarvezető helyettese,
- Csík Gyula Sándor Előadóművész, a Gypsy Philharmonic Orchestra cimbalom szólistája,
- Erdélyi Erzsébet, a lakiteleki Nemzeti Művelődési Intézet Minőségfejlesztési Központjának vezetője,
- Fazakas-Koszta Tibor Festőművész, grafikus,
- Gál Tünde Ida, a Vígszínház súgója,
- Galambos Attila Műfordító, dalszövegíró, a Kecskeméti Katona József Nemzeti Színház irodalmi vezetője,
- Gáti Pál Előadóművész, zongorista, táncdal- és magyarnóta-énekes,
- Gombos István Fafaragó Népi Iparművész,
- Hartenstein István, a Magyar Állami Operaház és a Budapesti Filharmóniai Társaság fagott szólamvezetője, a Liszt Ferenc Zeneművészeti Egyetem Fúvós Tanszéke és a budapesti Szent István Király Zeneművészeti Szakgimnázium és Alapfokú Művészeti Iskola tanára,
- Dr. Havasi Tamásné, a Magyar Nemzeti Múzeum Esztergomi Vármúzeuma gazdasági vezetője,
- Hegedűs Lajos Zoltán Előadóművész, népdalgyűjtő, a Hegedűs Együttes vezetője,
- Juhász Mónika, a Magyar Táncművészeti Egyetem Nádasi Ferenc Gimnázium és Kollégiumának tanára,
- Kertes Zsuzsanna, a Vígszínház súgója,
- Kiss Erzsébet, a Békéscsabai Szakképzési Centrum Nemes Tihamér Technikum és Kollégiumának mesterpedagógus oktatója,
- Dr. Kiss József, a Magyar Fitnesztermek Országos Szövetségének főtitkára, az újbudai Városközpont Egyesület elnöke, a Kiss Life Kft. ügyvezetője,
- Kiss Julianna Zongoraművész, a Ferencvárosi Ádám Jenő Alapfokú Művészeti Iskola mesterpedagógusa, a Danubia Talents Művészeti Egyesület művészeti vezetője,
- Kocsis Károly, a Szerencsi Szakképzési Centrum Sátoraljaújhelyi Kossuth Lajos Technikum, Szakképző Iskola és Gimnázium oktatója,
- Kómár Éva, a Magyar Nemzeti Múzeum Országos Muzeológiai Módszertani és Információs Központjának főosztályvezetője,
- Kőszegi Katalin, a Magyar Nemzeti Balettintézet balettmestere, a Magyar Nemzeti Balett volt balettművésze,
- Kürti Gábor Dezső, a Hajtás Pajtás futárszolgálat cégvezetője, a Magyar Kerékpárosklub elnöke, és a magyarországi Critical Mass mozgalom társalapítója,[17]
- Lendvai Tamás, a Liszt Ferenc Zeneművészeti Egyetem Bartók Béla Zeneművészeti és Hangszerészképző Gyakorló Szakgimnázium címzetes igazgatója,
- Loránd Klára Muzeológus, a kecskeméti Bozsó Gyűjtemény igazgató-kurátora,
- Nagy-Kuthy Zoltán Táncpedagógus, a Dance Studio Nagy-Kuthy igazgatója,
- Nemes József Emeritus Jászkapitány, a Jász Múzeum Jászkun Kapitányok Tanácsának volt kapitánya,
- Németh Tibor Lajos, a Kemenesaljai Művelődési Központ és Könyvtár Kresznerics Ferenc Könyvtárának vezetője,
- Oláh Katalin, a Budapesti Műszaki Szakképzési Centrum Neumann János Informatikai Technikumának oktatója,
- Orosz István, a Szerencsi Szakképzési Centrum Tiszaújvárosi Brassai Sámuel Technikum és Szakképző Iskola nyugalmazott tanára,
- Papp László Vállalkozó, a Péceli Ipartestület elnöke, Pécel város önkormányzati képviselője,
- Pécsi Judit, a Magyar Táncművészeti Egyetem Nádasi Ferenc Gimnáziuma és Kollégiuma tanára,
- Dr. Ritoók Ágnes Régész-Főmuzeológus, a Magyar Nemzeti Múzeum Régészeti Tárának munkatársa,
- Sági Ferenc, a Ceglédi Szakképzési Centrum Közgazdasági és Informatikai Technikumának nyugalmazott tanára,
- Somogyváry Attila Béla, a pécsi Nyugdíjasok Egyesületének tiszteletbeli elnöke, Pécsi Megyei Jogú Város Idősügyi Tanácsának tagja,
- Soós Emese, a Magyar Állami Operaház művészeti főtitkára,
- Szabó Irén, a Kaposvári Szakképzési Centrum Nagyatádi Ady Endre Technikum és Gimnázium nyugalmazott tanára,
- Székelyné Kőrösi Ilona Történész, etnográfus, a Kecskeméti Katona József Múzeum nyugalmazott főmuzeológusa, a Kecskeméti Kortárs Művészeti Műhelyek Katona József Emlékházának szakmai vezetője,
- Szemkóné Rák Emese, a Magyar Nemzeti Múzeum sárospataki Rákóczi Múzeumának gazdasági vezetője,
- Tóth Kázmér Díszlettervező, szcenikus, a Scabello Bt. ügyvezetője,
- Váradi László, a Magyar Nemzeti Múzeum sárospataki Rákóczi Múzeumának nyugalmazott fotós-restaurátora,
- Vörösné Ackermann Éva, a Vígszínház Nonprofit Kft. bérelszámolója.
- Orbán Júlia, a Pedagógusok Soproni Művelődési Házának igazgatója

### 2022

#### 2022. augusztus 20.[18]
Polgári tagozat
- Bánky Eszter bábszínész, a Budapest Bábszínház rendezőasszisztense,
- Bencsikné Kocsis Eszter mesterpedagógus, a Szolnoki Szakképzési Centrum Damjanich János Szakképző Iskola és Kollégium igazgatóhelyettese,
- Bertha János mesterpedagógus, a J. Haydn Alapfokú Művészeti Iskola igazgatója, tanára,
- Bodó Beáta, a Budapesti Komplex Szakképzési Centrum Újbudai Szakiskola és Szakképző Iskola igazgatóhelyettese,
- Chernakova Olga címzetes magántáncosnő, a Magyar Állami Operaház–magyar Nemzeti Balett balettmestere,
- Dévaldné Orosz Beatrix Anita, a Szerencsi Szakképzési Centrum Tokaji Ferenc Technikum, Szakgimnázium és Gimnázium igazgatóhelyettese, oktatója,
- Dr. Dóbéné Cserjés Edit, a Budapesti Műszaki Szakképzési Centrum Petrik Lajos Két Tanítási Nyelvű Technikumának oktatója,
- Erősné Dr. Matán Eszter házi gyermekorvos,
- Farkas Miklós magasépítő mérnök, a csengeri Pallér-2 Kft. Építésziroda tervező szakmérnöke,
- Ferenczyné Takáts Katalin, a Győri Szakképzési Centrum Kossuth Lajos Technikum és Kollégiumának igazgatóhelyettese,
- Fritz Mihály szobrász- és éremművész, a szegedi Tömörkény István Gimnázium, Művészeti Szakgimnázium és Technikum volt művésztanára,
- Gergely István kosárfonás-szakértő, a Nemzeti Művelődési Intézet segítő mentora,
- Hartyányi Judit karnagy, művésztanár, a Magyar Kórusok és Zenekarok Szövetségének elnökségi tagja, a székesfehérvári “zenei Nevelésért” Alapítvány Kuratóriumának elnöke, a Liszt Ferenc Zeneművészeti Egyetem Karmester és Karvezetés Tanszékének volt oktatója, a Magyar Kodály Társaság korábbi társelnöke,
- Hetényi Norbert, a szombathelyi Café 5 Vendéglátó és Szolgáltató Kft. ügyvezetője,
- Igaliné Büttner Hedvig ének- és zenetanár, a zuglói Hunyadi János Ének-zenei, Nyelvi Általános Iskola Hunyadi Nagykórusának karnagya,
- Irházi Emőke, a Ceglédi Szakképzési Centrum Unghváry László Vendéglátóipari Technikum és Szakképző Iskolájának igazgatóhelyettese, oktatója,
- Joó Emese etnográfus, muzeológus, múzeumpedagógus, a Nemzeti Cirkuszművészeti Központ főmuzeológusa,
- Kárpát Ildikó, a Magyar Nemzeti Múzeum visegrádi Mátyás Király Múzeumának gazdasági vezetője,
- Kiss Balázs Péter népművészet Ifjú Mestere díjas táncművész, a Magyar Állami Népi Együttes tagja,
- Dr. Kiss Katalin karnagy, a Liszt Ferenc Zeneművészeti Egyetem Kodály Zoltán Zenepedagógiai Intézetének nyugalmazott egyetemi docense,
- Koncz Péter táncművész, a Pécsi Balett magántáncosa,
- Kovács Attila Ferenc, a Nemzeti Filharmonikus Zenekar nagybőgőművésze,
- Könyöt Dávid Sándor, a Nemzeti Cirkuszművészeti Központ artistaművésze,
- Kurucsai-Németh Eszter táncművész, a Magyar Állami Népi Együttes tagja,
- Nagy Gábor Ferenc népzenész, a makói József Attila Városi Könyvtár és Múzeum néprajzkutató muzeológusa,
- Naszák István, a tatai Eötvös József Gimnázium és Kollégium tanára,
- Pagonyné Mezősi Marietta mesterpedagógus, a szentgotthárdi Vas Megyei Szakképzési Centrum Iii. Béla Technikum és Kollégiumának korábbi igazgatóhelyettese, a Vas Megyei Szakképzési Centrum Hefele Menyhért Szakképző Iskolájának nyugalmazott mérnöktanára,
- Póser Antal Imre, a Budapesti Műszaki Szakképzési Centrum Verebély László Technikumának testnevelő tanára,
- Sipos Imre színművész, rendező, a Kecskeméti Katona József Nemzeti Színház prózai tagozatának vezetője,
- Szeleczky Ildikó, a Vendégvárás Művészete Egyesület alapító elnöke,
- Dr. Temesvári Tamás fizikus, az Eötvös Lóránd Tudományegyetem Természettudományi Kar Fizikai Intézete Elméleti Fizikai Tanszékének tudományos főmunkatársa,
- Teszárek Csaba, a Budapest Bábszínház művésze,
- Tordai Zoltán előadóművész, a Tordai Zoltán Quintett alapító prímása,
- Török Ferenc artistaművész, a Baross Imre Artistaképző Intézet Előadó-művészeti Szakgimnázium, Gimnázium, Technikum és Alapfokú Táncművészeti Iskola tanára,
- Ungár István szaxofonos, az Ungár zenekar vezetője,
- Ürmös Sándor Ferenc, a Magyar Állami Népi Együttes cimbalomművésze,
- Váradi Géza klarinét és szaxofon előadóművész, a Tordai Zoltán Quintett szóló klarinétosa,
- Vass Krisztián író, újságíró, a Szabad Föld hetilap Zöld Föld rovatának alapítója,
- Vígh László hangosító, hang- és fénytechnikus, a Salgótarjáni Rendezvény- és Médiaközpont Nonprofit Kft. műszaki csoportvezetője,
- Dr. Zsigmond Gábor történész, közgazdász, a Magyar Műszaki és Közlekedési Múzeum főigazgató-helyettese.

#### 2022. március 15.[19]
Polgári tagozat
- Aradvári László, a Magyar Nemzeti Táncegyüttes menedzsere
- Asztalos Klára nyugalmazott építészmérnök, az Unitárius Nők Országos Szövetségének titkára, volt elnöke
- Ács Péter, az Óbudai Danubia Nonprofit Kft. ügyvezetője
- Bak Andrea, a Magyar Nemzeti Múzeum Kiállításrendező Csoportjának vezetője
- Balaban Cristina balettművész, magántáncos
- Balog Ibolya „Zozo Mama” artistaművész
- Balogh Károly, a debreceni Karsol Kft. társtulajdonosa és ügyvezető igazgatója
- Bálint József fafaragó, faszobrász
- Berzéné Pénzes Ilona, az Eötvös Loránd Kutatási Hálózat Támogatott Kutatócsoportok Irodájának gazdasági vezetője
- Bódi Róbert hivatásos vadász, az Ipoly Erdő Zrt. Kelet-Cserháti Erdészetének kerületvezető erdésze
- Chambers Maria, a Magyar Iskola és Kulturális Egyesület – Guildford önkéntes elnökségi tagja, a Magyar Tanoda és Játszóház alapítója
- Czitor Attila színművész, a Békéscsabai Jókai Színház tagja
- Csetényi Mihályné, a Csépai Petőfi Sándor Általános Iskola nyugalmazott biológia-földrajz szakos általános iskolai tanára, a Magyar Vöröskereszt, a Magyar Néprajzi Társaság és a Honismereti Szövetség volt tagja
- Demeter István Ferenc, a Tisza Mozi Kft. ügyvezetője
- Denich Rudolf, a Joker Diák Munkaerőszervező Iskolaszövetkezet elnöke
- Denkinger Géza, a Nemzeti Élelmiszerlánc-biztonsági Hivatal Takarmánylétesítmény-felügyeleti Osztályának nyugalmazott vezetője
- Donnert Károlyné artistaművész, a Jövő Cirkusza Alapítvány elnöke
- Doroszlai Richárd, az Országos Mentőszolgálat mentőtechnikusa, a Magyar Máltai Szeretetszolgálat volt önkéntes mentőápolója, a Magyar Gyermekmentő Alapítvány főápolója és titkára
- Emődi Attila táncművész, az egri Gárdonyi Géza Színház – GG Tánc Eger tánckari tagja
- Endrődi Szabolcs zenész, a Berka együttes alapítója
- Ferencz Éva, a Moldvai Csángómagyarok Szövetségének volt oktatási vezetője
- Frankovics Tibor, a Magyar Nemzeti Múzeum Műszaki és Üzemeltetési Főosztályának vezetője
- Gabnai Csaba, a békéscsabai és az orosházi Brill Hotel tulajdonosa
- Gál István helytörténész, nyugalmazott tanár
- Gáti Mariann képzőművész, a faddi Mítosz Mesegaléria alapítója
- Geréb Péter Csanád Ámos, a székelyudvarhelyi Benedek Elek Líceum egykori matematikatanára, a Romániai Magyar Cserkészszövetség volt csapatalapítója
- Hedwig Gerits a Centrum voor Levende Talen idegen nyelvi oktatási központ magyar nyelvi szekciójának vezetője és magyarnyelv-tanára
- Giller Lászlóné, az Eötvös József Református Oktatási Központ nyugalmazott tanára
- Gimesi-Kramár Judit, a Székesfehérvári Balett Színház produkciós menedzsere
- Gősi Anett, a Táncház Egyesület kulturális menedzsere
- Gruber Erika, a Budapest Bábszínház Nonprofit Kft. szervezési vezetője
- Gulyásné Somogyi Klára könyvtáros, a Liszt Ferenc Zeneművészeti Egyetem Könyvtárának igazgatója, a Magyar Könyvtárosok Egyesülete Zenei Szervezetének vezetőségi tagja
- Hegedüs Balázs, a West Hungária Bau Építőipari Szolgáltató Kft. építésvezetője
- Herbert Tamás, a Civilek a Zengőért Mozgalom vezetője
- Hortobágyi Brigitta, a Bozsik Yvette Társulat táncművésze
- Illyés Ákos, a Vígszínház főmérnöke
- Jagasics János épületgépész mérnök, a Jagaber Beruházó és Mérnöki Iroda Kft. energetikai szakmérnöke
- Jáni Lajos, a Mosonmagyaróvári Kertbarát Kör elnöke, a Győri Pénzügyőr Nyugdíjas Klub titkára, a Nemzeti Adó- és Vámhivatal Nyugdíjasainak Országos Szövetsége portáljának szerkesztője
- Kassainé Kirchner Gabriella, a West Hungária Bau Építőipari Szolgáltató Kft. projektigazgatója
- Kerekes Sándor nyugalmazott mérnök, a Kolozs Megyei Tanács volt alelnöke, a Kolozsvári Református Egyházközségek Vagyonközössége kuratóriumának alelnöke
- Kertész József, az Észak-dunántúli Vízügyi Igazgatóság nyugalmazott műszaki tanácsadója
- Kham Zsanett, a Kambodzsai Nemzeti Bank Felügyeleti Osztályának vezetője
- Kis Zoltán, a Néprajzi Múzeum biztonsági főosztályvezetője
- Kiss Bódog Zoltán, a Magyar Politikai Foglyok Szövetségének Zala megyei elnöke, a Zala megyei Önkormányzat Közgyűlésének volt elnöke
- Kiss József, az Északdunántúli Vízmű Zrt. ellenőrzés-vezetője
- Kiss Róbert, a Szegedi Kortárs Balett táncművésze
- Kolosai Nedda pszichológus, az Eötvös Loránd Tudományegyetem Tanító- és Óvóképző Kara Neveléstudományi Tanszékének egyetemi docense
- Andrew Komar nyugalmazott építési munkavezető
- Komáromi Anett, a Békéscsabai Jókai Színház színművésze, a „Csepp a tengerben” társulat társalapítója
- Kovács András Lászlóné körzeti ápolónő, háziorvosi asszisztens
- Kovács Zsigmond, a Magyar Nemzeti Vagyonkezelő Zrt. vagyonkezelési vezető menedzsere
- Kozák Ferenc Istvánné, a Szabolcs-Szatmár-Bereg Megyei Kormányhivatal nyugalmazott számviteli referense
- Kozma Zoltán, a Gyóni Református Egyházközség főgondnoka
- Krizbai Hajnalka nyugalmazott tanító
- Laczkó Vass Róbert színművész, énekművész, a Kolozsvári Állami Magyar Színház tagja
- Lendvai Magdolna közgazdász, nyugalmazott osztályvezető
- Losonczi Ottó, az ESMTK Birkózó Szakosztályának elnöke, az ORD Invest Kft. ügyvezető igazgatója
- Márkusné Gonda Zsuzsanna, a Szent Ágota Nevelőszülői Hálózat munkatársa
- Máté Zsuzsanna építész, műemlékvédelmi szakmérnök, a Nemzeti Örökségvédelmi Fejlesztési Nonprofit Kft. vezető tervezője
- Mesterházi József természetfotós, vadász, a Bakonyerdő Erdészeti és Faipari Zrt. kerületvezető erdésze
- Mészáros György Attila, Szolnok Megyei Jogú Város Polgármesteri Hivatala Informatikai Osztályának vezetője
- Molnár Imréné, az Önzetlenül Segítők Paks Nonprofit Alapítvány alapítója
- Müllerné Lovas Krisztina történész, a Magyar Nemzeti Múzeum főmuzeológusa
- Nagy Éva M. Vera énektanár, a Marosszéki Kodály Zoltán Gyermek- és Ifjúsági Kar karnagya, a Boldogasszony Iskolanővérek közössége szovátai missziójának alapítója és vezetője
- Németh Anna, a Csongrád-Csanád Megyei Kormányhivatal Csongrádi Járási Hivatalának nyugalmazott hivatalvezető-helyettese
- Némethné Balogh Katalin, a Református Iszákosmentő Misszió vezetője, a Magyar Kékkereszt Egyesület elnöke
- Nyikus Anna szövő-hímző népi iparművész, szakoktató
- Nyírő Zsoltné nyugalmazott jelnyelvi tolmács, a Siketek és Nagyothallók Szövetségének érdekvédelmi aktivistája
- Zeev Oren, Netanja város Önkormányzatának logisztikai igazgatója
- Oszkó József, a Pest Megyei Kormányhivatal Informatikai Főosztályának nyugalmazott vezetője, informatikai tanácsadója
- Osztie Géza, a Postás Sport Egyesület nyugalmazott tornaedzője
- Pántya Sándor, a Bazár Parking 2000 Kft. termelési igazgatója
- Pap Béla világzenei fesztiválszervező, a Szolnoki Sportcentrum Nonprofit Kft. kulturális menedzsere
- Parrag Tibor, a Duna–Dráva Nemzeti Park Igazgatósága Természetmegőrzési Osztályának vezetője
- Peter Holzmüller gyógytornász, szakápoló, a Magyar Lovasterápia Szövetség elnökségi tagja
- Pozsonyiné Baksa Katalin, a Magyar Politikai Foglyok Szövetségének gazdasági elnökhelyettese, a Magyar Politikai Foglyok Szövetségének Komárom-Esztergom megyei szervezete Tatabánya és körzetének elnöke
- Puskás Sándor[20] felkészítő edző
- Rózsa Éva Eszter művelődésszervező, a tihanyi Németh László Művelődési Ház igazgatója, a Tihanyi Visszhang szerkesztőbizottsági tagja
- Sályik János Andrásné artistaművész, a Baross Imre Artistaképző Intézet Előadó-művészeti Szakgimnázium szakmai oktatója
- Samuel Bruss, az Eperjesi Tripolitana Múzeum Tapolyhanusfalvi Kastélyának vezetője
- Schiff Mónika, a Magyar Vakok és Gyengénlátók Országos Szövetsége Vakvezetőkutya-kiképző Központjának vezetője
- Simon Andrea, a Nemzeti Élelmiszerlánc-biztonsági Hivatal Növény-, Talaj- és Agrárkörnyezet-védelmi Igazgatósága Növényvédő szer és Termésnövelő anyag Engedélyezési Osztályának engedélyezési referense
- Szabó Csaba, a Duna Művészegyüttes táncművésze
- Szabó Istvánné Nagy Magdolna mesterpedagógus, a Premier Művészeti Szakgimnázium és Alapfokú Művészetoktatási Intézmény, valamint a Tudásfa Felnőttképzési Gimnázium Békéscsabai Tagintézményének középiskolai tanára, tagintézmény-vezetője
- Szabó Krisztián[20] felkészítő edző
- Szabó Sándor főszerkesztő, malakológus, a csurgói Csokonai Vitéz Mihály Református Gimnázium, Általános Iskola és Kollégium nyugalmazott igazgatója, Csurgó város volt alpolgármestere
- Szacsuri Zoltán, a Honvéd Együttes Művészeti Nonprofit Kft. műszaki vezetője
- Szakács Attila balettművész, balettmester, a Magyar Nemzeti Balett címzetes magántáncosa
- Szántó Gábor, a Budapesti Komplex Szakképzési Centrum Kézművesipari Technikumának fogtechnikus elméleti szakoktatója
- Szatmári Imre, az Oktatási Hivatal Békéscsabai Pedagógiai Oktatási Központjának hivatali főtanácsosa
- Szente Róbert, a Somogy Megyei Gyermekvédelmi Központ Gyermek- és Utógondozó Otthonának vezetője
- Tarsoly Krisztina, a Békéscsabai Jókai Színház színművésze, a „Csepp a tengerben” társulat társalapítója
- Thullner István, a Jánossomorjai Körzeti Általános Iskola és Alapfokú Művészeti Iskola nyugalmazott tanára
- Timofeev Dmitry balettművész, a Magyar Nemzeti Balett principálja
- Tóth Tibor Gábor, a West Hungária Bau Építőipari Szolgáltató Kft. projektigazgatója
- Unger Balázs, a Cimbaliband Zenekar művészeti vezetője, a gödöllői Frédérich Chopin Zenei Alapfokú Művészeti Iskola Népzene Tanszakának népi hegedű-, brácsa-, bőgő- és cimbalomtanára
- Vámos Zoltán, a Baross Imre Artistaképző Iskola tanára, a Békéscsabai Jókai Színház videótár-vezetője
- Varga Katalin, a Kecskeméti Katona József Nemzeti Színház női szabótár-vezetője
- Wandraschek Ferenc Antal nyugalmazott állattenyésztő, az Első Lébényi Lokálpatrióta Egyesület alapító tagja és egykori elnöke, Lébény volt helyi önkormányzati képviselője és alpolgármestere
- Willem Van Lieshout klinikai pszichológus, pszichoterapeuta
- Zsuppányi Gyula, az Alfaterv-2000 Kft. vezető építésztervezője, Zalaegerszeg Megyei Jogú Város Közgyűlésének volt tagja

Katonai tagozat
- Bartal Mónika büntetés-végrehajtási őrnagy, a Jász-Nagykun-Szolnok Megyei Büntetés-végrehajtási Intézet Büntetés-végrehajtási Osztályának megbízott osztályvezetője
- Gál Anita büntetés-végrehajtási alezredes, a Kalocsai Fegyház és Börtön megbízott gazdasági vezetője
- Gyalog László tűzoltó őrnagy, a Zala Megyei Katasztrófavédelmi Igazgatóság Keszthelyi Katasztrófavédelmi Kirendeltsége Keszthelyi Hivatásos Tűzoltóparancsnokságának tűzoltóparancsnok-helyettese
- Kovács Sándor címzetes tűzoltó főtörzszászlós, a Csongrád-Csanád Megyei Katasztrófavédelmi Igazgatóság Szentesi Katasztrófavédelmi Kirendeltsége Hódmezővásárhelyi Hivatásos Tűzoltóparancsnokságának szerparancsnoka

### 2021
Polgári tagozat
- Ágoston Gabriella, a Mozgásjavító Óvoda, Általános Iskola, Gimnázium, Kollégium, Egységes Gyógypedagógiai Módszertani Intézmény nyugalmazott gyógypedagógusa
- Antal Tibor, a gyimesfelsőloki Árpád-házi Szent Erzsébet Római Katolikus Gimnázium és a Domokos Pál Péter Általános Iskola zenetanára, énekese
- Arató László Géza fúvós hangszeres művész, karnagy, a Budafok-Tétényi Nádasdy Kálmán Alapfokú Művészeti Iskola és Általános Iskola intézményvezetője
- Bagyinszki Ágnes, az MNF Nemzeti Filharmonikus Zenekar, Énekkar és Kottatár Nonprofit Kft. személy- és munkaügyi csoportvezetője
- Bajkó Tamás, a Magyar Nemzeti Táncegyüttes színpadmestere
- Bánfalvi Ágnes, a miskolci Avasi Gimnázium tanára
- Bárány István, a Székesfehérvári és Erdélyi Bukógalambokat Tenyésztők Fajtaklubjának elnöke, a Magyar Galamb- és Kisállattenyésztők Országos Szövetsége Díszgalamb Szakosztályának elnöke
- Bauer Rita Csilla, a Nemzeti Filharmonikusok Főigazgatóságának titkárságvezetője
- Berényiné Zombory Erzsébet, a Fejér Megyei Rendőr-főkapitányság Székesfehérvári Rendőrkapitányság Igazgatásrendészeti Osztályának ügyviteli segédelőadója
- Berki Zoltán turistatérkép- és turistakalauz-szerkesztő
- Berlanyuk Anikó, a Magyar Melódiák Kamaraegyüttes énekese
- Berndt Mihály, a Herman Ottó Intézet Nonprofit Kft. Környezetértékelési Osztályának zajvédelmi szakreferense, intézeti főtanácsadója
- Beszterczey András, a Debrecen-Nagytemplomi Református Egyházközség lelkipásztora
- dr. Béres Zoltán, a Szolnoki Kistérségi Többcélú Társulás Egyesített Szociális Intézményének háziorvosa
- Biró Ferenc, a Hargita megyei 22. számú Szent Imre Cserkészcsapat vezetője
- Boda Péter, a miskolci 44. számú Házi Gyermekorvosi Körzet gyermekorvosa
- Boda-Lázár Judith, a Kanadai Magyar Kultúrközpont–Torontói Magyar Ház elnöke, a Kanadai Magyar Kereskedelmi Kamara társelnöke
- Bogdán Tamás, a szarvasi Liget Wellness és Konferencia Hotel szállodaigazgatója
- Bognár Miklós, a szolnoki Bognár és Társa Kft. tulajdonosa, ügyvezetője
- Bokor Márton gyermekgyógyász, a Hargita megyei Közegészségügyi Igazgatóság anya- és gyermekvédelmi programfelelőse, a Hargita megyei Sürgősségi Kórház volt igazgatója, Hargita megye volt helyettes tisztifőorvosa
- Botos Veronika mélyhegedű- és viola d’amore-művész
- Budavári Hilda Gizella, a Brazíliai Magyar Segélyegylet Híradó című újság szerkesztője
- Buzás Aida, a Nemzeti Filharmonikusok programmenedzsere
- Czotter Csabáné, a Zalai Civil Életért Közhasznú Egyesület elnöke, a Zala Megyei Civil Közösségi Szolgáltató Központ vezetője
- Csapó Virág színművész
- Csetényi Mihály, a csépai Petőfi Sándor Általános Iskola nyugalmazott matematika–kémia szakos tanára, a Tiszazugi Diáksport Bizottság volt elnöke, sakkoktatója
- Csaj Li-csün, a Beijing Landmark Hotel és Landmark Towers nyugalmazott vezérigazgatója
- Csikós László, a Jászárokszállási Ipartestület elnöke
- Csikvár Gábor népzenész, a kaposvári Együd Árpád Kulturális Központ közművelődési szakembere, a Somogy Táncegyüttes művészeti titkára
- Csombor Terézia színművész
- Danyílova Galina hegedűművész
- Dömötör Tibor Attila okleveles gépészmérnök, a Kecskeméti Regionális Képző Központ ipari szektorának volt vezetője
- Elődné Lukács Erzsébet jegyző, a Bajnai Közös Önkormányzati Hivatal vezetője
- Fábián Zoltán képzőművész
- Fabricius Dániel, a Dán–Magyar Egyesület elnökségi tagja
- Fodor Márta, az Északerdő Zrt. Igazgatási és Jogi Osztályának vezetője
- Földes Gáborné Ungvári Irma, a Vígszínház fodrásza
- Fritzné Tőkés Éva sajtóreferens, a Magyar Katolikus Püspöki Konferencia Sajtószolgálatának vezetője
- Fülöp Zsolt Károly, a Trans-Sped Cégcsoport ügyvezetője, a Hajdú-Bihar Megyei Kereskedelmi és Iparkamara elnökségi tagja
- Füsti Molnár Gábor, a Nemzeti Élelmiszerlánc-biztonsági Hivatal nyugalmazott osztályvezetője
- Gazdag Ferenc, a Pusztahencsei Népfőiskola vezetője, a Györkönyi Német Nemzetiségi Általános Iskola tanára
- Gál Gábor, a Szolnoki Kőrösi Csoma Sándor Általános Iskola és Alapfokú Művészeti Iskola intézményvezetője
- Gilbert Szilvia, a San Franciscó-i Magyar Örökség Alapítvány elnöke, a San Franciscó-i Magyar Iskola egykori tanára, korábbi cserkész csapatparancsnok és fenntartó bizottsági elnök
- Győri János Bertalan, Jászfényszaru város alpolgármestere
- Hajnóczy Soma kétszeres világbajnok bűvész
- Hambuch Gerda, a MOM Kulturális Központ ügyvezető igazgatója
- Hoffer Imre háziorvos, Kapuvár város alpolgármestere
- Horváth Angéla, a Közép-dunántúli Vízügyi Igazgatóság Vízrendezési és Öntözési Osztályának vezetője
- Horváth Eszter táncművész, a Duna Művészegyüttes szólistája
- Horváth Gábor László, a Dél-dunántúli Vízügyi Igazgatóság Vízrajzi és Adattári Osztályának vezetője
- Horváth István operaénekes
- Hunyadvári Árpád, a Galamb- és Kisállattenyésztők Csorvási Egyesületének képviselője, korábbi elnöke, a csorvási Gulyás Mihály Általános Iskola volt tanára
- Huszti Tibor, a Budapesti Gépészeti Szakképzési Centrum Fáy András Technikumának gyakorlati oktatásért felelős vezetője, oktatója
- Illés Edit orvos, a Vas Megyei Kormányhivatal Családtámogatási és Társadalombiztosítási Főosztály Rehabilitációs Ellátási és Szakértői Osztályának nyugalmazott osztályvezetője
- Joó Kinga, a Nagycsaládosok Országos Egyesületének elnökhelyettese, az Európai Gazdasági és Szociális Bizottság tagja
- Juhász Attila, a Piramis Építőház Kft. tulajdonosa, ügyvezető igazgatója
- Kacuta Motodzsi, a Magyar Turizmus Zrt. volt tokiói munkatársa
- Káldi Attila, a Southendi Magyar Közösség elnöke, a Magyarok Angliai Országos Szövetsége titkára
- Kalmárné Szász Julianna, a szolnoki Szegő Gábor Általános Iskola intézményvezetője
- Kardos József, az Országos Mentőszolgálat Észak-alföldi Mentőszervezet Jász-Nagykun-Szolnok megyei kirendeltségének megyei vezető mentőtisztje
- Karlócai Orsolya Nóra, a Magyarország Barátai Alapítvány korábbi ügyvezetője
- Katona István, a VASFA Szolnoki Kazángyártó Kft. ügyvezetője
- Katona Valéria, a San Fernando-völgyi Reményik Sándor Keresztyén Magyar Iskola tanára
- Kállai Éva, a Budapest Fejlesztési Központ Nonprofit Zrt. közjogi és közkapcsolati főigazgatója
- Károly János karnagy, zeneszerző, zongoratanár, a Paksi Városi Vegyeskar alapítója
- Kiskós Ferenc László, a Vas Megyei Temetkezési Kft. korábbi ügyvezetője
- Kiss Tamás, a Vasútegészségügyi Nonprofit Közhasznú Kft. orvosigazgatója
- Kissné Bognár Krisztina Terézia, a VERITAS Történetkutató Intézet és Levéltár levéltárvezetője
- Kissné Jankovics Rozália, a Dabas-Sári Szent János Katolikus Általános Iskola tanára
- Klement Zoltán, a veresegyházi Udvarház Galéria kurátora
- Klinszki Tamásné, a Szövetvarázs Kft. ügyvezető igazgatója, tulajdonosa
- Komáromi Gabriella irodalomtörténész, kritikus
- Koó Tamás csellóművész, a Nemzeti Filharmonikus Zenekar szólamvezetője, a Liszt Ferenc Zeneművészeti Egyetem nyugalmazott docense
- Kovács András újságíró, az origo.hu hírszerkesztője
- Kovács Imre fuvolaművész
- Kovács Melánia, a Moldvai Csángómagyarok Szövetségének ügyvezetője
- Kovács Mózes, a New Brunswick-i Magyar Amerikai Atléta Klub volt elnöke
- Kovácsné Pócza Ágnes Anna népi iparművész, a Höveji Csipke Egyesület alapítója és elnöke, a Pedagógusok Soproni Művelődési Háza Népi Díszítők Alkotókörének vezetője
- Kőrösi Zsolt, a debreceni Karsol Kft. társtulajdonosa és ügyvezető igazgatója
- Krasznai János, a Magyar Állami Operaház nyugalmazott főügyelője, szobrászművész
- Krizsán Józsefné, a Kaán Károly Országos Természet- és Környezetismereti Versenyért Alapítvány alapító elnöke, a Körös-völgyi Természetvédelmi Egyesület elnöke, a Mezőtúri Polgármesteri Hivatal Művelődési, Oktatási és Sport Osztályának volt osztályvezető főtanácsosa
- Júlia Krumova műfordító, a szófiai Magyar Kulturális Intézet könyvtárosa
- Kuczera Barbara népzenész, néptáncpedagógus, az Óbudai Népzenei Iskola, valamint a Budafok-Tétényi Nádasdy Kálmán Alapfokú Művészeti Iskola és Általános Iskola népihegedű-tanára
- Kudron Zoltán, a Kárpátaljai Magyar Kulturális Szövetség Nagyszőlősi Középszintű Szervezetének alelnöke
- Kurkó István, a csíkszentdomokosi Márton Áron Általános Iskola tanítója
- Kuthy Mercedes táncművész, táncpedagógus, a Dance Studio Nagy-Kuthy művészeti vezetője
- Lethenyei László fotográfus
- Lipusz Lóránt, a halmaji Háziorvosi Rendelő háziorvosa
- Litkei Bálint közlekedésmérnök, a Magyar Közút Nonprofit Zrt. Jász-Nagykun-Szolnok Megyei Igazgatóságának megyei forgalomtechnikai és kezelői osztályvezetője
- Lkhagvasuren Enkhtuul műfordító
- Lkhagvasuren Gerelmaa műfordító
- Lukács József tornamesteredző, a magyar női tornászválogatott egykori szövetségi kapitánya
- Barbora Majová, a Cseh- és Morvaországi Magyarok Szövetsége Karlovy Vary-i Helyi Egyesületének volt elnöke
- Irena Makarewicz műfordító
- Marosi Antal haditudósító, a Karc FM Rádió szerkesztő-műsorvezetője, a Fővárosi Nagycirkusz sajtófőnöke
- Matók Szilvia, a Kecskeméti Katona József Nemzeti Színház művészeti főtitkára
- Mátyás Sándor György, a Gloria Victis Közhasznú Alapítvány elnöke
- Meszlényi Ria, a Bázeli Kulturális Magyar Találkozó elnöke, a Svájci MagyarHáz Alapítvány Független Hírmondó újság alapító-társszerkesztője
- Mészáros Györgyi, az Ukrajnai Magyar Nemzeti Tanács elnökhelyettese, a Técsői Magyar Tannyelvű Református Líceum tanára
- Mohácsy Albert népzenész, a Duna Művészegyüttes és a Dűvő Zenekar tagja
- Molnár Tilda, a Győri Szakképzési Centrum Pálffy Miklós Kereskedelmi és Logisztikai Technikumának szakmai igazgatóhelyettese
- Morva Emília, a Magyar Máltai Szeretetszolgálat Közép-Magyarországi Régiójának régióvezetője
- Muka János, a Sport Bérkilövő Vadásztársaság elnöke
- Mustos Edit Ilona, a Kölni Érsekség Római Katolikus Magyar Lelkészségének kántora, a Kölni Hétvégi Magyar Iskola tanára
- Nagy László Adrián orgonaművész, a Honvéd Férfikar korrepetitora
- Nagy Zoltán, a székelyudvarhelyi Szent Miklós Plébánia hitoktató tanára
- Nagy Zsigmond, a Békéscsabai Szakképzési Centrum Kós Károly Technikuma és Szakképző Iskolájának oktatója
- Németh Katalin, a Budapesti Gépészeti Szakképzési Centrum Arany János Technikuma és Szakképző Iskolájának igazgatóhelyettese, oktatója
- Nyakas András, a hajdúnánási Nyakas Farm Kft. ügyvezetője
- Oroián Erzsébet, a Heves Megyei Szakképzési Centrum Március 15. Technikum, Szakképző Iskola és Kollégium igazgatója
- Palkó Katalin, a kárpátaljai Tiszasalamoni Gimnázium tanára
- Patay Ferenc, a Sydney Magyar Kaszinó Egyesület elnöke, a New South Wales-i Magyar Szövetség alelnöke
- Perkovátz Tamás Lajos, a Perkovátz-Ház Baráti Kör elnöke
- Piller Gedeon, a Sao Pauló-i Pántlika Táncegyüttes tagja
- Pintér Tibor, a békéscsabai Csaba Kulturális Egyesület a Táncművészetért civil szervezet alapító tagja, volt ügyvezetője
- Pisnjak Mária, a Szlovén Köztársaság Oktatási Intézetének magyar nyelvi szaktanácsadója
- Pomázi Imréné, a jászberényi Szent István Sport Általános Iskola és Gimnázium intézményvezetője
- Popovicsné Palojtay Márta, a Munkácsi Római Katolikus Püspökség Egyházmegyei Pasztorális Tanácsának titkára, a munkácsi Család és Élet Egyesület vezetője, a Kárpátaljai Egyházmegyei Karitász segélykoordinátora
- Rab Edina táncművész, a Magyar Nemzeti Táncegyüttes szólistája, nőitánckar-vezetője
- Rácz Rita operaénekes
- Remco Ravenhorst, az FSV De Feijenoorder szurkolói egyesület elnöke, a TATA Steel Europe menedzsere
- Répás Béla labdarúgó, edző
- Risóczki István, az Északdunántúli Vízmű Zrt. megbízott műszaki igazgatója és beruházás-fejlesztési vezetője
- Romhányi Beáta, Szolnok Megyei Jogú Város Polgármesteri Hivatala Szociális Támogatások Osztályának vezetője
- Rónai Zoltán népzenész, a Duna Művészegyüttes zenekarának tagja
- Rusvai Károly, a Szolnoki Fiumei Úti Általános Iskola intézményvezetője
- Sáfrán Andrásné, a csákberényi Vértesalja Óvoda óvodavezetője, Csákberény község alpolgármestere
- Sándorné Pólik Róza, a Magyar Ökumenikus Segélyszervezet Szociális és Fejlesztő Központja Szolnoki Családok Átmeneti Otthonának intézményvezetője, a Regionális Krízisambulancia szakmai vezetője
- Sándorné Rácz-Fodor Ibolya, a Kiskunhalasi Református Kollégium Központi Általános Iskola tanára
- Sárosi Csilla, a Magyar Földgázkereskedő Zrt. Origination Osztályának vezetője
- Seidl Tibor Marcel építőmérnök, a Magyar Mérnöki Kamara Tudásközpontjának vezetője
- dr. Siska András háziorvos, a mezőcsáti Siska Dr. Bt. ügyvezetője
- Soltész Ágnes hegedűművész, a Magyar Állami Operaház zenekarának koncertmestere
- Somlainé Kóródi Éva Mária, Budapest Főváros XX. kerület Pesterzsébeti Polgármesteri Hivatalának személyügyi osztályvezetője
- Somogyváry Ákos, az Erkel Ferenc Társaság elnöke, a Ciszterci Szent Alberik Kórus, a Kőbányai Szent László Kórus és az István Király Operakórus karnagya, a Caritas Collectio Kamarazenekar művészeti vezetője
- Somorjai István trombitaművész
- Somorjai Olga, az Országos Széchényi Könyvtár Színháztörténeti Tárának könyvtárosa
- Soós Gyula András táncművész, a Duna Művészegyüttes Nonprofit Kft. tánckarvezetője
- Sujbert Levente, a Lábatlani Sirályok Vízisport Egyesület elnöke
- Sulyán Pál mestercukrász, a Sulyán és Fiai Kft. ügyvezető igazgatója
- Szabo Michael autószerelő-mester, a Szabó Toyota Autóház tulajdonosa és volt üzletvezetője
- Szebényiné Vincze Borbála, a Dunántúli Regionális Vízmű Zrt. technológiai osztályvezetője
- Szekeres Tiborné, az Összefogás az Egyenlő Esélyekért Nonprofit Közhasznú Kft. ügyvezető igazgatója, az Egyenlő Esélyekért! Alapítvány elnöke
- Szénásiné dr. Steiner Rita, az ELTE Trefort Ágoston Gyakorló Gimnázium vezető- és kutatótanára, az angolmentor.hu honlap fejlesztője
- Szilasi Éva, a Budapesti Komplex Szakképzési Centrum Erzsébet Királyné Szépészeti Technikum általános igazgatóhelyettese
- Szilvási István, a Monbebe Kft. szakmai igazgatója
- Szűcs Gyula István, a Szolnoki Szakképzési Centrum Pálfy-Vízügyi Technikumának óraadó oktatója
- Tanykpayeva Aliya táncművész
- Tárnoki Tamás balettművész, a Győri Tánc- és Képzőművészeti Általános Iskola, Szakgimnázium, Technikum és Kollégium tánctagozatának tanára
- Tarsoly Krisztina színművész
- Steve Taylor-Szabó pánsípművész
- Thomas Vermes író, újságíró, politikai kommentátor, az ABC Nyheter újságírója
- Török Istvánné Bónácz Mária, a berettyóújfalui Vass Jenő Óvoda és Bölcsőde nyugalmazott intézményvezetője, a Bihari Népművészeti Egyesület tiszteletbeli elnöke
- Török Péter, Révfülöp Önkormányzatának alpolgármestere, a Spartacus Vitorlás Egylet vezető utánpótlásedzője
- Török Tibor szobrász, magángyűjtő, a keszthelyi Népviseletes Babamúzeum, a Magyar Történelmi Panoptikum, a Játék és Nosztalgia Múzeum alapítója
- Zahorán György, a Békéscsabai Szakképzési Centrum Szent-Györgyi Albert Technikum és Kollégiuma szakmai tanára, gyakorlati oktatója
- Zsolnai Gábor, a Vígszínház hangosítója
- Vargáné Kozma Edit, a Szolnoki Szakképzési Centrum Kreatív Technikum és Szakképző Iskola igazgatóhelyettese
- Vasasné Fűzi Edit, az Északerdő Zrt. jogtanácsosa
- Vass Mátyás, a Szerencsi Szakképzési Centrum Tiszaújvárosi Brassai Sámuel Technikum és Szakképző Iskola szakirányú oktatásért felelős igazgatóhelyettese, szakmai oktatója
- Veisz Endréné, a pápai Szent Anna Római Katolikus Óvoda nyugalmazott vezetője
- Virágh Ildikó, a Kodolányi János Egyetem Rektori Hivatalának kommunikációs vezetője, a Vörösmarty Rádió korábbi főszerkesztője
- Vitális Sándor, a chicagói Szent István Király Római Katolikus Templom Egyháztanácsának elnöke

Katonai tagozat
- Balogh Sándor címzetes büntetés-végrehajtási főtörzszászlós, a Fővárosi Büntetés-végrehajtási Intézet Előállító Osztályának biztonsági főfelügyelője
- Bartos Tamás címzetes tűzoltó főtörzsőrmester, a Komárom-Esztergom Megyei Katasztrófavédelmi Igazgatóság Esztergomi Katasztrófavédelmi Kirendeltség Esztergomi Hivatásos Tűzoltó-parancsnokságának beosztott tűzoltója
- Erdélyi Tibor címzetes tűzoltó törzszászlós, a Jász-Nagykun-Szolnok Megyei Katasztrófavédelmi Igazgatóság Szolnoki Katasztrófavédelmi Kirendeltség Szolnoki Hivatásos Tűzoltó-parancsnokságának szerparancsnoka
- Gál István nyugállományú repülő ezredes, a Magyar Veterán Repülők Szövetségének elnöke
- Kiss István címzetes büntetés-végrehajtási főtörzszászlós, a Borsod-Abaúj-Zemplén Megyei Büntetés-végrehajtási Intézet körlet-főfelügyelője
- Meilinger Attila rendőr főtörzszászlós, a Tolna Megyei Rendőr-főkapitányság Tamási Rendőrkapitányság Hőgyészi Rendőrőrsének körzeti megbízottja
- Osgyáni László rendőr főtörzszászlós, a Pest Megyei Rendőr-főkapitányság Ceglédi Rendőrkapitányság Bűnügyi Osztálya Bűnüldözési Alosztályának nyomozója
- Szilágyiné Klárik Hajnalka címzetes büntetés-végrehajtási főtörzszászlós, a Budapesti Fegyház és Börtön Biztonsági Osztályának biztonsági segédelőadója
- Téglás Gyula címzetes büntetés-végrehajtási őrnagy, a Tiszalöki Országos Büntetés-végrehajtási Intézet főelőadója
- Tóth Tibor címzetes rendőr főtörzszászlós, a Borsod-Abaúj-Zemplén Megyei Rendőr-főkapitányság Miskolci Rendőrkapitányság Közrendvédelmi Osztály Járőr- és Őrszolgálati Alosztályának járőrparancsnoka

### 2020
Polgári tagozat
- Alexandrovici Bottyán Éva, a Saskatooni Magyar Egyesület elnöke, a Saskatoon Animal Control Agency tulajdonosa
- Alvári Ferenc okleveles mérnöktanár, a Miskolci Szakképzési Centrum nyugalmazott szakmai főigazgató-helyettese
- B. Tóth Ferenc László, a Prompt Kft. ügyvezetője, a kecskeméti Hírös Lovarda alapítója, az Építéstudományi Egyesület Pest megyei szervezetének volt titkára
- Báhner Péter, az Újszínház ügyelője, színésze
- Bakos Zsuzsanna, a Magyar Református Szeretetszolgálat Alapítvány szakmai vezetője
- Balogh Maja, a Mátraterenyei Közös Önkormányzati Hivatal nyugalmazott jegyzője
- Bártfay Rita Judit, az Újszínház dramaturgja
- Bukvai Albertné, a Vas Megyei Szakképzési Centrum Oladi Szakgimnáziuma és Szakközépiskolájának gyakorlati oktatásvezetője, a Vas Megyei Kereskedelmi és Iparkamara korábbi alelnöke
- Czigler Tibor pedagógus, a Rahói Járási Tanfelügyelőség főmódszerésze
- Czirják Károly helytörténész, a dr. Urmánczy Nándor Egyesület elnöke
- Csáfordi Dénes, Hajdúhadház város polgármestere
- Csorvási Gábor, a Müpa Budapest Nonprofit Kft. főmérnöke
- Dely Géza, a Nem Adom Fel Alapítvány kuratóriumi elnöke
- Gaál Judit, a Müpa Budapest Nonprofit Kft. vezető művészeti titkára
- Dr. Gabler Júlia, a Balaton-felvidéki Nemzeti Park Igazgatóság Jogi, Igazgatási és Birtokügyi Osztályának vezetője
- Gál Erika operaénekes
- Gáspár András nyugalmazott vegyészmérnök, a Magyar Kultúra Lovagja
- Gnandt János József festőművész, díszlettervező, a Békéstáji Művészeti Társaság elnöke, a Békéscsabai Jókai Színház festőtárának volt vezetője
- Gyarmati Zoltán sütőmester, a szerencsi Gyarmati Pékség tulajdonosa
- Hajdu Imre helytörténész, Sárospatak volt önkormányzati képviselője
- Hajdú László Sándor, a Regio-Kom Térségi Kommunális Szolgáltató Nonprofit Kft. ügyvezető igazgatója, Jászkisér város volt polgármestere
- Hajnal Éva, a Magyar Nemzeti Balett korrepetitora
- Dr. Herczig Béla, a Monarchia Bélyeges Tégla Gyűjtők Egyesületének alapítója és tiszteletbeli elnöke
- Herédi Mária, a Montreali Magyar Iskola egykori tanára, a Magyar Cserkészszövetség montreali 37. számú Szent Margit leánycserkészcsapatának egykori parancsnoka
- Kiss Albert dizájntervező reklámgrafikus, belsőépítész
- Kocsis Tibor nyugalmazott erdőmérnök, a vancouveri University of British Columbia Faculty of Forestry alumni magyar csoportjának vezetője
- Kontra Éva Sára, a Magyarok Nagyasszonya Társaság első általános elöljárója, az Időskorúak Árpád-házi Szent Erzsébet Szociális Otthonának volt intézményvezetője
- Dr. Korentsy Endre Péter, a Müpa Budapest Nonprofit Kft. produkciós igazgatója
- Kovács István, a Szociális Gyermekvédelmi Főigazgatóság mentora, a mohácsi Tambura Rajkó Zeneiskola alapítója
- Dr. Kováts Miklós, a kassai Szakkay József Szakközépiskola nyugalmazott pedagógusa
- Kozma András dramaturg, műfordító
- Laczkó Pető Mihály festőművész, a mezőkövesdi Takács István Gyűjtemény vezetője
- Dr. Libárdi Péter, a Budapest XIV. kerületi Szent István Gimnázium magyar nyelv és irodalom szakos tanára, volt igazgatóhelyettese
- Lógó Tibor, a Honvéd Férfikar szólamvezető énekművésze, az Országúti Ferences Plébánia karnagya
- Marco van den Boomgaard
- Dr. Matuska László, a Jász-Nagykun-Szolnok Megyei Kormányhivatal Mezőtúri Járási Hivatal Élelmiszerlánc-biztonsági és Állategészségügyi Osztályának nyugalmazott osztályvezető főállatorvosa
- Dr. Molnár Erika Erzsébet, a Szegedi Tudományegyetem Természettudományi és Informatikai Kar Biológiai Intézete Embertani Tanszékének adjunktusa
- Molnár László, a Kárpátaljai Magyar Kulturális Szövetség titkára
- Dr. Pap Béla, Jászboldogháza község alpolgármestere, a CID Mezőgazdasági és Kereskedelmi Kft. ügyvezetője
- Pénzes Ottó helytörténész, író, a mátészalkai Képes Géza Általános Iskola intézményvezetője, a mátészalkai Fényes Napok Fesztivál alapító szervezője
- Dr. Pohánka Zsuzsanna Katalin, a Nemzeti Kutatási, Fejlesztési és Innovációs Hivatal Támogatásszabályozási és Ellenőrzési Főosztályának vezetője
- Radnai István okleveles agrármérnök, a Kaposvári Egyetem Agrár- és Környezettudományi Kara Állattudományi Intézetének pályázatkezelési és pénzügyi referense, a Nyúl Terméktanács egykori elnökhelyettese
- Rátkai Sándor Imre gépészmérnök, az MVM Paksi Atomerőmű Zrt. Öregedéskezelési Osztályának vezetője
- Rőser Orsolya Hajnalka operaénekes
- Sáhó Béla, a Váci Szakképzési Centrum Petőfi Sándor Gimnáziuma, Gépészeti Szakgimnáziuma és Kollégiumának tanára, egykori igazgatóhelyettese
- Schellenberger Lajos, az Észak-magyarországi Vízügyi Igazgatóság Műszaki Biztonsági Szolgálatának szolgálatvezetője
- Smál-Szilaj Gábor színművész, a Váci Dunakanyar Színház produkciós vezetője
- Soós András, a Sydney-i Magyar Református Egyházközösség főgondnoka
- Dr. Szabó Annamária, a Magyar Tudományos Akadémia Titkársága Főtitkári és Főtitkárhelyettesi Titkárságának főosztályvezetője
- Dr. Szabó Valéria fogorvos, a pátyi Naplemente Idősek Otthona vezetője, tulajdonosa
- Szakál László zongorista, zeneszerző, a Nemzeti Cirkuszművészeti Központ Nonprofit Kft. zenekarvezetője
- Szigeti Imre Jenő, a Veszprémi Szakképzési Centrum Közgazdasági és Közigazgatási Szakgimnáziumának középiskolai tanára, volt igazgatóhelyettese
- Szilágyiné dr. Tóth Tímea, a Honvédelmi Minisztérium Jogi Főosztályának ügyintézője,
- Szűcs László, Debrecen Megyei Jogú Város Polgármesteri Hivatala Gazdálkodási Főosztályának vezetője
- Szücsné Balázs Julianna, az Érdi Szakképzési Centrum Kossuth Zsuzsanna Szakképző Iskolája és Kollégiumának igazgatóhelyettese
- Tóth Tünde, Szolnok Megyei Jogú Város Intézményszolgálatának gazdasági vezetője, igazgatóhelyettese
- Dr. Török Péter családorvos, a Magyar Schönstatti Családmozgalom vezetőségének tagja, a Regnum Marianum közösségben a Domus Mariae Helyiregnum alapítója, Mány község korábbi alpolgármestere
- Turba László cserkésztiszt, korábbi válogatott birkózó
- Vághelyiné Szóka Ágnes, a Magyar Állami Operaház ügyelője
- Vankó Dániel, a Müpa Budapest Nonprofit Kft. szcenikai igazgatója
- Vass Zoltán, a Vajdasági Magyar Cserkészszövetség volt vezetőtisztje
- Véghely Tamás Józsefné, a budapesti Kastélydombi Általános Iskola nyugalmazott intézményvezetője, a Vasvári Pál Polgári Egyesület alelnöke
- Dr. Vörös Géza Csaba, a Tolna Megyei Kormányhivatal Szekszárdi Járási Hivatal Agrárügyi és Környezetvédelmi Főosztálya Növény- és Talajvédelmi Osztályának vezetője
- Wellmann Nóra muzeológus, a Magyar Állami Operaház emléktárosa
- Zsákai Tibor, a Nemzeti Filharmonikusok nagybőgőművésze

### 2019
Polgári tagozat
- Angela Tosheva Tosheva zongoraművész,
- Antal Zsolt táncművész, táncoktató, koreográfus, a Hargita Nemzeti Székely Népi Együttes tagja,Ámon Antal Pál, a Magyar Politikai Foglyok Szövetsége Hagyományőrző tagozatának vezetője,
- Aradvári Lászlóné, a Tündérrózsa Gyermek-néptánccsoport alapítója és örökös tiszteletbeli művészeti vezetője,
- Árvayné Dani Judit, az Országgyűlés Hivatala Törvényhozási Igazgatósága Gyorsíró Irodájának osztályvezetője,
- Baczur Magdolna Mária, a Németországi Magyar Szervezetek Szövetségének elnökségi tagja és pénztárosa,
- Bagoly László, a békési dr. Hepp Ferenc Általános Iskola Alapfokú Művészeti Iskolájának vezetője,
- Balogh Gábor, a Csemadok közép-szlovákiai regionális alelnöke, a Csemadok Nagykürtösi Területi Választmányának elnöke,
- Dr. Balog-Sípos Éva, a Los Angeles-i 49. számú Árpádházi Boldog Erzsébet Leány Cserkészcsapat parancsnoka,
- Barabás Ákos, az Országos Vízügyi Főigazgatóság szakmai főtanácsadója,
- Baranyi László brácsaművész, a 100 Tagú Cigányzenekar tagja,
- Bárász Péter műfordító,
- Batári Antal Németh László-díjas pedagógus, az Egri Dobó István Gimnázium nyugalmazott tanára,
- Id. Báthor Pál, a Jászapáti Önkéntes Tűzoltó Egyesület elnöke, a Jász-Nagykun-Szolnok Megyei Tűzoltók Szövetségének tagja,
- Békésiné Katona Tünde, a Szolnoki Szent-Györgyi Albert Általános Iskola pedagógusa,
- Bekő József, a Bekő Tours Kft. ügyvezetője,
- Bereczkiné dr. Záluszki Anna, az Eötvös Loránd Tudományegyetem Tanító- és Óvóképző Kara Magyar Nyelvi és Irodalmi Tanszékének adjunktusa,
- Berki Károly, a Kárpátaljai Magyar Pedagógusszövetség nyugalmazott irodavezetője,
- Boa Sándor, a volt Zalaerdő Rt. nyugalmazott műszaki osztályvezető főmérnöke, Nagykanizsa Megyei Jogú Város Önkormányzat Idősügyi Tanácsának alelnöke és a Zala Megyei Idősügyi Tanács alelnöke,
- Bokor Erika, az amerikai egyesült államokbeli Magyar Baráti Közösség gondnokhelyettese, tanácstagja,
- Boros László mesterszakács,
- Bucsok Lajos, a KMKK Középkelet-magyarországi Közlekedési Központ Zrt. Nógrád megyei forgalmi igazgatója,
- Demeter Edit Julianna, a Nemzeti Agrárkutatási és Innovációs Központ Halászati Kutatóintézetének nyugalmazott tudományos munkatársa,
- D. Nagy Zsóka, a Magyar Tudományos Akadémia Szegedi Biológiai Kutatóközpontjának nyugalmazott gazdasági igazgatója,
- David Milne Leclair, az O&GD Central Kft. ügyvezetője,
- Décsi Endre Pálné, a Budaörsi Ipartestület titkára,
- Drozgyik József, a DMRV Duna Menti Regionális Vízmű Zrt. fenntartási főmérnöke,
- Dubai-Soós Gabriella, a Belügyminisztérium Ellenőrzési Főosztályának ügyintézője,
- Éberling Tímea Erzsébet, a Baden-Württembergi Konzuli Magyar Iskola vezetője,
- Erős Cecília, az ingolstadti Petőfi Kör Magyar Kultúregyesület elnöke, az ingolstadti Hétvégi Magyar Iskola és Óvoda vezetője,
- Falusi Béla mestercukrász,
- Farkas Mihály, a MOFÉM Fúvószenekar volt vezetője, a Mosonyi Mihály Zenei Alapfokú Művészeti Iskola nyugalmazott igazgatója,
- Fazekas-Schnepel Mária Magdolna, a Maria és Walter Schnepel Kulturális Alapítvány alapítója,
- Fehér Károly, a Közép-Tisza-vidéki Vízügyi Igazgatóság Árvízvédelmi és Folyógazdálkodási Osztályának kiemelt műszaki referense és igazgatósági főgépésze,
- Ferencz Sándor Csaba karnagy, a nyárádszeredai Bocskai István Dalkar vezetője, a Nyárádszeredai Elméleti Líceum nyugalmazott zenetanára,
- Fodor István Ferenc nyugalmazott könyvtáros, helytörténész,
- Francz Ignác, a Kárpátaljai Magyar Kulturális Szövetség választmányi tagja, a Kárpátaljai Magyar Kulturális Szövetség Kőrösmezői Alapszervezetének elnöke,
- Frigyesy Ágnes újságíró, a Budapesti Székely Kör elnöke,
- Futóné dr. Kartai Zsuzsanna, a Baranya Megyei Rendőr-főkapitányság Humánigazgatási Szolgálat Egészségügyi és Pszichológiai Alosztályának pszichológusa,
- Gabona Ferenc, a Don Bosco Családok Egyesületének alelnöke, a Vajdasági Magyar Cserkészszövetség elnöke és alapító tagja,
- Gáspár Attila Béla zenetanár, közíró, szerkesztő,
- Gasztonyi Éva geológus, a Bükki Nemzeti Park Igazgatóság Földtani és Tájvédelmi Osztályának nyugalmazott osztályvezetője, a Bükki Természetvédelmi, Kulturális és Ökoturisztikai Alapítvány kuratóriumi elnöke,
- Guan Xin, a Kínai Népköztársaság Kulturális és Turisztikai Minisztériuma Nemzetközi Kapcsolatok és Együttműködések Főosztálya Kelet-európai és Közép-ázsiai Ügyek Osztályának vezetője,
- Gubicz András nyugalmazott agrármérnök, a Jászkisériek Baráti Egyesületének alapító tagja,
- Hóbor Sándor, az Egri Dobó István Gimnázium tanára, a Mátrai Tibor Középiskolai Fizikaverseny alapítója,
- Holocsy Krisztina színművész,
- Horváth Attila előadóművész, az Óbudai Népzenei Iskola zenetanára,
- Iztok Kovač táncművész, koreográfus, az EnKnap Group művészeti vezetője,
- Jendrics Gábor, a Hagyományok Háza Színpadtechnikai Műszaki Osztályának vezetője,
- Jonka Marinova Najdenova, a Bolgár Tudományos Akadémia Irodalomtudományi Intézete Összehasonlító Irodalomtudományi Osztályának vezetője,
- Juhász Attila, a NISZ Nemzeti Infokommunikációs Szolgáltató Zrt. kormányzati adatközpont és infrastruktúra üzemeltetési igazgatója,
- Dr. Kálmán László szülészorvos, a Szlovákiai Magyar Cserkészszövetség tagja,
- Kardosné Faragó Edit, a SZOLLAK Vagyonkezelő Kft. gazdaságvezetője,
- Kardos Olga Klára képzőművészet- és designtanár,
- Karkus János, a Nemzeti Agrárgazdasági Kamara Heves megyei általános agrárgazdasági ügyekért felelős alelnöke, a K64 FARM Kft. ügyvezetője,
- Kertész Péterné, a Szolnoki Városfejlesztő Nonprofit Zrt. stratégiai tervezésért felelős projektmenedzsere,
- Khell Levente László, az aradi Csiky Gergely Főgimnázium pedagógusa,
- Kis Zoltán, a Magyar Állami Népi Együttes tagja,
- Dr. Kiss Ákosné, a Dél-afrikai Magyar Szövetség elnökhelyettese,
- Kiss Ferenc, a Szolnoki Műszaki Szakképzési Centrum szakmai főigazgató-helyettese,
- Kiss Mihályné Németh Ágnes, a Magyar Tudományos Akadémia Titkárságának pályázati szakreferense,
- Kissné Vincze Erzsébet, Szolnok Megyei Jogú Város Polgármesteri Hivatala Szervezési Osztályának osztályvezetője,
- Kiszely Imréné, Besenyszög Város Önkormányzat Képviselő-testülete Pénzügyi és Településgazdálkodási Bizottságának külsős tagja, a Besenyszögért Alapítvány alapítója és kuratóriumi tagja,
- Kocsonya Kálmán, a Felcsúti Letenyey Lajos Gimnázium, Szakgimnázium és Szakközépiskola szakmai igazgatóhelyettese, vendéglátás-szakoktatója,
- Dr. Komáromi György, a Radnóti Miklós Színház gazdasági igazgatója, a Budapesti Gazdasági Egyetem Pénzügyi és Számviteli Kara Pénzügy Tanszékének egyetemi docense,
- Kovács Katalin, Kaposvár Megyei Jogú Város Polgármesteri Hivatala Környezetfejlesztési Igazgatóságának igazgatója,
- Kovács László, a Kunsági Borvidék Hegyközségi Tanácsának nyugalmazott titkára,
- Kökény Gábor, a Jászapáti Városi Könyvtár és Művelődési Központ nyugalmazott vezetője,
- Krizsánné Kmetovics Ilona, a Bács-Kiskun Megyei „Bárka” Integrált Szociális Intézmény megbízott vezetője,
- Krüzsely Gábor festőművész,
- Kühne Gábor, a Heves Megyei Hírlap főszerkesztője,
- Lakatos Zsolt, az Együtt, Szebb Jövőért Roma-Magyar Közhasznú Egyesület elnöke,
- Ledó Ferenc, a Délalföldi Kertészek Szövetkezetének nyugalmazott elnöke,
- Dr. Marosi-Rácz Julianna, Debrecen Megyei Jogú Város Polgármesteri Hivatala Humán Főosztályának főosztályvezetője,
- Maróti Pál István, a Tiszaalpári Árpád Fejedelem Általános Iskola tanára,
- Marshall Tamás, a Külföldi Magyar Cserkészszövetség New York-i Körzetének csapatfejlesztési vezetőtisztje,
- Máté János, a magyar nemzeti válogatott egykori labdarúgója, a gyulai Göndöcs Benedek Középiskola és Kollégiumai volt tanára,
- Mészáros János István, a Magyar Túrasport és Terepfutó Szövetség alapítója és volt elnöke,
- Mészáros Mihályné, Szolnok Megyei Jogú Város Önkormányzata Egészségügyi és Bölcsődei Igazgatóságának igazgatója,
- Mihály János történész, a Nemzetstratégiai Kutatóintézet munkatársa,
- Mikesz Csaba, a Magyar Közút Nonprofit Zrt. műszaki vezérigazgató-helyettese,
- Milković Gabriella, a Magyar Állami Operaház – Magyar Nemzeti Balett nemzetközi kulturális menedzsere,
- Mocsári Dezső, a piliscsabai Páduai Szent Antal Általános Iskola, Gimnázium és Alapfokú Művészeti Iskola tanára,
- Módos János birkózóedző,
- Dr. Molnár Mária Magdolna fogszabályozó szakorvos, a Pro Humanitate Kft. ügyvezető igazgatója,
- Nagy Géza, a KRIKK Kft. birtokigazgatója, a Nagy Lovas Kft. társtulajdonosa,
- Nagy Ottó, a Budapesti Operettszínház gondnoka,
- Nagy-Kovács Géza, a pécsi Bóbita Bábszínház báb- és díszlettervezője, szcenikusa,
- Nemerkényiné Hidegkuti Krisztina, a Testnevelési Egyetem Tanárképző Intézete Sportszaknyelvi Lektorátusának mesteroktatója, nyelvtanár,
- Dr. Neparáczki Endre Dávid, a Szegedi Tudományegyetem Természettudományi és Informatikai Kar Biológia Intézete Genetikai Tanszékének tudományos munkatársa,
- Dr. Oravecz László, a Belügyminisztérium Szabályozási Főosztályának vezetője,
- Dr. Orosz János, Hejőbába község háziorvosa,
- Ottlik Márta Laura, a Budapesti Operettszínház címzetes magántáncosa,
- Palik Zoltán Sándor, az Esély és Részvétel Közhasznú Egyesület szakmai vezetője,
- Pandur Gábor, az Épkar Zrt. építésvezetője,
- Pécsi L. Dániel jelképművész,
- Pekár Tibor hegedűművész, nyugalmazott zenepedagógus, a Szabadkai Filharmónia és a Szabadkai Kamarazenekar volt koncertmestere,
- Dr. Petlyánszki Gábor Tibor, a Szabolcs-Szatmár-Bereg Megyei Rendőr-főkapitányság Humánigazgatási Szolgálata Egészségügyi és Pszichológiai Alosztályának alosztályvezető főorvosa,
- Radics Sándor cimbalomművész,
- Révészné dr. Csehy Erzsébet, a Magyar Államvasutak Zrt. Jogi Igazgatóságának pályahálózat-működtetési jogi vezetője,
- Dr. Rochlitz Zsuzsanna orvos, családterapeuta, mentálhigiénés szakember és kommunikációs tréner,
- Ruszina Szabolcs, a budapesti Kolibri Gyermek- és Ifjúsági Színház színművésze, bábszínművésze,
- Safár Gabriel, a Budapest Bábszínház mechanikai műhelyének vezetője,
- Sátor Géza László, a Győri Szolgáltatási SZC Krúdy Gyula Gimnáziuma, Két Tanítási Nyelvű Középiskolája, Turisztikai és Vendéglátóipari Szakképző Iskolájának szakoktatója,
- Sebestyénné Horváth Margit, a zalaegerszegi Deák Ferenc Megyei és Városi Könyvtár igazgatóhelyettese,
- Sikolya Zsolt István, a Nemzeti Hírközlési és Informatikai Tanács szakértője,
- Dr. Somfai Zoltán, az Országgyűlés Hivatala Külügyi Igazgatósága Protokoll Irodájának főosztályvezetője,
- Dr. Szirmák Szilárdné, a volt 12. sz. Ipari és Kereskedelmi Szakközépiskola és Szakmunkásképző nyugalmazott tanára,
- Tamasi Antalné, Eger Megyei Jogú Város Polgármesteri Hivatala Gazdasági Iroda Költségvetési Csoportjának vezetője,
- Terbe Ákosné, a Kiskunfélegyházi Dózsa György Általános Iskola intézményvezetője,
- Dr. Thirring Viola színművész,
- Tóth Karolina, az egri Gárdonyi Géza Színház táncművésze,
- Török András, a Szlovákiai Magyar Cserkészszövetség Mária Út koordinátora, a Szövetségi Cserkésztanács volt elnöke,
- Túriné Kovács Márta, Békéscsaba Megyei Jogú Város Polgármesteri Hivatala Oktatási, Közművelődési és Sport Osztályának vezetője,
- Turócziné Pesty Ágnes, a Budai Ciszterci Szent Imre Gimnázium szervezési igazgatóhelyettese,
- Vahalcsik Attila, a Herman Ottó Intézet Nonprofit Kft. titkárságvezetője,
- Vágvölgyi Márta, a Néprajzi Múzeum nyugalmazott gazdasági igazgatója,
- Várhelyi Miklós Ferenc mesterszakács, a Budapesti Komplex Szakképzési Centrum Szamos Mátyás Szakgimnáziuma és Szakközépiskolája szakács szakoktatója,
- Varga Zsuzsanna Emília néptánc- és népdaloktató,
- Dr. Vass Vilmos orvos, a Magyar Egészségügyi Társaság Muravidéki Tagozatának vezetője,
- Vicei Károly, a zentai Térzene Irodalmi és Művészeti Társaság elnöke,
- Dr. Völgyi István háziorvos, a jászapáti Dr. Völgyi és Társa Háziorvosi Bt. ügyvezetője,
- Zagyva Natália, a Folkrádió szerkesztője, a Hagyományok Háza informatikai koordinátora,
- Zsarnóczay István, a Zsámbéki Medence Tájvédelmi Egyesületének tiszteletbeli elnöke,

### 2018
Polgári tagozat
- Balla Zsuzsánna, zongoraművész, zongoratanár, Michigan, USA
- Aczél András, a Magyar Állami Operaház játékmestere, rendezője
- Berecz Balázs, a Börtöncursillos Titkárság világi koordinátora
- Csősz Katalin, a Magyar Egészségügyi Szakdolgozói Kamara Országos Védőnői Szakmai Tagozatának vezetője, a Józsefvárosi Szent Kozma Egészségügyi Központ területi vezető védőnője
- Darázs István, a Jászberényi SE Korcsolya Szakosztályának korábbi elnöke
- Habán Zsuzsanna, a Siketek és Nagyothallók Országos Szövetségének szakmai vezetője
- Haramia László gyógymasszőr
- Illés Rudolf, a Sportegyesületek Országos Szövetségének volt elnökségi tagja
- Juhász Ibolya bábművész, színésznő
- Kalmár Andrea, a Szolnoki Szolgáltatási Szakképzési Centrum főigazgatója
- Királyhidi Dorottya, a Siketvakok Országos Egyesületének főtitkára, gyógypedagógus
- Lázár Csaba, színművész, rendező, a Magyar Katolikus Rádió vezető bemondója
- Salamon Hugó, A Vértes Agorája szakmai igazgatója - Agora Nonprofit Kft. (Tatabánya)
- Dr. Sohajda Attila, a Magyar Gyógyszerészi Kamara alelnöke, a berettyóújfalui Gróf Tisza István Kórház Intézeti Gyógyszertárának vezetője
- Dr. Szabó Károlyné Tisóczky Mária, a Békéscsabai Jókai Színház művészeti főtitkára és titkárságvezetője, a Magyar Teátrum Közhasznú Nonprofit Kft. ügyvezető igazgatója
- Sziszák Katalin Julianna, a Békés Megyei Szociális, Gyermekvédelmi Központ és Területi Gyermekvédelmi Szakszolgálat igazgatója
- Takácsné Pollák Rita, a győri Harmónia Alapfokú Művészeti Iskola ének-zene tanára
- Tóth Pál, az MVM Paksi Atomerőmű Zrt. műszaki főosztályvezetője,
- Torma Gábor, a Budapest Bábszínház műszaki vezetője
- Fackelmann János, a Magyar Galamb- és Kisállattenyésztők Országos Szövetségének örökös tiszteletbeli tagja, a szövetség elnökségének tagja
- Filipovits Rajmund, a szentpéterfai Integrált Közösségi Szolgáltató Tér Művelődési Ház és Könyvtár kultúrfelelős munkatársa, a Horvát Nemzetiségi Önkormányzat szentpéterfai alelnöke
- Gyenes István, a kecskeméti Gyenes Kertészet tulajdonosa, kertésztechnikus
- Horváth Gábor, a Kertész Táncegylet Kulturális Egyesület vezetője, építészmérnök
- Mészáros András, a Balaton-felvidéki Nemzeti Park Igazgatóság természetvédelmi őre
- Rajna István, galambtenyésztő, a Magyar Galamb- és Kisállattenyésztők Országos Szövetsége észak-dunántúli területi képviselője
- Reisinger Attila író
- Szabó Imre, kosárfonó népművész

### 2017
Polgári tagozat
- Ágfalvi György Sándor táncművész, koreográfus, a Magyar Állami Népi Együttes férfi tánckari asszisztense, a budapesti Liget Táncegyüttes művészeti vezetője
- Boros Ildikó Harangozó Gyula-díjas táncművész, a Magyar Állami Operaház magántáncosa
- Gáspár Álmos zenész, a Duna Művészegyüttes és a Kormorán Együttes zenekari tagja
- Ilonkáné Baranyi Zsuzsanna, a Jászberényi Nagyboldogasszony Katolikus Óvoda, Kéttannyelvű Általános Iskola, Középiskola és Kollégium igazgatóhelyettese és tanára, a Jászkürt Diák Sportegyesület vezetője
- Kepler Erzsébet, Tahitótfalu Község Önkormányzata Szociális Bizottságának tagja
- Lelkes András, a HANGVETŐ Zenei Terjesztő Társulás Kft. ügyvezetője
- Liber Endre, a HANGVETŐ Zenei Terjesztő Társulás Kft. művészeti igazgatója
- Lévay Andrea táncművész, a Magyar Állami Népi Együttes tagja
- Megyesi Csilla, a VERITAS Történetkutató Intézet titkárságvezetője, a Magyar Fiatalok Határok Nélkül Alapítvány kurátora
- Pálosi István mozdulatművész-táncművész, koreográfus, táncpedagógus, a Magyar Mozdulatművészeti Társulat igazgatója, a Budapest Táncművészeti Stúdió Szakgimnázium balettmestere és tanára,
- Pátkai Balázs Harangozó Gyula-díjas táncművész
- Sárközi András zenész, a Rajkó Művészegyüttes tagja
- Takács Tamás Péter tervezőgrafikus
- Tatai Zsolt, a Budapest Bábszínház bábszínésze
- Toldi József Attila zenész, a 100 Tagú Cigányzenekar szólamvezetője
- Varga János koreográfus, a Lartis Nonprofit Kft. ügyvezetője, a soproni Ürmös néptáncegyüttes alapítója, a Maros Művészegyüttes koreográfusa, a Zalai Táncegyesület művészeti vezetője és koreográfusa,
- Végh Tamás, táncművész, a Duna Művészegyüttes szólistája,
- Weyer Balázs, a HANGVETŐ Zenei Terjesztő Társulás Kft. programigazgatója

### 2016
Polgári tagozat
- Ács Imre, a Kecskeméti Szakképzési Centrum Széchenyi István Idegenforgalmi, Vendéglátóipari Szakközépiskola és Szakiskola tanára, mesterpedagógus,
- Horváth Anikó, a zalaegerszegi Deák Ferenc Megyei és Városi Könyvtár gyermekkönyvtárosa,
- Horváthné Pőr Csilla, a Pannon Egyetem Georgikon Kar Könyvtár és Levéltárának igazgatója, a Dékáni Titkárság vezetője,
- Hajmási Éva paralimpiai ezüst- és bronzérmes, világ- és hatszoros Európa-bajnok tőr- és kardvívó
- Lőrincz Sándor, újságíró, író, a Szociális és Gyermekvédelmi Főigazgatóság Somogy Megyei Kirendeltségének vezető főtanácsosa,
- Magony Enikő, a Pesti Magyar Színház korrepetitora és zongoristája,
- Magyari László, az Emberi Erőforrások Minisztériuma Debreceni Javítóintézetének megbízott igazgatója,
- Pasztircsák Polina, a Magyar Állami Operaház operaénekese,
- Pekárik Géza, az MVM Paksi Atomerőmű Zrt. műszaki igazgatója,
- Ráczné Weisz Mária, a szolnoki Széchenyi István Gimnázium intézményvezető-helyettese,
- Sárközi Béla, előadóművész, zenekarvezető, prímás,
- Wroczinskyné dr. Mihók Olga, volt belgyógyász szakorvos, háziorvos,
- Szeredy Krisztina, operaénekes.
- Tasnádi Edit, turkológus, műfordító[29]

### 2015
Polgári tagozat
- Ábelné Egyed Eleonóra, Szolnok Megyei Jogú Város Polgármesteri Hivatala, Oktatási, Kulturális és Sport Osztályának vezetője
- Baumgartner Sándor, a Radnóti Miklós Színház fővilágosítója
- Dr. Dura Gyula, az Országos Környezetegészségügyi Intézet megbízott főigazgatója
- Endrődi Anna Sarolta, a Honvéd Együttes táncosa, koreográfus, a Kertész Táncegylet művészeti vezetője
- Dr. Erdős Ferenc József, a Magyar Nemzeti Levéltár Fejér Megyei Levéltárának nyugalmazott igazgatója
- Farkas Nándor, a 100 Tagú Cigányzenekar Országos Kulturális és Közművelődési Egyesület elnöke
- Fehér János, a Filharmónia Magyarország Nonprofit Kft. irodavezetője
- Juhász István, a Budapest XIV. kerületi Szent István Gimnázium tanára,
- Juratsek Julianna, a Magyar Állami Operaház Magyar Nemzeti Balett címzetes magántáncosa
- Király Róbert szobrászművész
- Dr. Kiss Boáz, a Csákvári Református Egyházközség lelkésze, a Magyar Népfőiskolai Kollégium alapítója és ügyvezető elnöke
- Kő Edit, a Magyar Rajzfilm Kft. rendezőasszisztense, gyártásvezetője, producere
- Nagy Miklós, építészeti csoportvezető, művezető
- Nagy Sándor István, filmrendező, a Független Nemzeti Filmalkotók Közösségének alapító tagja
- Ökrös Károly klarinétművész
- Péli Róbert, az ExperiDance Társulat táncművésze, tánckari asszisztense
- Radics József, zenész, előadóművész
- Rajki István, az Orosházi Férfi Kézilabda Sportegyesület elnöke
- Réti János, a Tiszaújvárosi Sportklub Súlyemelő Szakosztályának vezetőedzője, elnökségi tagja
- Rezsnák Miklós, előadóművész, nótaénekes
- Dr. Rózsa András, a Nemzeti Kulturális Örökség Védelmi Nonprofit Kft. ügyvezető igazgatója
- Sáfár Orsolya, a Magyar Állami Operaház szerződéses magánénekese
- Sebestény Barbara és Kaszásné Halmi Ildikó, a Duna Művészegyüttes táncos szólistái
- Sprok Antal, a Sprok Szobor-Bútor Kft. ügyvezetője
- Struve Gabriella, hivatali koordinátor, titkárságvezető
- Szabó Csilla, a Corvin Művelődési Ház - Erzsébetligeti Színház igazgatója
- Tóth Istvánné, a Jósa András Múzeum nyugalmazott gazdasági igazgatója
- Vajna Katalin zenetanár, karnagy, a szolnoki Ádám Jenő Zeneiskola - Alapfokú Művészeti Iskola igazgatóhelyettese
- Varga Márta, gyermekvédelmi és gyámügyi ügyintéző
- Dr. Varjuné dr. Fekete Ildikó, a Klebelsberg Intézményfenntartó Központ Budapest XVII. Tankerületének igazgatója, a Közoktatási Szakértők Országos Egyesületének alapító tagja
- Zrínyi Miklós, a Magyar Kick-Box Sportági Országos Szakszövetség szakmai igazgatója

Ugyancsak augusztus 20-a alkalmából kapták kézhez a kitüntetést:
- Guy Schiltz, Heffingen község volt önkormányzati képviselője, a Csókakő–Heffingen Baráti Társaság alapítója
- Kaposvári György Kálmán mérnök, ipari formatervező, a Stichting Helpende Hulp és a Stichting Hulp aan Roemenie segélyszervezetek tagja
- Ruzitska Judith Viktória, az Orange County Magyarok kulturális szervezet alapítója és vezetője,
- Soltész Péter festőművész, az ungvári Munkácsy Mihály Képzőművészeti Egyesület alapító tagja és társelnöke
- Sütő Mihály, az Ungvári Művészeti és Közművelődési Koledzs koreográfusa,
- Szaso Hrisztov Szajkov, a DZU AD Igazgatótanácsának elnökhelyettese, a Videoton Sztara Zagora-i képviselője, a Bolgár–Magyar Kereskedelmi Kamara alapítója és vezetőségi tagja,
- Török Tünde, a Montreali Magyar Iskola igazgatója.

### 2014
Polgári tagozat
- Dr. Balásházy Mária Edit, a Budapesti Corvinus Egyetem egyetemi docense, a Gazdasági Jogi Intézet igazgatója
- Bálint Gabriella, a Hódmezővásárhelyi Többcélú Kistérségi Társulás Kapcsolat Központ főigazgatója
- Bekker Gyula, Bartók–Pásztory-díjas kürtművész, a HORN CLASS Nemzetközi Kürtkurzus szervezője
- Dr. Blaskovich Erzsébet, a Fővárosi Szent Imre Kórház nyugalmazott osztályvezető főorvosa
- Borka Gyula egyéni vállalkozó, lakatosmester
- Cser Krisztián, operaénekes
- Csernicskó István filológus
- Csillag Pál, a Magyar Táncművészeti Főiskola adjunktusa
- Deffend Irén, táncos, néptáncpedagógus, a Honvéd Táncszínház tagja
- Éva Mariann a Szent Lukács Gyógyfürdő vezetője
- Hamar Mária, a Semmelweis Ignác Humán Szakképző Iskola igazgatója
- Holb Ibolya, táncpedagógus, koreográfus, táncos
- Jákó János, a SOTE Egészségtudományi Kar, I. sz. Belgyógyászati Klinika igazgatója, professzor emeritus
- Dr. Juhász László, a Debreceni Egyetem Természettudományi és Technológiai Kar Kémiai Intézet Szerves Kémiai Tanszékének egyetemi adjunktusa
- Károly Katalin, a Katona József Színház zenei vezetője
- Dr. Kovács Kornél, a Szegedi Tudományegyetem egyetemi tanára, az UNESCO Environmental Biology Chair vezetője, a Magyar Biogáz Egyesület elnöke, a Magyar Biokémiai Egyesület Biotechnológiai Szakosztály vezetője
- Krassó László újságíró
- Kutyej Pál Albert, nyugalmazott evangélikus lelkésze
- László Boglárka, az Alapvető Jogok Biztosa Hivatalának főosztályvezető-helyettese
- Lengyel Zoltán informatikus, politikus, Munkács volt polgármestere
- Dr. Legoza József, a Hajdú-Bihar Megyei Kormányhivatal Népegészségügyi Szakigazgatási Szerve Sugáregészségügyi Decentrum osztályvezető tisztiorvosa
- Dr. Mentsik Győző, a Budapesti Műszaki és Gazdaságtudományi Egyetem nyugalmazott egyetemi docense
- Mester Viktória, operaénekes
- Mészáros György, a Nyugat-magyarországi Egyetem Faipari Mérnöki Kar nyugalmazott egyetemi docense
- Dr. Nagy András Péter, a Semmelweis Halasi Kórház Kiskunhalas vezető főorvosa
- Nagyné Soós Erika, a Magyar Állami Operaház / Magyar Nemzeti Balett c. magántáncosa
- Nagy Tamás, a Kisfaludy Károly Középiskolai Kollégium intézményvezetője
- Orvosné Barna Mónika, a Magyar Táncművészeti Főiskola főiskolai docense
- Id. Ökrös Tibor, nagybőgős, előadóművész
- Simonné Puskás Judit, a Berczik Sára Budai Táncklub vezetője, koreográfus, táncpedagógus
- Suskovics Péter, fővilágosító
- Szabó Julianna, a Pesti Magyar Színház szabótárvezetője
- Dr. Szeri István, a Tisza Volán Zrt. tanácsadója
- Tóth Bálintné a Boldva és Vidéke Takarékszövetkezet elnöke
- Tóthné Kiss Erzsébet, a Debreceni Egyetem Agrártudományi Központjának hivatalvezetője
- Turnerné Gadó Ágnes, a Karinthy Frigyes Magyar-Angol Két-Tanítási Nyelvű Általános Iskola tanára, tagintézmény-vezető

### 2013
| a díjat kapott személyek névsora… |
| --- |
| Polgári tagozat - B. Szabó Péter gépészmérnök, folyóirat-szerkesztő - Bajnai Ágnes, balett titkár - Büttner György, osztályvezető - Dr. Czimbalmos Istvánné dr. Fehér Edit, igazgató - Csanádi Frigyesné, ügykezelő - Csákó Béla, szcenikus, műszaki vezető - Csáky Mária Magdaléna, táncpedagógus - Dobosi Róbert vállalkozó, önkormányzati képviselő - Dormannsné Simon Erzsébet, nyugalmazott növényvédelmi mikológus - Dunai Ferenc László, osztályvezető - Fejes Lőrinc szakaszmérnökség-vezető - Fekete Józsefné osztályvezető - Fülöp Pál osztályvezető - Dr. Gaál Mihály gyermekgyógyász főorvos, ny. igazgató - Dr. Geri Józsefné, gimnáziumi tanár - Gombai Tamás népzenész - Gorondy Novák Judit, nyelvtanár - Gorza Róbertné, nyugalmazott tisztviselő, irodavezető - Gömöri Éva, táncos szólista - Dr. Gönczi András, nyugalmazott élelmiszerhigiéniai osztályvezető, főállatorvos - Dr. Györgyné dr. Várbíró Márta, humánpolitikai és szervezetfejlesztési vezető - Gyügyi Ödön grafikus, berendező munkatárs - Horváth Ilona, gazdasági vezető - Horváth Imréné, tanulmányi koordinátor - Horváth Miklós, polgármester - Ispánkiné Gede Éva, karvezető, énektanár - Jávorffy Lázok Sándorné dr. Németh Piroska, hivatalvezető - Jobban Ferenc, személyzeti főelőadó - Dr. Kadenczki Lajos, nyugalmazott laboratóriumvezető - Kálmán Péter népzenész, etnográfus, tanár - Kappel Edit lovasedző, lókiképző - Dr. Kaufman Gábor, járási főállatorvos - Dr. Kerékgyártó Csilla, oktatási igazgató - Kiss István, műszaki vezető - Kiss Péter polgármester - Dr. Komáromy János Péter nyugalmazott állatorvos - Dr. Kovács Gábor, nyugalmazott főigazgató-helyettes - Kovács Marianna, bábszínész - Kövesy Károly Tibor, műszaki vezető - Krisztován Anna, felelős szerkesztő - Künsztler Mária, szakmai főtanácsadó - Ladics Tamásné, intézmény-egységvezető-helyettes, tanár - Ledniczky Beáta, titkár - Lelkes András, természetvédelmi őr - Dr. Lukács Csaba Gábor nyugalmazott állatorvos, vízisport-edző - Májer József, polgármester - Marton Klára Anna, restaurátor csoportvezető - Máthé Béla, gyakorlati oktatásvezető - Molnár János, lelkipásztor, plébánia kormányzó - Mosolygó Miklós polgármester - Nagyné Szabó Mária, zongoratanár - Orbán Ernő, osztályvezető - Ljiljana Pancirov, főkonzul - Pap Adrienn balettművész, magántáncos - Dr. Pataki Balázs, irodavezető, címzetes egyetemi docens - Dr. Radácsy Katalin, osztályvezető - Rákosa Tibor, műszaki vezető - Riederauer Richárd, zeneszerző, karnagy - Dr. Rózsás József Patrik, nyugalmazott tanár - Soroncz Ferenc, nyugalmazott esperes-plébános - Szabadi Endre Kálmánné, legfőbb ügyészségi irodavezető - Szabó Zsuzsanna, óvodapedagógus - Szabóné Kele Gabriella, nyugalmazott igazgatóhelyettes - Szíjártó Miklósné, nyugalmazott pedagógus - Tajthy Péter Ferenc, polgármester - Anna Tarvainen, óraadó tanár - Ujvárosi Lászlóné, intézményvezető - Vancsai Terézia, irodavezető - Vasvári Pál, előadóművész - Veres Ágota, nevelőtanár - Vincze Zoltán, nyugalmazott történelemtanár, történész - Weibel-Haulik Mónika, a Svájci Keresztény Magyar Munkavállalók Szövetségének tagja - Zémann Erika, vezetőedző Katonai tagozat - Bobák Artúr rendőr alezredes - Bolgár Mária rendőr alezredes - Gavlik Péter alezredes - Monostori Éva Ildikó rendőr alezredes - Povázsai Sándor rendőr alezredes - Paulovics István rendőr főtörzszászlós - Vida László tűzoltó alezredes |

### 2012
| a díjat kapott személyek névsora… |
| --- |
| Polgári tagozat - Árendás Péter előadóművész, zenei vezető - Dr. Árkyné dr. Tóth Mária iskolaigazgató-helyettes - Dr. Bálintné Hübner Judit tanár - Bugyi Jánosné gyógypedagógus, iskolaigazgató-helyettes - Fenyvesi Ottó költő, szerkesztő - Fügediné Kovács Zsuzsanna gyógypedagógus - Fülöp Ildikó művészeti főtitkár - Gangl Edina olimpiai bronzérmes, világbajnoki ezüstérmes, Európa-bajnok vízilabdázó - Holicsné Csejk Gabriella tanár - Jakab Miklósné igazságügyi jeltolmács - Juhos Tibor hangszermester - Keszthelyi Rita vízilabdázó - Kisgergely Mária iskolaigazgató-helyettes - Kis Gergő úszó - Lakatos Vilmos előadóművész, zenekarvezető - Dr. Lengyel Erzsébet tagintézmény-vezető - Lévai Jánosné katolikus hittanár, önkormányzati képviselő - Megyeri Józsefné intézményigazgató-helyettes - Pálfalvi Nándor író - Rémi Tünde táncos-szólista, művészeti asszisztens - Soós Sándor karnagy - Dr. Veresné Nyizsnyik Judit Éva tanító - Vojtkó Ferenc szerkesztő-riporter |

### 2011
| a díjat kapott személyek névsora… |
| --- |
| Polgári tagozat - Bácskai Endre, az 56-os Szövetség Országos Etikai Bizottsága tagja - Baloghné Rostás Györgyi Lilian, Hódmezővásárhely Megyei Jogú Város Polgármesteri Hivatal anyakönyvvezetője - Batai Tiborné, a Hajdú-Bihar Megyei Rendőr-főkapitányság Hivatala gazdasági főelőadója - Bodóczi Dezső, a Budai Középiskola tanára - Bükiné Mándli Mária Magdolna Zalaegerszeg Megyei Jogú Város Polgármesteri Hivatala Önkormányzati Osztály osztályvezető-helyettese - Dr. Csanádi Lajosné, a Szegedi Tudományegyetem Szent-Györgyi Albert Klinikai Központ Ápolási Igazgatási Osztály főnővére, csoportvezető - Csere Sándor, az 56-os Szövetség Fejér megyei elnöke - Csernák Árpád, a Búvópatak című kulturális folyóirat főszerkesztője színművész, író - Csuka Lajosné, a Vas Megyei Markusovszky Lajos Általános, Rehabilitációs és Gyógyfürdő Kórház, Egyetemi Oktatókórház Zártkörűen Működő Nonprofit Rt. gazdasági igazgatója - Czeglédi Karolina, a Szandaszőlősi Általános Iskola, Művelődési Ház és Alapfokú Művészetoktatási Intézmény igazgatóhelyettese - Dancsházy Zsuzsanna mérnök, a Mezőgazdasági Szakigazgatási Hivatal Központ Növény-, Talaj- és Agrárvédelmi Igazgatóság mérnök-szakértője - Egri Ferenc, az 56-os Szövetség Debrecen városi elnöke - Faragó Imre, az 56-os Szövetség területi elnöke - Dr. Fekete Endre vegyészmérnök, orvos-biológus doktor - Ferenczné Teleky Éva, a Szolnok Városi Óvodák Egységes Pedagógiai Szakszolgálat és Pedagógiai -szakmai Szolgáltató Intézmény óvodavezetője - Füsti Molnár József, a Bevándorlási és Állampolgársági Hivatal Igazgatási és Ügyeleti Főosztály rejtjelkezelője - Dr. Gurin Ferenc, a pátyi Naplemente Idősek Otthona és Gondozóháza intézményvezetője - Hegyi István nyugalmazott református lelkész - Huszár Zoltán agrármérnök, a Fejér Megyei Kormányhivatal Földművelésügyi Igazgatósága nyugalmazott osztályvezetője - Dr. Katona Katalin Mária, a Belügyminisztérium Építésügyi Igazgatási Osztály ügyintézője - Dr. Kollár Tibor pszichiáter, tudományszervező - Kormos Csabáné Mátészalka Város Önkormányzat Polgármesteri Hivatala anyakönyvvezetője - Kovács István termelésmenedzsment közgazdász, az Oszkói Hegypásztor Kör elnöke - Kun Lajosné, a sárospataki II. Rákóczi Ferenc Általános Iskola tanítója - Kun Péter, a Szentendrei Református Gimnázium tanára - Laki József építőmérnök, az Észak-magyarországi Környezetvédelmi és Vízügyi Igazgatóság műszaki igazgató-helyettes főmérnöke - Lipcsey Zoltán Attila közgazdász, a Tiszántúli Környezetvédelmi és Vízügyi Igazgatóság gazdasági igazgató-helyettese - Lippai Andrea táncművész, koreográfus - Dr. Margitay-Becht András, a Császári és Királyi Duna Flottilla Hagyományőrző Egyesület elnöke - Dr. Matskási Istvánné, a XIV. kerületi ELTE Radnóti Miklós Gyakorló Általános Iskola és Gyakorló Gimnázium vezetőtanára - Molnár Gyula László, a Bevándorlási és Állampolgársági Hivatal okmányszakértője - Németh László vízellátási és csatornázási mérnök, az Észak-dunántúli Környezetvédelmi és Vízügyi Igazgatóság nyugalmazott szakaszmérnökség vezető-helyettese - Pers Júlia, az Óbudai Mozgásművészeti Iskola vezető tanára - Paulette Normand, a Magyar Köztársaság Európai Unió mellett működő Állandó Képviselete titkárnője - Dr. Szántó Tibor állatorvos, a Csongrád Megyei Kormányhivatal Élelmiszerlánc- Biztonsági és Állategészségügyi Igazgatósága kerületi főállatorvosa - Dr. Szeőke Kálmán növényvédelmi zoológus, a Fejér Megyei Kormányhivatal Növény- és Talajvédelmi Igazgatósága mérnök-szakértője - Szőkéné Komenczi Anikó Eger Megyei Jogú Város Polgármesteri Hivatala szakmai tanácsadója - Takács László János, a kaposvári Toldi Lakótelepi Általános Iskola és Gimnázium táncpedagógusa - Dr. Tüske Ferenc, a Bács-Kiskun Megyei Kormányhivatal Élelmiszerlánc-biztonsági és Állategészségügyi Igazgatósága állatorvosa - Varga András agrármérnök, a Kölesdi Agrár Kft. ügyvezetője - Vojtek Éva, az ESZA Nonprofit Kft. program-munkatársa - Törökné Kovács Judit Berettyóújfalu Önkormányzat Polgármesteri Hivatala anyakönyvvezetője - Dr. Vargáné Bodor Katalin Szolnok Megyei Jogú Város Polgármesteri Hivatala Adóügyi Osztály vezetője - Dr. Závoti Józsefné dr. Menner Julianna, a Nyugat-magyarországi Egyetem egyetemi docense - Zoltai Anna Ilona élelmiszer-biztonsági szakmérnök, a Mezőgazdasági Szakigazgatási Hivatal Központ Élelmiszer- és Takarmánybiztonsági Igazgatóság osztályvezetője Katonai tagozat - Gachályi Béla rendőr alezredes, a Csongrád Megyei Rendőr-főkapitányság Hivatala hivatalvezetője - Győri Beata Izabella büntetés-végrehajtási alezredes, a Fővárosi Büntetés-végrehajtási Intézet osztályvezetője - Kossa György Géza polgári védelmi alezredes, a Belügyminisztérium Országos Katasztrófavédelmi Főigazgatóság Polgári Védelmi Főfelügyelőség kiemelt főreferense - Makra Géza rendőr őrnagy, a Pest Megyei Rendőr-főkapitányság Monori Rendőrkapitányság Bűnügyi Osztály alosztályvezetője - Pap János rendőr őrnagy, a Heves Megyei Rendőr-főkapitányság Egri Rendőrkapitányság, Pétervásárai Rendőrőrs őrsparancsnoka - Dr. Pataki Éva rendőr alezredes, a Baranya Megyei Rendőr-főkapitányság Rendészeti Igazgatóság Közlekedésrendészeti Osztály osztályvezetője - Rigó János rendőr alezredes, a Bács-Kiskun Megyei Rendőr-főkapitányság Rendészeti Igazgatóság Közrendvédelmi Osztály osztályvezetője - Dr. Szomor Sándor rendőr alezredes, az Országos Rendőr-főkapitányság Ellenőrzési Szolgálat Központi Panasziroda irodavezetője - Tóth János rendőr alezredesnek, a Vas Megyei Rendőr-főkapitányság Körmendi Rendőrkapitányság Bűnügyi Osztály osztályvezetője - Váginé dr. Nagy Zsuzsanna rendőrorvos alezredes, a Baranya Megyei Rendőr-főkapitányság Humánigazgatási Szolgálat, Egészségügyi és Pszichológiai Alosztály alosztályvezetője - Vietórisz Ágnes tűzoltó alezredes, a Belügyminisztérium Országos Katasztrófavédelmi Főigazgatóság Humán Szolgálat főosztályvezető-helyettese |

### 2010
| a díjat kapott személyek névsora… |
| --- |
| 2010. március 12. - Aprics László szinkronrendező 2010. március 15. - Apáti János, zeneszerző, az Apáti Dixieland Band együttes vezetője - Bóta Ildikó, a Bozsik Yvette Társulat és a társulattal dolgozó fogyatékos emberek táncterápiás szakmai vezetője - Csizmadia Valéria, a Nyíregyházi Főiskola osztályvezetője - Ernyes László, kiskunfélegyházi nyugalmazott tanár - Farkasné Perlaki Edit, a zalaegerszegi Zrínyi Miklós Gimnázium tanára - Giczi Imre, a Budai Középiskola igazgatóhelyettese - Göbölyös Gyula, festőművész, a Magyar Képzőművészeti Egyetem Gyakorló Iskolája nyugalmazott tanára - Hécz Péter, a Győri Balett fővilágosítója - Horváth József László, a zalaegerszegi Kölcsey Ferenc Gimnázium igazgatóhelyettese - Huszár Erika rövidpályás gyorskorcsolyázó - Kilyén Ilka, színművésznő, a marosvásárhelyi Tompa Miklós társulatnál - Kis Balázs, a kecskeméti Katona József Színház színpadmestere - Dr. Kratochwill Ferencné, az ELTE Gazdasági hivatalvezetője - Masopust Péter, a Szegedi Tudományegyetem főiskolai docense - Merényi József, fafaragó népi iparművész, a miskolci Andrássy Gyula Szakközépiskola mérnök-tanára - Nádasdiné Szanyi Judit, a mohácsi Kisfaludy Károly Gimnázium igazgatóhelyettese - Nyíri Tibor, a szerencsi Bocskai István Gimnázium és Közgazdasági Szakközépiskola főigazgató-helyettese - Oltai Péter, építészmérnök, építésztervező, az Országos Műemléki Felügyelőség nyugalmazott munkatársa - Őry Gyuláné, a Radnóti Miklós Színház rendezőasszisztense - Dr. Petes Alíz, a XIV. kerületi Petrik Lajos Két Tanítási Nyelvű Vegyipari, Környezetvédelmi és Informatikai Szakközépiskola tanára - Pintér Attila, a Kaposvári Egyetem főiskolai adjunktusa - Pogány Józsefné, a szolnoki Széchenyi István Gimnázium és Általános Iskola tanára - Sarkadiné Vajkó Éva, a miskolci József Úti Óvoda vezetője - Schrick Istvánné, a rácalmási Etalonsport Sportóvoda vezetője - Szabó Imre, a Hajdúnánási Óvoda tagóvoda-vezetője - Szabó Szilvia, magyarnóta énekes, a „Theba” Művészeti Szakközépiskola művészeti igazgatója - Szabó Vilmos tubaművész - Szabóné Tolnai Erzsébet, a II. kerületi Than Károly Ökoiskola Gimnázium, Szakközépiskola és Szakiskola tanára - Szűcs Andrásné, a kisvárdai Bessenyei György Gimnázium és Kollégium igazgatóhelyettese - Taskó Mihályné, az ELTE hivatalvezetője - Tóth Attiláné, a VIII. kerületi Bárczi Gusztáv Óvoda, Általános Iskola és Készségfejlesztő Speciális Szakiskola gyógypedagógusa - Tóth Imre, a Magyar Művelődési Intézet és Képzőművészeti Lektorátus munkatársa - Tóthné Czinege Ildikó, a szolnoki Szent-Györgyi Albert Általános Iskola igazgatóhelyettese - Dr. Vargáné Vizi Csilla, az egri Kossuth Zsuzsanna Szakközépiskola, Szakiskola és Kollégium tanára - Várkonyiné Sum Anikó, az Universum Táncművészeti Stúdió művészeti vezetője, koreográfus - Wettstein Tibor, a Madách Színház gazdasági igazgatója - Zsifkó Ferenc, a dunaújvárosi Bartók Kamaraszínház és Művészetek Háza műszaki igazgatóhelyettese 2010. október 23. - Bognár Ferencné, a Közgyűjteményi Ellátó Szervezet gazdasági osztályvezetője - Bókai Mária színművész - Brandtmüller István, a Dél-dunántúli Regionális Egészségbiztosítási Pénztár szolgáltatási igazgatóhelyettese - Csenky László, a Nemzeti Táncszínház színpadmestere - Eperjessy Katalin, a II. kerületi Than Károly Ökoiskola Gimnázium, Szakközépiskola és Szakiskola tanára - Dr. Farkasné dr. Fekete Mária, a Szent István Egyetem docense - Förster Zsuzsanna, a Magyar Cirkusz és Varieté Nonprofit Kft. Fővárosi Nagycirkusz gazdasági vezetője - Gonda Attila, a XII. kerületi Hegyvidéki Önkormányzat Polgármesteri Hivatal Oktatási és Közművelődési Iroda közművelődési referense - Gresó Erzsébet, a Szegedi Tudományegyetem Rektori Hivatala nyugalmazott osztályvezetője - Haraszti Gábor, a Tájak-Korok-Múzeumok Egyesülete ügyvezető elnöke - Károly Sára, a XVII. kerületi Szabadság Sugárúti Általános Iskola iskolapszichológusa, - Kocsis István atlétikai mesteredző, testnevelő tanár - Liszkay Mária, a Filharmónia Budapest Nonprofit Kft. fesztivál menedzsere - Dr. Matos Lajos, a Fővárosi Önkormányzat Szent János Kórháza Kardiológiai Járóbeteg Szakrendelés kardiológus szakorvosa - Molnár Tamás, a gyöngyösi Berze Nagy János Gimnázium igazgató-helyettese - Dr. Oláh Lajos, a XV. kerületi Deák Ferenc utcai Háziorvosi Rendelő háziorvosa - Pál István népzenész, a Hagyományok Háza Magyar Állami Népi Együttes zenekarvezető prímása - Sterbinszky László balettművész, a Magyar Állami Operaház balettmestere - Szabó Lajos, a Rajkó Művészegyüttes szólamvezető csellistája - Tantalics Béla lenti nyugalmazott tanár, a Honismereti Egyesület titkárának, a Lenti - Rákóczi Szövetség tiszteletbeli elnöke - Várnagy Attila, a Filharmónia Dél-Dunántúl Nonprofit Kft. volt ügyvezető igazgatója - Zalán Györgyné, a taksonyi Taksony Vezér Német Nemzetiségi Általános Iskola igazgató-helyettese |

### 2009
| a díjat kapott személyek névsora… |
| --- |
| - Agárdi László előadóművész - Dr. Ambrus András természetvédelmi szakreferens Fertő–Hanság Nemzeti Park - Balogh Gáborné, a XX. kerületi Kossuth Lajos Gimnázium gazdasági vezetője - Barcza Gábor őrkerületvezető, Balaton-felvidéki Nemzeti Park Igazgatóság - Béres István őrkerületvezető, Aggteleki Nemzeti Park Igazgatóság - Béres Lászlóné osztályvezető-helyettes Tiszántúli Környezetvédelmi és Vízügyi Igazgatóság - Bíró István tájegységvezető, Körös–Maros Nemzeti Park Igazgatóság - Bodnár Mihály tájegységvezető Bükki Nemzeti Park - Csillagné Virágh Zsuzsanna, a Művészetek Palotája Kft. szervezési igazgatója - Firmánszky Gábor természetvédelmi felügyelő, Aggteleki Nemzeti Park Igazgatóság - Gellért Jánosné, a X. kerületi Szent László Gimnázium és Szakközépiskola tanára - Győry János, a jánoshalmi Mezőgazdasági Szakképző Iskola és Kollégium nyugalmazott igazgatója - Halász Jánosné, a szigetszentmiklósi József Attila Általános Iskola igazgatóhelyettese - Horváth Józsefné, a XVIII. kerületi Dohnányi Ernő Zeneiskola tanára - Ilonczai Zoltán területi felügyelő, Bükki Nemzeti Park Igazgatóság - Kálmán Ferenc táncművész - Kálmán József, a kőszegi Állami Nevelőotthon nyugalmazott igazgatója - Kardos Gyula, az Artisjus nyugalmazott gazdasági igazgatója - Kovács Gáborné, a szolnoki Szent-Györgyi Albert Általános Iskola igazgató-helyettese - Kovács Szilárdné, az Öveges József Gyakorló Középiskola és Szakiskola gazdasági igazgatója - Kovácsné Dely Katalin, a Katona József Színház gazdasági igazgatója - Krekó Béla, a Pénzügyi Szervezetek Állami Felügyelete osztályvezetője - László Gyula, a Pécsi Tudományegyetem egyetemi tanára - Lusztig Tamás, a Danubius Hotels Group Flamenco Conference Hotel Konyhafőnöke - Marjovszky István osztályvezető Közép-dunántúli Környezetvédelmi, Természetvédelmi és Vízügyi Felügyelőség - Németh Miklósné, a rácalmási Jankovics Miklós Általános Iskola és Alapfokú Művészetoktatási Intézmény igazgatója - Ormándy Jolán, a XIII. kerületi Modell Divatiskola, Iparművészeti, Ruha- és Textilipari Szakközépiskola és Szakiskola gazdasági igazgatóhelyettese - Papp Ágnes, a Nemzeti Szakképzési és Felnőttképzési Intézet osztályvezetője - Pobori Ágnes, a Fővárosi Szabó Ervin Könyvtár Észak-pesti Régiója igazgatója - Pintér András őrkerületvezető, Duna–Dráva Nemzeti Park Igazgatóság - Ifj. Rácz László cimbalomművész, az Új Generáció Zenekar karmestere - Radóné Wirthmann Julianna, Humánerőforrás igazgató, Budapest Marriott Hotel - Sámson László, a Kaposvári Egyetem Egészségügyi Centrum beruházási igazgatója - Dr. Sándor Ildikó néprajzkutatónak, a Hagyományok Háza osztályvezetője - Somodi István tájegységvezető Kiskunsági Nemzeti Park - Szabó Zoltánné, a kaposvári Kodály Zoltán Ének-zenei Általános Iskola igazgatója - Dr. Szentjóbi Szabó Tibor nyugalmazott bajai iskolaigazgató - Széll Antal őrkerület-vezető Körös–Maros Nemzeti Park Igazgatóság - Szigligeti Barnabás folyószabályozási csoportvezető Közép-Tisza-vidéki Környezetvédelmi és Vízügyi Igazgatóság - Taba István, a VIII. kerületi Leövey Klára Közgazdasági Szakközépiskola és Szakiskola tanára - Tamásiné Sárospataki Rita, a VIII. kerületi Bárczi Gusztáv Óvoda, Általános Iskola és Készségfejlesztő Speciális Szakiskola gyógypedagógusa - Váraljai Nándorné, a XIII. kerületi Polgármesteri Hivatal Művelődési, Ifjúsági és Sport Osztály vezető-főtanácsosa Augusztus 20-án az oktatási és kulturális miniszter adta át: - Angyal Mária nyugalmazott színházi rendezőnek, - Balogh Béla balettművésznek, a Magyar Állami Operaház címzetes magántáncosának, - Bóné József, a Radnóti Miklós Színház kelléktár-vezetőjének, - Csaba Zsolt, a Hagyományok Háza – Magyar Állami Népi Együttes táncművészének, - Csernevné Fekete Ágnes, a csepeli Kossuth Lajos Kéttannyelvű Fővárosi Gyakorló Műszaki Szakközépiskola és Szakiskola tagozatvezető tanárának, - Durjanc Józsefné, a pilisi Óvoda, Általános Iskola és Gyermekotthon igazgatóhelyettesének, gazdasági vezetőnek, - Fülöp Tibor bűvésznek, - Göncz Zoltán, a Wesley Lelkészképző Főiskola tanárának, zenei asszisztensnek, - Dr. Györgyi Erzsébet, a Néprajzi Múzeum nyugalmazott főtanácsosának, főmuzeológusnak, a Kiss Áron Magyar Játék Társaság soros elnökének, - Horváth Ágota, a sárvári Gárdonyi Géza Általános Iskola tanárának, - Horváth Antal, a kőszegi Evangélikus Mezőgazdasági, Kereskedelmi, Informatikai Szakképző Iskola és Kollégium igazgató-helyettesének, - Horváth Ferenc, a barcsi Dráva Völgye Középiskola és Kollégium nyugalmazott igazgatójának, - Horváth Guidóné, a szombathelyi Bartók Béla Zeneiskola Alapfokú Művészetoktatási Intézmény tanárának, - Hutvágnerné Róth Éva, a dunaújvárosi Széchenyi István Gimnázium tanárának, munkaközösség-vezetőnek, - Juhászné Antal Gabriella, a szandaszőlősi Általános Iskola, Művelődési Ház és Alapfokú Művészetoktatási Intézmény tanárának, - Juhász Antónia, az egri Gárdonyi Géza Színház művészeti főtitkárának, - Kaczián János, a Tolna Megyei Levéltár nyugalmazott levéltári főtanácsosának, - Károlyi Sándorné, a füzesgyarmati Kossuth Lajos Általános Pedagógiai Intézmény igazgató-helyettesének, - Kismarjainé Szekeres Judit XVII. kerületi nyugalmazott tanárnak, - Krizsán Mihály, a földesi Karácsony Sándor Általános Művelődési Központ nyugalmazott igazgatójának, - Láng Hugó székesfehérvári nyugalmazott tanárnak, - Malaczkó Tiborné, a II. kerületi Than Károly Gimnázium, Szakközépiskola és Szakiskola igazgató-helyettesének, - Miklóssy József magyarnóta énekesnek, - Riba Istvánné, a miskolci Nyitnikék Óvoda vezetőjének, - Rózsa Endréné, a mezőtúri Teleki Blanka Gimnázium, Szakközépiskola, Szakiskola és Kollégium igazgató-helyettesének, - Siska Mária, a győri Krúdy Gyula Gimnázium, Két Tanítási Nyelvű Középiskola, Idegenforgalmi és Vendéglátóipari Szakképző Iskola pincér-szakoktatójának, tankonyha-vezetőnek, - Szávainé Vécsy Veronika, a Kecskemétfilm Kft. főgyártásvezetőjének, - Szirmák József, a XIII. kerületi Gárdonyi Géza Általános Iskola tanárának; |

### 2008
| a díjat kapott személyek névsora… |
| --- |
| - Ambrus Gábor sportújságíró, szerkesztő - Bagoly Dániel, az MTI Szabolcs-Szatmár-Bereg Megyei Szerkesztősége szerkesztőségvezetője, tudósító - Balázs Péterné, a XX. kerületi Stromfeld Aurél Általános Iskola igazgatója - Balogh Csaba, a Duna Művészegyüttes táncos szólistája - Barbácsy Zoltán természetvédelmi felügyelő, Őrségi Nemzeti Park - Dr. Bari Istvánné, 100. életévét ünneplő pécsi nyugalmazott tanár - Besze Lászlóné, a Kiskunfélegyházi Szakképző Intézmény és Kollégium Mezőgazdasági és Élelmiszeripari Középiskolája és Szakiskolája igazgató-helyettese - Borhi Károlyné, a Művészeti Szakszervezetek Szövetsége megbízott irodavezetője - Bosa István, az ózdi Árpád Vezér Úti Általános és Szakképző Iskola igazgatója - Breinichné Horváth Andrea, a Fazekas Mihály Fővárosi Gyakorló Általános Iskola és Gimnázium vezető tanára - Czakóné Czédli Jolán osztályvezető, Körös-vidéki Környezetvédelmi és Vízügyi Igazgatóság - Czikora János, a tiszaújvárosi Derkovits Gyula Művelődési Központ és Városi Könyvtár nyugalmazott címzetes igazgatója - Czirjákné Tóth Erzsébet, az Adó és Pénzügyi Ellenőrzési Hivatal Központi Hivatalának főosztályvezetője - Dobos Antal erdészeti és vadászati osztályvezető, Duna–Ipoly Nemzeti Park - Fadgyasné Láda Erika, a XVIII. kerületi Kapocs Általános és Magyar-Angol Két Tannyelvű Iskola igazgatója - Faludi Judit, a Magyar Virtuózok Kamarazenekar csellóművésze - Farkas Györgyné, a győrteleki Fekete István Általános Iskola és Óvoda óvodavezetője - Dr. Fenyő György, a Nyugat-magyarországi Egyetem főiskolai docense - Firnigl Zoltánné, a XIII. kerületi Csata Utcai Általános Iskola igazgatója - Garai Ferencné, a szentesi Központi Óvodai Munkáltatói Körzet körzeti vezető óvodapedagógusa - Gláser Tamás vegyészmérnök, iparjogvédelmi szakértő - Dr. Harmati Károly főosztályvezető, Országos Környezetvédelmi, Természetvédelmi és Vízügyi Főfelügyelőség - Hartmann József, a paksi Alapfokú Művészetoktatási Intézmény igazgatója - Dr. Hartung Ferenc, a Pannon Egyetem dékán-helyettes egyetemi docense - Herczku Pálné, a nyíregyházi Búzaszem Óvoda vezetője - Herencsár Viktória cimbalomművész - Holló Sándor földtani és tájvédelmi osztályvezető, Bükki Nemzeti Park - Igric György, a Filharmónia Budapest és Felső-Dunántúl Kht. ügyvezető igazgatója - Izsó János, a XI. kerületi Öveges József Gyakorló Középiskola és Szakiskola tanára - Juhász Róbert, az Új Generáció Zenekar Közhasznú Egyesület vezetője - Jusztin László, a szolnoki Városi Kollégium igazgatója - Kajus László, az ököritófülpösi Községi Önkormányzat önkormányzati képviselője - Kanyó András, a balassagyarmati Rózsavölgyi Márk Művészeti Iskola tanszakvezető főtanácsos fuvolatanára - Kardos-Horváth János előadóművész, dalszövegíró a Kaukázus Együttes frontembere - Kálmánné dr. Bors Irén, az ELTE Gyakorló Általános Iskola és Középiskola megbízott igazgatója - Kerekesné Nagy Julianna, a szigethalmi Gróf Széchenyi István Általános Iskola igazgató-helyettese - Dr. Kispál Tibor, a Szent István Egyetem egyetemi docense - Kiss Éva történész, művészettörténész, nyugalmazott főiskolai tanár - Koltainé dr. Pfeiffer Zsuzsanna környezetvédelmi osztályvezető, Fővárosi Közterület-fenntartó Zrt. - Dr. Kovács Ilona, az ELTE Bartók Béla Énekkar tagja - Kulcsár Sándorné, a Szerencsi Általános Iskola, Alapfokú Művészetoktatási Intézmény és Óvoda igazgatója - Dr. Kun Andrásné, a győri Baross Gábor Közgazdasági és Két Tanítási Nyelvű Szakközépiskola tanára - Kunder Gyuláné, a szerencsi Bocskai István Gimnázium és Közgazdasági Szakközépiskola, Egységes Pedagógiai Szak és Szakmai Szolgáltató gazdasági vezetője - Lenti László környezetvédelmi felügyelő, Közép-Duna-völgyi Környezetvédelmi, Természetvédelmi és Vízügyi Felügyelőség - Lukács Márton, a zalaegerszegi Belvárosi Általános Iskola igazgatója - Maróti Katalin ügyvezető igazgató, Könyvtárellátó Nonprofit Kft. - Mausz Mihály, a mohácsi Radnóti Miklós Szakközép és Szakiskola igazgató-helyettese - Dr. Márialigeti János, a Budapesti Műszaki és Gazdaságtudományi Egyetem egyetemi tanára - Murvai József, a XIII. kerületi Pannónia Középiskolás Kollégium igazgatója - Nagy Gy. Margit gobelinművész - Németh Alice operaénekes, a Pécsi Nemzeti Színház örökös tagja - Német Tibor, a Thália Színház Kht. műszaki igazgatója - Ódorné Juhász Márta, a dunaújvárosi Móra Ferenc Általános Iskola és Egységes Gyógypedagógiai Módszertani Intézmény igazgatója - Pakucza József artista - Parrag Emil festőművész - Pálinkás József nyugalmazott tanár - Páll Jánosné, a győrteleki Fekete István Általános Iskola és Óvoda igazgató-helyettese - Pellinger Attila zoológus, a Fertő–Hanság Nemzeti Park ökológiai osztályvezetője - Pere János előadóművész, a Rácz Aladár Zeneiskola magánének-tanára - Petőcz András, József Attila-díjas és Márai Sándor-díjas író - Popa Péter hegedűművész, a Magyar Rádió Szimfonikus Zenekara nyugalmazott szólamvezetője - Dr. Pordán Emőke, a Magyar Táncművészeti Főiskola nyugalmazott főtitkára - Puskás László, a XIV. kerületi Építőipari és Díszítőművészeti Szakképző Iskola nyugalmazott igazgatója - Rigó Mária, a Pesti Magyar Színház számviteli vezetője - Rozsnyai Margit, a Fővárosi Pedagógiai és Pályaválasztási Tanácsadó Intézet vezető pszichológusa - Rózsás Miklós Ügyvezető Igazgató, Hegyháti Jóléti Szolgálat Alapítvány, Vasvár - Sági Judit, a XIII. kerületi Dózsa György úti Ének-Zenei és Testnevelési Általános Iskola igazgatója - Dr. Sánta Sándor, háziorvos, Makó rendszerváltás utáni első polgármestere - Siliga Miklós, a Magyar Nótaszerzők és Énekesek Iskolája tanár-korrepetitora - Simándi Anna, a Budapest Bábszínház bábszínésze - Dr. Simon Imre, a Tessedik Sámuel Főiskola főiskolai docense - Simonyi Jánosné, a József Attila Színház Kht. főkönyvelője - Simor István, a Magyar Távirati Iroda belpolitikai főmunkatársa - Sipos Ferenc, a kaposvári Nevelési Tanácsadó nyugalmazott igazgatója - Szabó László, Zalai Balaton-part Víziközmű Társulat nyugalmazott elnöke - Szabóné dr. Daczi Margit, a Pécsi Tudományegyetem főiskolai adjunktusa - Szabó Sándor hegedű- és gitárművész - Szántóné Józsa Julianna, a Kossuth Lajos Kéttannyelvű Fővárosi Gyakorló Műszaki Középiskola igazgató-helyettese - Szántóné Szabó Erzsébet, a soroksári I.sz. Összevont Óvoda vezetője - Székelyhidi Lajosné, a Magyar Természettudományi Múzeum nyugalmazott gazdasági igazgatója - Szigethy Miklósné, a szentendrei Bimbó utcai Óvoda vezetője - Torma Lászlóné, a Nagykanizsa Megyei Jogú Város Egyesített Bölcsőde intézményvezetője - Dr. Tóth József nyugalmazott tanár - Tóth Tihamér Jenő, a Magyar Televízió Zrt. vezető-rendezője, vezető-operatőr, szerkesztője - Törzsök Károlyné dr. Szűcs-Gáspár Borbála, a Közoktatási Szakértők Egyesülete elnökségi tagja - Tripolszky Imre vízkárelhárítási osztályvezető, Alsó-Tisza vidéki Környezetvédelmi és Vízügyi Igazgatóság - Ugrin Gáborné ny. könyvtárostanár - Vajay Attiláné, a szigetszentmiklósi Nevelési Tanácsadó és Logopédiai Intézet logopédusa - Vajda Győzőné, a soroksári II. számú Napsugár Óvoda vezetője - Varga Miklós szobrászművész - Vargáné Török Krisztina, a szolnoki Verseghy Ferenc Gimnázium tanára - Dr. Veres Pál, a Budapesti Corvinus Egyetem egyetemi adjunktusa - Dr. Vidákovich Tibor, a Szegedi Tudományegyetem egyetemi docense - Wohlfart Zsuzsanna, a zirci Reguly Antal Általános Iskola és Előkészítő Szakiskola tanára - Zsuppán Lászlóné, a XV. kerületi Önkormányzat Egyesített Bölcsődék igazgatója |

### 2007
| a díjat kapott személyek névsora… |
| --- |
| - Andó Józsefné, a budapesti Fazekas Mihály Fővárosi Gyakorló Általános Iskola és Gimnázium vezető tanára - Bagi Mihály, a budapesti XXI. kerületi Kossuth Lajos Kéttannyelvű Fővárosi Gyakorló Műszaki Középiskola igazgató-helyettese - Balla Pálné dr., a budapesti Irinyi János Környezetvédelmi és Vegyészeti Szakképző Iskola igazgatója - Bán Mihályné, a hatvani Damjanich János Ipari Szakképzési Intézet nyugalmazott vezetője - Benkőné Fehér Éva dr., az ózdi Brassói Úti Általános Művelődési Központ igazgatója - Berkes Béláné, a pápai Fenyveserdő Bölcsőde vezetője - Boda Sándor, a Keszthely Város Vendéglátó, Idegenforgalmi, Kereskedelmi Szakképző Iskolája és Kollégiuma tanára - Bódis Erzsébet, textilművész, a kalotaszegi és torockói hagyományok megőrzéséért, - Boross Dezső dr., újságíró, - Csatlós Péterné, a szentesi Felsőpárti Óvodai Munkáltatói Körzet vezető-óvónője, közoktatási vezető - Cserdi András, a mohácsi Kisfaludy Károly Gimnázium tanára - Csurdi Sándor, a budapesti XI. kerületi Öveges József Középiskola és Szakiskola tanára - Dosztálné Vécsei Magdolna, a tatai Eötvös József Gimnázium, Kollégium és Szakközépiskola kollégiumi nevelőtanára - Durkó Sándor László - Faluba Kálmán dr., az Eötvös Loránd Tudományegyetem Romanisztikai Intézete egyetemi docense - Fedor György, a sárospataki Vay Miklós Szakképző Iskola műszaki igazgató-helyettese - Fehér Györgyné dr., Mérey Ildikó dr., a Józan Élet Egészség és Családvédő Országos Szövetség alelnöke - Fejes András, a makói Galamb József Szakképző Iskola nyugalmazott gazdasági igazgatóhelyettese - Fikó Istvánné, a budapesti IX. kerületi Szabóky Adolf Műszaki Szakközépiskola és Szakiskola gazdasági igazgatóhelyettese - Frankó Pálné, a szarvasi Szlovák Általános Iskola, Óvoda és Diákotthon igazgatóhelyettese - Fülöp Tibor őrkerület-vezető, Fertő–Hanság Nemzeti Park - Galambosné Goldfinger Erzsébet, a zalaegerszegi Páterdombi Szakképző Iskola szakmai igazgatóhelyettese - Gayer Ferenc előadóművész, a Budapest Ragtime Band vezetője - Gaylhoffer Károlyné, a budapesti VIII. kerületi Leövey Klára Közgazdasági Szakközépiskola és Szakiskola gazdasági igazgatóhelyettese - Hoffmann Edéné, a pellérdi Általános Művelődési Központ, Általános Iskolája igazgatóhelyettese - Holodnyák Péter, a Magyar Ösztöndíj Bizottság Iroda, irodavezető-helyettese - Horváth Jenőné, a kaposvári Táncsics Mihály Gimnázium tanára - Kárpáti Zoltánné, a dunakeszi Kőrösi Csoma Sándor Általános Iskola igazgatóhelyettese - Kaszás Péter, a KP Zenei Bt. zeneszerző-szövegírója - Kisfaludi Péter dr., a Ceglédi Ügyvédi Iroda ügyvédje - Kiss József, a Szolnoki Városi Kollégium általános igazgatóhelyettese - Kloska László, a Honvéd Együttes táncos-szólistája - Kovács Károlyné dr., a hortobágyi Petőfi Sándor Alapfokú Oktatási Intézmény és Kollégium igazgatója - Kovács Sándorné, a szolnoki Újvári Általános Iskola igazgatóhelyettese - Lénárd Andorné, a terézvárosi Tóth Aladár Zeneiskola oboatanárának, főiskolai gyakorlatvezető tanára - Ludmány Géza, a Kaposvári Egyetem Csokonai Vitéz Mihály Pedagógiai Főiskolai Kar főiskolai docense - Makó Balázsné, a Tokaji Ferenc Gimnázium, Szakközépiskola és Kollégium igazgatóhelyettese - Mihalovicsné Gerzsenyi Zsuzsanna, a budapesti XIII. kerületi Hunyadi Mátyás Általános Iskola tanára - Mittler József, a paksi Vak Bottyán Gimnázium igazgatóhelyettese - Nagyné Konyeczki Ilona, a mátészalkai Széchenyi István Általános Iskola igazgatóhelyettese - Nyakasné Túri Klára, a zalaegerszegi Városi Könyvtár nyugalmazott könyvtárosa - Ócsai Péterné, a szolnoki II. számú Óvodai Igazgatóság vezetője - Pallos László, a dunaújvárosi Dunaferr Szakközép- és Szakiskola tanára - Percsy Éva, a siklósi Táncsics Mihály Gimnázium és Szakképző Iskola igazgatóhelyettese - Rábel Júlia, az érdi Kőrösi Csoma Sándor Általános Iskola igazgatóhelyettese - Ruttkay Leventéné, a budapesti VIII. kerületi Bárczi Gusztáv Óvoda, Általános Iskola és Készségfejlesztő Speciális Szakiskola gyógypedagógusa - Sándor László, a Budapest Műszaki és Gazdaságtudományi Egyetem Gazdasági és Műszaki Főigazgatóság főigazgatói tanácsadója - Stark Tibor zeneszerzőnek, trombitaművésznek, a Kőbányai Zenei Stúdió Művészeti Szakképző Iskola művésztanára - Stelzer Éva, a Radnóti Miklós Színház szervezési osztályvezetője - Striker Judit, a Magyar Ösztöndíj Bizottság Iroda nyugalmazott nemzetközi referense - Sugár Péter bűvész - Szallár Csabáné, a szombathelyi Teleki Blanka Szakképző Iskola Kollégiuma kollégium-vezetője - Szatmári László, a Kispesti Alapfokú Művészetoktatási Intézmény hegedűtanára, ny. alapító igazgató - Szecsei Lászlóné, a Fővárosi Szabó Ervin Könyvtár (Kelet-pesti régió) igazgatója - Szombathy Béláné, a vásárosnaményi Petőfi Sándor Általános Művelődési Központ igazgató-helyettese - Terényi Istvánné, a budapesti Modell Divatiskola, Iparművészeti, Ruha- és Textilipari Szakközépiskola és Szakiskola tanára - Tóth Katalin, a székesfehérvári Vörösmarty Mihály Ipari Szakképző Iskola igazgatóhelyettese - Vándorfiné Fülöp Mária dr., a veszprémi Rózsa Úti Általános Iskola igazgatója - Varga Katalin, a budapesti XIX. kerületi Trefort Ágoston Két Tanítási Nyelvű Szakközépiskola tagozatvezetője - Vereb István, a kiskunfélegyházi Darvas József Általános Iskola igazgatója - Veszelszkiné Huszárik Ildikó, a kiskunhalasi Bibó István Gimnázium igazgatóhelyettese - Vitkay Katalin, a Budapesti Városvédő Egyesület ügyvezető titkára |

### 2006
| a díjat kapott személyek névsora… |
| --- |
| - Ábrahám Andrásnak, a Zuglói Sportközpont és Pedagógiai Szakszolgálat igazgatójának, - Bakó Erzsébetnek, a szandaszőlősi Általános Iskola, Művelődési Ház és Alapfokú Művészetoktatási Intézmény tanárának, - Bán Tamásnénak, az ELTE gazdasági főigazgató-helyettesének, - Bánkiné dr. Borbély Máriának, az orosházi Táncsics Mihály Gimnázium és Szakközépiskola tanárának, - Barva Györgynének, a tiszaújvárosi Eötvös József Gimnázium, Szakképző Iskola és Kollégium tagozatvezetőjének, igazgató-helyettesnek, - Becsákné Szőke Évának, a tatai Általános Iskola, Speciális Szakiskola, Diákotthon és Gyermekotthon igazgatójának, gyógypedagógusnak, - Benkőné Gulyás Editnek, a zalakarosi Móra Ferenc Általános Iskola, Zeneiskola, Napközi Otthonos Óvoda és Könyvtár igazgatójának, - Berta Mártonnak, az V. kerületi Deák Téri Általános Iskola nyugalmazott tanárának, - Dr. Bilik Istvánnak, a Felsőoktatási Konferenciák Szövetsége főtitkárának, - Bogár Imrének, a zalaegerszegi Páterdombi Szakképző Iskola igazgatójának, - Dr. Borszéki Évának, a Szent István Egyetem intézetigazgató egyetemi docensének, a közgazdaságtudomány kandidátusának, - Csörgő Máriának, a XV. Kerületi Hartyán Nevelési-Oktatási Központ elnök-igazgatójának, - Dér Gusztávnak, a bokodi Móra Ferenc Általános Művelődési Központ nyugalmazott igazgatójának, - Falvai Klárának, a XI. kerületi Újbuda Önkormányzata Polgármesteri Hivatala tanügyigazgatási referensének, - Dr. Fehér Tibornak, a kecskeméti ÁFEOSZ Kereskedelmi, Közgazdasági Szakközépiskola és Kollégium igazgató-főtanácsosának, - Fila Józsefnének, a IX. kerületi Szabóky Adolf Műszaki Szakközépiskola és Szakiskola igazgatójának, - Hahnerné Féth Gabriellának, a mohácsi Kisfaludy Károly Gimnázium tanárának, - Hajdú Gábornak, a makói Galamb József Szakképző Iskola igazgatójának, - Harangozó Miklósnénak, a hatvani Kossuth Lajos Általános Iskola igazgatójának, - Hegyeshalmi Csabának, a kocsordi Jókai Mór Általános Iskola intézményvezetőjének, tanügyigazgatási szakértőnek, - Hevesi Ágotának, a darnózseli Általános Iskola és Zeneiskola tanárának, - Hidas Gábornak, a kazincbarcikai Ságvári Endre Gimnázium tanárának, - Hollósi Gézának, a VII. kerületi Erzsébetvárosi Polgármesteri Hivatal Művelődési Iroda vezetőjének, - Hunyadi Károlynénak, a Debreceni Egyetem Orvos- és Egészségtudományi Centrum gazdasági igazgató-helyettesének, az Egészségügyi Főiskolai Kar gazdasági igazgatójának, - Dr. Hunyár Mátyásnak, a Budapesti Műszaki és Gazdaságtudományi Egyetem nyugalmazott egyetemi docensének, a műszaki tudomány kandidátusának, - Janzsó Antalnak, a nagykanizsai Cserháti Sándor Műszaki és Mezőgazdasági Szakképző Iskola nyugalmazott címzetes igazgatójának, - Józsa Csabánénak, a nyúli Pilinszky János Általános Iskola tanítójának, - Kasza Józsefnek, a nagykőrösi Toldi Miklós Élelmiszeripari Középiskola, Szakiskola és Kollégium igazgató-helyettesének, - Kelemenné Garbóczi Máriának, a sárospataki II. Rákóczi Ferenc Általános Iskola tanárának, - Kiss Bélának, a berettyőúóujfalui Eötvös József Szakképző Intézet tanárának, - Dr. Kiss Erzsébetnek, a Szent István Egyetem egyetemi tanárának, a mezőgazdasági tudomány kandidátusának, - Koltai Péternének, a VII. kerületi Rottenbiller utcai Általános Iskola tanárának, - Kovács Györgynének, a IX. kerületi Szivárvány Óvoda vezetőjének, - Kovács Mihálynak, a VIII. kerületi Piarista Gimnázium tanárának, - Martin Jánosnénak, a dunaújvárosi Vasvári Pál Általános Iskola tanárának, - Marton Bélának, a balatonfüzfői Jókai Mór Általános Iskola igazgatójának, - Dr. Megyei György nyugalmazott tanárnak, - Mezei Annának, a XXI. Kerületi Nevelési Tanácsadó igazgatójának,, - Murányi Lászlónénak, az V. kerületi Hild József Általános Iskola igazgatójának, - Nagy Ferencnének, a szolnoki Kereskedelmi és Vendéglátóipari Szakközép- és Szakiskola igazgató-helyettesének, - Pankotainé Ákos Valériának, a miskolci Könyves Kálmán Általános Iskola és Alapfokú Művészetoktatási Intézmény igazgató-helyettesének, - Papp Mária nyelvésznek, - Pethes Zoltánnak, a komáromi Középfokú Kollégium igazgató-helyettesének, - Pethőné Kővári Andreának, a bajai III. Béla Gimnázium tanárának, kórusvezetőnek, - Dr. Péter Antalnak, a Szegedi Tudományegyetem egyetemi tanárának, - Reszler Ernesztinnek, a Cserepesház Zuglói Művelődési Ház igazgatójának, - Dr. Rónai Tamásnénak, az Országos Rabbiképző-Zsidó Egyetem Goldmark Kórusa karvezetőjének, - Rózsár Gábornénak, a XI. kerületi Öveges József Gyakorló Középiskola és Szakiskola forgalmi könyvelő csoportvezetőjének, - Süli János, az Ifjúsági, Családügyi, Szociális és Esélyegyenlőségi Minisztérium Esztergomi Gyermekotthona nyugalmazott igazgatója, - Schlotter Gyulának, a XX. kerületi Lázár Vilmos Általános Iskola igazgatójának, - Dr. Somogyi Évának, az Oktatási Minisztérium Igazgatási Főcsoportja főosztályvezetőjének, - Dr. Stukovszkyné Henk Évának, a budapesti Hild József Általános Iskola tanítójának, - Szakáll Istvánnénak, a IV. kerületi Szent István Gimnázium nyugalmazott igazgatójának, - Szilágyi Lászlónénak, a székesfehérvári Nemes Nagy Ágnes Kollégium igazgatóhelyettesének, - Szövényi Zsoltnak, az Oktatási Minisztérium Felsőoktatási Főosztálya főosztályvezetőjének, - Tamasián Jánosnénak, a marcali Hétszínvirág Egységes Gyógypedagógiai Módszertani Intézmény gyógypedagógusának, - Tarrósy István Afrika-kutatónak, - Dr. Tóth Istvánné, Környei Márta, az Országos Pedagógiai Könyvtár és Múzeum szakmai főigazgató-helyettesének, - Török Istvánnak, a taksonyi Taksony Vezér Általános Iskola igazgatójának, - Turcsányi Mártának, a VIII. kerületi Fazekas Mihály Fővárosi Gyakorló Általános Iskola és Gimnázium vezetőtanárának, - Dr. Vereb Györgynek, a Debreceni Egyetem egyetemi docensének, a biológiai tudomány kandidátusának, - Dr. Végső Károlynak, a Nyíregyház Főiskola főiskolai docensének, - Dr. Zelcsényi Bélánénak, az V. kerületi Eötvös József Gimnázium nyugalmazott tanárának, - Zetz Józsefnek, a kaposvári TIT Alapítványi Középiskola és Szakiskola tanárának - Zsiborácsné Petró Máriának, a Pannon Egyetem Gazdasági-Műszaki Főigazgatósága osztályvezetőjének; |

### 2005
| a díjat kapott személyek névsora… |
| --- |
| - Alexa György politikus, országgyűlési képviselő - Antal Nimród filmrendező - Aporfi László, a szentgotthárdi Vörösmarty Mihály Gimnázium tanára - Ágfalvi Flóra, a IV. kerületi Kozma Lajos Faipari Szakközépiskola igazgatóhelyettese - Balogh Istvánné, a mohácsi Kisfaludy Károly Gimnázium tanára - Barta Lajos, a székesfehérvári Szent István Mezőgazdasági és Élelmiszeripari Szakképző Iskola tanára - Dr. Benkő András, a tamási Béri Balogh Ádám Gimnázium és Kollégium tanára - Benkő Géza, a nyergesújfalui Kernstok Károly Általános Iskola igazgatója - Berta Istvánné, a siroki Országh Kristóf Általános Iskola igazgatója - Bognár Attila, az A38 Hajó vezetője - Csont Béláné, a boldvai Szathmáry Király Ádám Körzeti Általános Iskola igazgatója - Dani Sándor, a pusztadobosi Általános Iskola és Óvoda tanára - Dobó Katalin az egri Balassi Bálint Általános Iskola igazgatója - Dr. Dombrády Lorándné, a XIII. kerületi Pedagógiai Szolgáltató Központ igazgatója - Dombyné Szántó Melánia, a budapesti Barcsay Képzőművészeti Alapítványi Iskola igazgatója - Eisenbeck István, a veszprémi Dózsa György Általános Iskola igazgatója - Farkas Gergelyné, a szolnoki Városi Kollégium gazdasági igazgatóhelyettese - Fazekas Sándor, az Oktatási Minisztérium nyugalmazott vezető-főtanácsosa - Fábri Etelka, az Oktatási Minisztérium főmunkatársa - Fekete Győr István, a VI. kerületi Bartók Béla Zeneművészeti Szakközépiskola Gimnázium tanára - Fentős Ferenc, a nagykanizsai Farkas Ferenc Városi Zeneiskola igazgató-helyettese - Fiers Jolán, a Magyar Táncművészeti Főiskola Nádasi Ferenc Gimnáziuma igazgató-helyettese - Fliegauf Bence filmrendező - Dr. Fogarassy Csaba, a Szent István Egyetem megbizott tanszékvezető egyetemi docense - Futás Béláné, a VII. kerületi Baross Gábor Általános Iskola igazgatója - Hangrádi Lajos, a kömlői Általános Művelődési Központ igazgatója - Hegyiné Mladoniczki Éva, a Szandaszőlősi Általános Iskola, Művelődési Ház és Alapfokú Művészetoktatási Intézmény általános igazgatóhelyettese - Heim Géza, a csengelei Általános Iskola és Napközi-otthonos Óvoda igazgatója - Horvai Istvánné, a Magyar Táncművészeti Főiskola balettmestere - Horváth Ilona, a somogyvári Általános Iskola, Speciális Szakiskola, Diákotthon és Gyermekotthon igazgatója - Dr. Huszár Ilona, a Semmelweis Egyetem Általános Orvostudományi Kar szaktanácsadója, az orvostudomány kandidátusa - Dr. Jávorka Edit, a Nemzeti Kutatási és Technológiai Hivatal közgazdásza - Kamarás István, magyar nemzetközi labdarúgó-játékvezető - Dr. Karácsony István, a darnózseli Általános Iskola és Zeneiskola tanára - Kása Sándorné, a téglási II. Rákóczi Ferenc Általános és Művészeti Iskola igazgatója - Dr. Kellner Róbertné, a kiscsávolyi Általános Művelődési Központ tanára - Kemenesi Tivadar, a Fóti Gyermekváros nyugalmazott igazgatója - Kenéz Ferencné, a balmazújvárosi Bocskai István Általános Iskola igazgatója - Keresztúri József, a VIII. kerületi Vörösmarty Mihály Gimnázium dráma-tanára - Kerner Ferencné, a X. kerületi Fekete István Általános Iskola tanára - Dr. Koczó József, a vámosmikolai Körzeti Általános Iskola igazgatója - Koósné Török Erzsébet, az Országos Tudományos Diákköri Tanács titkára - Kósa Bertalanné, a tiszakóródi Hunyadi Mátyás Általános Iskola tanára - Kovács László, a nyíregyházi Apáczai Csere János Gyakorló Általános Iskola igazgatója - Dr. Kovács Péterné, a szombathelyi Derkovits Gyula Általános Iskola igazgatója - Kovács Zoltánné, a tatabányai Bolyai János Általános Iskola igazgatója - Köllő Miklósné nyugalmazott egyetemi docens - Krenner Antalné, a vértesszőlősi Általános Iskola igazgatója - Kugyela Anna, a mezőtúri Teleki Blanka Gimnázium és Közgazdasági Szakközépiskola tanára - Kulcsár László, a csarodai Közös Általános Iskola és Óvoda igazgatója - Laczó János, a csurgói Nagyváthy János Középiskola igazgatója - Lengyel Mihály, a földesi Általános Iskola nyugalmazott igazgatója - Lénárt Józsefné, az adácsi Napköziotthonos Óvoda vezetője - Lontai Imre, immunológus, mikrobiológus - Országos Epidemiológiai Központ - Maka Gyula, nagybőgőművész - Dr. Makai Katalin, a Kecskeméti Főiskola Tanítóképző Főiskolai Kar főiskolai docense - Marsi Tiborné, a gyöngyösi Petőfi Sándor Általános Iskola, Óvoda és Szakszolgálat igazgatója - Mátyási Sándorné, az iváncsai ÁMK Általános Iskola igazgatója - Dr. Micheller Magdolna, a Tessedik Sámuel Főiskola Gazdasági Főiskolai Kar főiskolai tanára, a neveléstudomány kandidátusa - Nagy László a Fertő-Hanság Nemzeti Park őrkerületvezetője - Nagy Péter, a Lágymányosi Általános Iskola igazgatója - Nádasdy Tibor, a IV. kerületi Baj Zoltán Elektronikai Szakközépiskola és Műszeripari Szakiskola műszaki igazgatóhelyettese - Németh Ernő, a devecseri Gárdonyi Géza Közös Fenntartású Általános és Alapfokú Művészetoktatási Iskola igazgatója - Némethné Egyed Jolán, a szigethalmi Gróf Széchenyi István Általános Iskola igazgatója - Novák János, a Kolibri Színház igazgatója - Pap Józsefné, a veszprémi Dózsa György Általános Iskola tagozatvezetője - Papp János, a Kaposvári Egyetem gazdasági főigazgató-helyettese - Pákh György, a VII. kerületi II. Rákóczi Ferenc Fővárosi Gyakorló Közgazdasági Középiskola tanára - Petruska Jánosné, a sárospataki II. Rákóczi Ferenc Általános Iskola tanára - Polyhosné Babácsek Erzsébet, a ceglédi Várkonyi István Általános Iskola tanítója - Poór János történész - Reismann-né Gottfried Zsuzsa, a budapesti OKKER Rt. Pedagógiai Szolgáltató Intézet igazgatója - Reisz Ferencné, a mohácsi Park Utcai Általános Iskola igazgatója - Sarus Gyula, a XI. kerületi Öveges József Gyakorló Középiskola és Szakiskola tanára - Stágel Imréné, a II. kerületi Földes Ferenc Kereskedelmi Szakközépiskola tagozatvezető, vezetőtanára - Sütő Sándorné, az újlétai Általános Iskola igazgatója - Szabó Lászlóné, a mezőfalvai Petőfi Sándor Általános és Alapfokú Művészetoktatási Intézmény igazgatója - Szemkeő Péter, a kiskőrösi Óvoda, Általános Iskola, Előkészítő Szakiskola és Egységes Pedagógiai Szakszolgálat igazgatója - Szigeti Ivánné, az Erzsébetvárosi Pedagógiai Szolgáltató Központ pedagógiai szakértője - Szisz Róbert, a budapesti Petrik Lajos Két Tanítási Nyelvű Vegyipari, Környezetvédelmi és Informatikai Szakközépiskola gazdasági igazgató-helyettese - Szunyoghy András grafikus, festőművész - Szűcsné Zagyi Anna, a Sargótarján Megyei Jogú Város Polgármesteri Hivatala irodavezetője - Takács Ernő, a gyulai Munkácsy Mihály Gimnázium, Szakképző Iskola és Kollégium tanára - Takács Mihály, a tiszavasvári Kabay János Ének és Idegen Nyelvi Tagozatos Általános Iskola igazgatója - Talmácsi Gábor gyorsaságimotor-versenyző - Tarján András, a XIII. kerületi Kék Általános Iskola igazgatója - Tiboldi Tiborné, a Budapesti Műszaki és Gazdaságtudományi Egyetem közoktatásvezető szakoktatója - Tóth Károlyné, az emődi II. Rákóczi Ferenc Általános és Szakiskola igazgató-helyettese - Tóth László, a kecskeméti Kandó Kálmán Szakközépiskola és Szakiskola nyugalmazott igazgatója - Dr. Tóthné Schléger Mária, az Oktatási Minisztérium osztályvezetője - Tőkés Sándor, a Ferencvárosi Komplex Óvoda és Általános Iskola igazgatója - Tölgyesi József, a tatai Vaszary János Általános Iskola igazgatója - Tury Mihályné, a XVIII. kerületi Dohnányi Ernő Zeneiskola zongoratanára - Utassy Gyuláné, az egri Kereskedelmi, Mezőgazdasági, Vendéglátóipari Szakközépiskola, Szakiskola és Kollégium igazgató-helyettese - Vargáné Esküdt Aranka, a szentgáloskéri Általános Iskola igazgatója - Vidnyánszky Attila, a Beregszászi Színház igazgatója - Villányi Márton, a szomori Általános Iskola tanára - Virág Ferenc, a békéscsabai Tessedik Sámuel Főiskola gazdasági főigazgató-helyettese - Virágné Nagy Éva, a XVII. kerületi Szabadság Sugárúti Általános Iskola igazgató-helyettese - Dr. Vonyó Józsefné, a pécsi Köztársaság Téri Általános Iskola igazgatója - Vöneki Ottó, a kiskunfélegyházi Dózsa György Általános Iskola igazgatója - Dr. Vörös Attiláné, a XIX. kerületi Trefort Ágoston Két Tanítási Nyelvű Szakközépiskola igazgatóhelyettese - Zavarkó Józsefné, a miskolci IV. Számú Óvodai Gazdasági Szervezet gazdasági vezetője |

### 2004
- Dr. Agg Géza, az Oktatási Minisztérium Felsőoktatási Főosztálya szakmai tanácsadója[56]
- Almási Vendelné, a Szandaszőlősi Általános Iskola, Művelődési Ház és Alapfokú Művészetoktatási Intézmény tanítója[56]
- Dr. Árendás Veronika, a tatai Eötvös József Gimnázium tagozatvezető tanára[56]
- B. Mikli Ferenc festőművész
- Báthory Zsuzsanna, a Főpolgármesteri Hivatal Oktatási Ügyosztálya vezető főtanácsosa, gyógypedagógiai szakreferens[56]
- Békei Lászlóné, a budapesti Semmelweis Ignác Humán Szakképző Iskola és Gimnázium általános igazgatóhelyettese[56]
- Berki Tibor, hegedűművész
- Cséby Géza író, költő, műfordító, irodalomkutató, művelődéskutató
- Dr. Csonka Csabáné, az Oktatási Minisztérium Közoktatás-fejlesztési Főosztálya vezető főtanácsosa[56]
- Dandó Péterné, a budapesti Baross Gábor Általános Iskola igazgatóhelyettese[56]
- Falussy Józsefné, a bekecsi II. Rákóczi Ferenc Informatika-Matematika Tagozatos Általános Iskola tanára[56]
- Fehérvári Győzőné, a budapesti Trefort Ágoston Két tannyelvű Szakközépiskola vezetőtanára, munkaközösség-vezető[56]
- Ferencz Gyuláné, a budapesti IV. kerületi Liget Óvoda vezetője[56]
- Ifj. Fogarasi László zenész[56]
- Gál Józsefné, a kaposvári Táncsis Mihály Gimnázium igazgatóhelyettese[56]
- Göncz Benedek osztályvezető, KvVM Vízkárelhárítási Főosztály
- Gulyás Nagy Zoltán, a Magyar Táncművészeti Főiskola zenepedagógusa[56]
- Gyalai Pálné, a szolnoki Széchenyi István Gimnázium és Általános Iskola gazdasági igazgatóhelyettese[56]
- Haas Judit, a budapesti Lauder Javne Zsidó Közösségi Óvoda, Általános, Közép- és Szakiskola óvodavezetője[56]
- Hegedűs Károlyné, a székesfehérvári Szent István Mezőgazdasági és Élelmiszer-ipari Szakképző Iskola igazgatóhelyettese[56]
- Horváth Gábor osztályvezető, Felső-Tisza-vidéki Környezetvédelmi és Vízügyi Igazgatóság
- Horváth Géza, a kaposvári Kinizsi Pál Élelmiszer-ipari, Szakképző Iskola és Gimnázium igazgatóhelyettese[56]
- Horváth János, a budapesti Arany János Épületgépészeti Szakközépiskola és Szakiskola igazgatóhelyettese[56]
- Jankovics István, a ceglédi Bem József Műszaki Szakközép- és Szakiskola igazgatója[56]
- Ifj. Kállai Kiss Ernő
- Károssy Ágnes, a budapesti Szász Ferenc Kereskedelmi Szakközépiskola és Szakiskola igazgatóhelyettese[56]
- Kárpáti Béla, a Békés Megyei Rendőr-főkapitányság nyugalmazott rendőr alezredese[56]
- Kiss Erika, a tápiószentmártoni Általános Művelődési Központ igazgatója[56]
- Klenyán László, az acsai Petőfi Sándor Általános Iskola tanára[56]
- Kókayné Lányi Marietta, a budapesti Gyermekek Háza pedagógiai vezetője[56]
- Kovács Lajos Antal osztályvezető, KvVM Vízgazdálkodási és Koordinációs Főosztály
- Kulcsár Albert, a tiszaújvárosi Általános és Alapfokú Művészeti Iskola, Pedagógiai Szakszolgálat igazgatója[56]
- Lakatosné Reha Márta, a szolnoki Ruhaipari Szakközépiskola igazgatóhelyettese[56]
- Makovinyi Tibor táncművész, koreográfus, táncpedagógus
- Németh Attila, a Veszprémi Egyetem Nyelviskolája igazgatója, egyetemi adjunktus[56]
- Németh Györgyné, a soproni Jegenye sori Óvoda tagóvoda-vezetője[56]
- Németh János főosztályvezető-helyettes, KvVM Környezetbiztonsági Önálló Osztály
- Dr. Novák István, az egri OKKER Oktatási Iroda alapító ügyvezetője[56]
- Ogonovszky Istvánné, a budapesti Szent László Gimnázium nyugalmazott vezetőtanára, szaktanácsadó[56]
- Dr. Pálffyné Tárnoky Éva, a Belváros-Lipótváros Pedagógiai Szolgáltató Központ igazgatója[56]
- Patakné dr. Félegyházi Enikő, a Debreceni Egyetem tudományos munkatársa[56]
- Dr. Pázmándy Károlyné, a Miskolc Megyei Jogú Város Polgármesteri Hivatala gazdasági referense[56]
- Ráczkó Gitta paralimpiai bajnok, kétszeres világbajnok magyar úszó
- Rudner Balázsné, a gyomaendrődi Bethlen Gábor Szakképző Iskola és Kollégium gazdasági igazgatóhelyettese[56]
- Somogyi Gyöngyi, a budapesti Szilágyi Erzsébet Gimnázium igazgatóhelyettese[56]
- Sulyok Istvánné, a budapesti Építőipari és Díszítőművészeti Szakképző Iskola általános igazgatóhelyettese[56]
- Szabó Elek, a budapesti Németh László Gimnázium igazgatóhelyettese, főtanácsos[56]
- Szegedi Enikő, a budapesti XIII. kerületi Zeneiskola igazgatója[56]
- Dr. Szilárd Illés igazgató-helyettes, Alsó-Duna-völgyi Vízügyi Felügyelet
- Szili Margit, a győri Kossuth Lajos Általános Iskola igazgatója[56]
- Szitta Tamás osztályvezető, Bükki Nemzeti Park
- Szokolainé Takács Erzsébet igazgatóhelyettes, Mechatronikai Szakközépiskola és Gimnázium[56]
- Szőke Lászlóné, a budapesti Vörösmarty Mihály Ének-Zenei, Nyelvi Általános Iskola és Gimnázium igazgatóhelyettese[56]
- Takács Mária Éva, a péri Öveges József Általános Iskola nyugalmazott igazgatója[56]
- Takácsné Márton Katalin, a gávavencsellői Rakovszky Sámuel Általános és Művészeti Iskola nyugalmazott tanára[56]
- Tálasné Pandur Rózsa, a kadarkúti Jálics Ernő Általános és Vendéglátó-ipari Szakképző Iskola, Diákotthon igazgatója[56]
- Tárkányiné dr. Szűcs Katalin, a budapesti II. Rákóczi Ferenc Fővárosi Gyakorló Közgazdasági Szakközépiskola tanára[56]
- Till Ottó, a budapesti III. kerületi Állami Zeneiskola nyugalmazott igazgatója[56]
- Tolnay Béla, a pásztói Mikszáth Kálmán Gimnázium, Postaforgalmi Szakközépiskola és Kollégium kollégiumi igazgatóhelyettese[56]
- Turi Zoltán, a budapesti Hunfalvy János Fővárosi Gyakorló, Két tannyelvű, Külkereskedelmi Szakközépiskola igazgatóhelyettese[56]
- Ugrin Gáborné, az Országos Közoktatási Szolgáltató Intézet nyugalmazott könyvtáros tanára[56]
- Vajdáné Sebestyén Julianna, a dunaszentbenedeki Általános Iskola igazgatója[56]
- Varga Borbála, a budapesti Thán Károly Gimnázium, Műszaki Szakközépiskola és Szakiskola tanára[56]
- Varga István, a mezőszilasi Németh László Általános Iskola igazgatója[56]
- Várkonyi János, a makói Erdei Ferenc Kereskedelmi és Közgazdasági Szakközépiskola és Kollégium nyugalmazott kollégiumvezető főtanácsosa[56]
- Dr. Verebélyi Imréné, a Fővárosi Gyakorló Óvoda vezetője[56]
- Dr. Vincze Ildikó Mária ügyvéd, a Miniszterelnöki Hivatal Koordinációs Politikai Államtitkárság jogi főtanácsadója[56]
- Vitéz Zsolt, a szekszárdi Dienes Valéria Általános Iskola igazgatója[56]
- Vörös Kálmánné, a veszprémi Rózsa Úti Általános Iskola igazgatóhelyettese.[56]

### 2003
| a díjat kapott személyek névsora… |
| --- |
| - Angler Lászlóné, a Fővárosi Önkormányzat Átmeneti Gyermekotthona gazdasági igazgató-helyettese - Aradi Miklós, a csongrádi Batsányi János Gimnázium nyugalmazott tanára - Baranyai István, a budapesti Hunfalvy János Szakközépiskola idegen nyelvi munkaközösség-vezetője - Baranyai Tiborné, a budapesti Szilágyi Erzsébet Gimnázium tanára - Bethlendy Béla, a Jászberényi Klapka György Szakközép- és Szakmunkásképző Iskola tanára, közoktatási szakértő - Dr. Borsi Lőrinc, a veszprémi Táncsics Szakközépiskola Szakiskola és Kollégium igazgatója - Csajbók Ferencné, a túrkevei Petőfi Sándor Általános Iskola tanára - Csukás Ibolya, a budapesti Vörösmarty Mihály Ének-zenei Nyelvi Általános Iskola és Gimnázium tanára - Fehér Ottóné, a Nyíregyház Főiskola tanszékvezető főiskolai tanára - Fejesné Schwarcz Erzsébet, a Szigetbecse-Makád Közös Igazgatású Közoktatási Intézményi Fenntartó Társulás igazgatója - Für Katalin, a szentgotthárdi Vörösmarty Mihály Gimnázium és Kollégium tanára - Dr. Galbács Zoltán, a Szegedi Tudományegyetem egyetemi docense - Dr. Gáll György, a gyöngyösi Almásy Pál Mezőgazdasági Szakképző Iskola igazgató-helyettese - Dr. Gáspár Vilmos, a Debreceni Egyetem tudományos tanácsadója - Dr. Göttler Károlyné, a Trefort Ágoston Két Tanítási Nyelvű Szakközépiskola vezetőtanára, munkaközösségvezető - Harcsa András, a nyírbátori Báthory István Gimnázium és Szakközépiskola tanára - Dr. Janza Károlyné, a Fővárosi Pedagógiai Intézet pedagógiai szakértője, vezető szaktanácsadó - Kálmánffy Ferenc operaénekes - Keller György, a tatai Eötvös József Gimnázium tanára - Király István balmazújvárosi nyugalmazott igazgató, a Karácsony Sándor Neveléstörténeti Egyesület tagja - Király Leventéné, a szegedi Vasvári Pál Közgazdasági Szakközépiskola igazgatója - Kiss Imre, a nagykőrösi Toldi Miklós Élelmiszeripari Középiskola, Szakiskola és Kollégium igazgatója - Koscsó Lajos parlamenti képviselő, volt tiszaújvárosi polgármester - Laczkovich Jánosné, a Nemzeti Szakképzési Intézet osztályvezetője - Lázin János, a budapesti Öveges József Szakközépiskola, Szakiskola és Gimnázium szakoktatója - Mendelovics Zsuzsának, a budapesti Alternatív Közgazdasági Gimnázium tanára - Mezey Béla, a Magyar Állami Operaház fotóművésze - Mihalovics Gábor, a Pécsi Tudományegyetem gazdasági főigazgató-helyettese, főmérnök - Dr. Mihálcz Pál, a Szigetszentmiklós Város Polgármesteri Hivatala oktatásügyi szakértője - Miskovics Mária, a tarjáni Győry Sándor Általános Iskola tanára - Molnár Péterné, a kunszentmiklósi Általános Művelődési Központ tanára - Mosoni Árpád, a leányfalui Móricz Zsigmond Általános Iskola és Napköziotthonos Óvoda tanára - Nógrádi László, a budapesti XIII. kerületi Hollán Ernő utcai Zeneiskola tanszakvezető tanára - Oroszné Majdán Katalin, a kompolti Napköziotthonos Óvoda óvodapedagógusa - Paládi Erzsébet, a tiszakóródi Hunyadi Mátyás Általános Iskola tanára, kistérségi munkaközösség-vezető - Patakiné Bitay Adél, a herceghalmi Általános Iskola tanára - Pozsony Imréné, a budapesti Ady Endre Közgazdasági Szakkollégium igazgató-helyettese - Rick Gyula, a budapesti Bay Zoltán Elektronikai Szakközépiskola és Műszeripari Szakiskola általános igazgató-helyettese - Dr. Sándor László, a budapesti Corvin Mátyás Gimnázium és Műszaki Szakközépiskola igazgatóhelyettese - Sárossy Istvánné, a budapesti Magyar Gyula Kertészeti Szakközépiskola és Szakiskola tanára - Spengler Györgyné, a Budapest Főváros Főpolgármesteri Hivatal Oktatási Ügyosztálya vezetője - Dr. Szabó Gábor, a Debreceni Egyetem egyetemi tanára - Szabó Lászlóné, a budapesti Fényes Elek Közgazdasági Szakközépiskola tanára - Dr. Szabó Miklósné, a kiskunhalasi Bernáth Lajos Kollégium igazgató-helyettese - Dr. Sztrókay Tiborné, a Budapest XVIII. kerületi Ady Endre utcai Általános Iskola nyugalmazott tanítója - Tiszavölgyi Jánosné, a budapesti Károlyi István 12 Évfolyamos Gimnázium igazgatója - Tóth Anikó Mária, az Oktatási Minisztérium szakmai tanácsadója - Tóth Attila, az Eötvös Loránd Tudományegyetem Apáczai Csere János Gyakorló Gimnáziuma vezetőtanára - Tóth Istvánné, a túrkevei Ványai Ambrus Gimnázium, Informatikai és Közlekedésgépészeti Szakközépiskola nyugalmazott tanára - Dr. Xantus László, a budapesti Békésy György Posta- és Távközlésforgalmi Szakközépiskola igazgatója - Varsányiné dr. Szabó Mária, a Képzett Polgárságért Alapítvány Comenius Gazdasági Szakközépiskola igazgatója - Dr. Venczel Józsefné, a budapesti II. Rákóczi Ferenc Fővárosi Gyakorló Közgazdasági Középiskola vezető-tanára, igazgató-helyettese - Dr. Zboray Géza, az Eötvös Loránd Tudományegyetem egyetemi adjunktusa |

### 2002
- Maróthy Győző, építészmérnök, urbanista, a Dél-alföldi Területi Főépítészi Iroda nyugalmazott főosztályvezető-helyettese
- Puporka András, klarinétművész

### 2001
- Bencsik Pál, a Hévízi Katolikus Egyház lelkipásztora
- Berki Károly előadóművész, prímás
- Debreceni Farkas István, nyugalmazott szobrászművész
- Demeter Istvánné, a Magyar Cirkusz és Varieté Kht. gazdasági igazgatóhelyettese
- Földi Béla koreográfus, a Budapesti Táncszínház művészeti vezetője
- Földvári György, a Magyar Állami Operaház nyugalmazott főügyelője
- P. Gaál Jenő, verbita misszió, Szent Imre Missziósház katolikus lelkésze
- Gálházi László bűvész[59]
- Horváth Zsófia, a Honvéd Együttes koreográfusa
- Lakatos György, a Gundel étterem zenekarvezető prímása
- Lakatos Pál nyugalmazott zenész
- Vadász Ágnes, a Magyar Kórusok és Zenekarok Szövetségének ügyvezető elnöke

### 2000
- Dr. Hajdu Lajos, a Borsod-Abaúj-Zemplén megyei Állategészségügyi és Élelmiszer-ellenőrző Állomás határállomási állatorvosa
- Krajnyák Zsuzsanna tőr- és párbajtőrvívó
- Zombor Ferenc jogász

### 1999
- Csemer Géza, író, rendező

### 1998
- Bíró András író
- Kovács Ferenc, az Alapi Szociális Ápoló és Gondozó Otthon igazgatója
- Dr. Rákosi Ferenc, jogász[60]
- Nagyiványi András villamosmérnök, politikus, országgyűlési képviselő

### 1997
- Felföldi László néprajzkutató, táncfolklorista
- Forgács Gábor színművész, humorista[61]
- Heles Károly őrnagy, Vám- és Pénzügyőrség Független Szakszervezet
- Szenci György, Nagylók polgármestere[62]
- Bakacsi Alice, a Vígszínház és a Pesti Színház művészeti titkára[63]
- Zarka Béla, a Pilisvörösvár és Vidéke Takarékszövetkezet elnöke (VI-12/5/1997. sorszám: 331.)

### 1996
- Dunszt Károly cukrászmester
- Imre Géza párbajtőröző
- Molnár Andrásné, Országos Szlovák Önkormányzat tagja, Nemzeti és Etnikai Kisebbségekért Közalapítvány kurátora
- Kovács Ágnes, olimpiai bajnok magyar úszó
- Kökény Beatrix, visszavonult, olimpiai ezüst- és bronzérmes kézilabdázó
- Nagy Mihály, Mikola Sándor–díjas, középiskolai tanár; gimnáziumi igazgató; egyetemi doktor; mineralógus; meteoritkutató
- Szénási Sándor, a 100 Roma Virtuóz Országos Kulturális Egyesület Cigányzenekarának prímása
- Tóth Beatrix, olimpiai bronzérmes és világbajnoki ezüstérmes kézilabdázó
- Steiner János tű.őrgy. a Fővárosi XXI.kerületi Tűzoltóparancsnokság osztályvezetője MK.1996/35.sz.

### 1995
- Balogh Dezső, klarinétművész, a 100 Tagú Cigányzenekar tagja
- Ifj. Berki László, prímás, a 100 Tagú Cigányzenekar tagja
- Dr. Blázsik Raimund, jogász
- Mocsár Ferenc, csellóművész, a 100 Tagú Cigányzenekar tagja
- Ökrös Oszkár, cimbalomművész, a 100 Tagú Cigányzenekar tagja
- Hartdégen Józsefné, óvodapedagógus
- Szentmártoni Szabó Géza irodalomtörténész

### 1994
- Koppány László, iparművész-belsőépítész

### 1992
- Papp László háromszoros olimpiai bajnok ökölvívó, edző, sportvezető

## Visszaadott kitüntetések
2016-ban Bayer Zsolt kitüntetése elleni tiltakozásul:
- Kaltenbach Jenő volt kisebbségi ombudsman, fővárosi képviselő (2005, középkereszt)
- Kenyeres István, vegyészmérnök, biotudós (2005, ezüst érdemkereszt)[65]
- Tóth Bálint matematikus (2009)
- Rózsa Péter újságíró (2008)
- Polgár András közgazdász, a Polgár Alapítvány az Esélyekért alapítója
- Krausz Tamás történész, ex-MSZP-s politikus (2005, tisztikereszt)
- Erdélyi Ágnes filozófus (2005)
- Péter Vladimir ötvös- és szobrászművész (2007)
- Galkó Balázs színész (2010, tisztikereszt)
- Kertesi Gábor közgazdász (2009)
- Köllő János közgazdász (2006)
- Varga Júlia közgazdász (2009)
- Bruszt László szociológus, a firenzei European University Institute tanszékvezetője (2006)
- Varga Kálmán történész-muzeológus (2005, tisztikereszt)
- Takács Imre, az Iparművészeti Múzeum volt főigazgatója (2011, tisztikereszt)
- Heisler András mérnök-közgazdász, a Mazsihisz elnöke (2011)
- Catherine Feidt volt francia tiszteletbeli konzul (2012)
- Felcsuti Péter bankár (2006, tisztikereszt)
- Darvas Ágnes, az ELTE Szociális Munka Tanszékének tanszékvezetője (2008)
- Fokasz Nikosz, az ELTE szociológia tanszékének tanszékvezetője (2011)
- Hegyesi Gábor, az ELTE professor emeritusa, a szociális munka tanszék oktatója (2005)
- Somlai Péter, az ELTE professor emeritusa, az ELTE Társadalomtudományi karának oktatója (2008)
- Székelyi Mária, az ELTE professor emeritusa, a Társadalomkutatások Módszertana Tanszék óraadója (2005)
- Tausz Katalin egyetemi tanár, az ELTE Szociálpolitika Tanszék oktatója (2007)
- Polónyi István oktatáskutató (2007)
- Kuti Éva, a nonprofit szektor kutatója (2005)
- Wittinghof Tamás Budaörs polgármestere (2004)
- Dióssy László volt veszprémi polgármester, képviselő, SZDSZ (tisztikereszt, 2005)
- Mosonyi Aliz meseíró (2008)
- Lőcsei Jenő magántáncos, koreográfus (2008)
- Koncz E. Katalin (A 444 információja szerint)
- Inotai András közgazdász (A 444 információja szerint) (2002, középkereszt)
- Székely Anna, a Környezetvédelmi Szolgáltatók és Gyártók Szövetségének volt ügyvezető igazgatója (A 444 információja szerint) (2005, ezüst érdemkereszt)
- Karsai László történész, egyetemi tanár (2005)
- Szuhay Péter muzeológus (2008)
- Kende János operatőr (2005)
- Krausz Péter politikai elemző (2010)
- Hanti Vilmos, a Magyar Ellenállók és Antifasiszták Szövetségének elnöke (2005)
- Kovács János Mátyás közgazdász (a 444 szerint)
- Falus András, Széchenyi-díjas magyar immunológus, az MTA rendes tagja (2012)
- Kálmán Zsófia, orvos-jogász, gyermekgyógyász főorvos (2004)
- Kerekes András, újságíró, a Magyar Rádió egykori vezető munkatársa
- Báron György, Balázs Béla-díjas filmesztéta, az SZFE tanára (2007)
- Steiger Kornél, filozófus, az ELTE professzor emeritusa (2005)
- Megyik János, Kossuth- és Munkácsy-díjas képzőművész (2005)
- Daróczi Ágnes, kisebbségkutató, az ERTF alelnöke (2007)
- Bíró András, újságíró, emberi jogi aktivista (2006)
- Huseby-Darvas Éva Veronika, kultúrantropológus (2008)
- Juhász R. József, szlovákiai magyar költő-performer (2009)
- Soltész Anikó, a Seed Kisvállalkozásfejlesztési Alapítvány ügyvezető igazgatója (2003)
- Rajk László, építész és látványtervező (2005)
- Kabdebó György, a Filmjus elnöke (a 444 szerint)
- Ripp Zoltán történész
- Koltai Tamás esztéta (nevében a családja)
- Erős Ferenc pszichológus
- Talyigás Katalin szociális munkás
- Németh Péter újságíró (Népszava)
- Niedermüller Péter, a DK alelnöke
- Horn Miklós, a Budapesti Gazdasági Főiskola ny. főigazgatója
- Bernáth Gábor szociológus, az RSK egyik alapítója
- Szalai Erzsébet szociológus, az MTA doktora
- Valcsicsák Imre filozófus
- Lennert László távközlési szakember
- Szomor Éva gyógypedagógus
- Gál Péter közgazdász
- Kertész Iván zenekritikus (nevében az özvegye)
- Vágvölgyi B. András újságíró
- Pásztory Dóri paralimpiai bajnok
- Ranschburg Jenő pszichológus (nevében a családja)
- Székelyné Németh Mária volt isztambuli főkonzul
- Kardos Péter főrabbi
- Farkas István közgazdász (a 444 szerint)
- Snétberger Ferenc Kossuth-, Liszt Ferenc-, Prima Primissima-díjas zenész
- Bolla Mária Európa-bajnoki-ezüstérmes vitorlázórepülő
- Znamenák István színész, rendező
- Garaczi László író
- Fodor Tamás színész, rendező
- Tamás Gáspár Miklós filozófus
- Nagy Anna nyugalmazott könyvtárigazgató
- Márton László író
- Neményi Mária szociológus
- György Péter esztéta
- Heindl Péter jogász
- Ónodi György szerkesztő
- Fliegauf Benedek filmrendező
- Kicsiny Balázs képzőművész
- Tóth Mihály, Csepel volt polgármestere
- Hunčík Péter pszichiáter
- Kukorelly Endre író, költő
- Péterfi Ferenc, közösségfejlesztő
- Ladányi János szociológus
- Haraszti Miklós író, politikus
- Böröcz József szociológus
- P. Szűcs Julianna művészettörténész
- Tardos Márton özvegye
- Iványi Gábor lelkész (minden kitüntetését)
- Ligeti György (2004) tombolán ajánlotta fel
- Hodosán Róza
- Dés László
- Fischer Ádám
- Földes Imre, a Liszt Ferenc Zeneművészeti Egyetem ny. egyetemi tanára